# Livorno
Livorno (AFI: /liˈvorno/, ) è un comune italiano di 152 636 abitanti, capoluogo dell'omonima provincia in Toscana.
Terza città della regione per popolazione (dopo Firenze e Prato), ospita da sola quasi la metà degli abitanti della propria provincia; con i comuni limitrofi di Pisa e Collesalvetti costituisce, inoltre, un vertice di un "triangolo industriale".
È situata lungo la costa del Mar Ligure ed è uno dei più importanti porti italiani, sia come scalo commerciale sia come scalo turistico. Centro industriale di rilevanza nazionale, è però da tempo in declino, tanto da essere riconosciuta nel 2015 come "area di crisi industriale complessa".
Tra tutte le città toscane è solitamente ritenuta la più recente, sebbene nel suo territorio siano presenti diverse testimonianze storiche, artistiche e architettoniche sopravvissute ai massicci bombardamenti della seconda guerra mondiale e alla successiva ricostruzione.
La città, notevolmente sviluppatasi dalla seconda metà del XVI secolo per volontà dei Medici prima e dei Lorena in seguito, fu un importante porto franco frequentato da numerosi mercanti stranieri, sede di consolati e compagnie di navigazione. Ciò contribuì ad affermare, sin dalla fine del Cinquecento, i caratteri di città multietnica e multiculturale per eccellenza, dei quali sopravvivono importanti vestigia, quali chiese e cimiteri nazionali, palazzi, ville e opere di pubblica utilità indissolubilmente legate ai nomi delle importanti comunità straniere che frequentarono il porto franco fino alla seconda metà dell'Ottocento. La vocazione internazionale portò a identificare la città come Leghorn nel Regno Unito e negli Stati Uniti, Livourne in Francia, Liorna in Spagna, ecc., analogamente alle più importanti capitali di Stato dell'epoca.
Tra il XIX secolo e i primi anni del Novecento, parallelamente all'avvio del processo di industrializzazione, Livorno fu anche una meta turistica di rilevanza internazionale per la presenza di rinomati stabilimenti balneari e termali, che conferirono alla città l'appellativo di Montecatini al mare.
Livorno è sede dell'Accademia navale della Marina Militare, del comando e di due reggimenti della Brigata paracadutisti "Folgore" dell'Esercito Italiano, del 1º Reggimento carabinieri paracadutisti "Tuscania", del 9º Reggimento d'assalto paracadutisti "Col Moschin" inquadrato nelle forze speciali dell'Esercito Italiano e del Gruppo di intervento speciale dei Carabinieri; inoltre, è sede di direzione marittima del Corpo delle capitanerie di porto - Guardia costiera.

## Geografia fisica

### Territorio

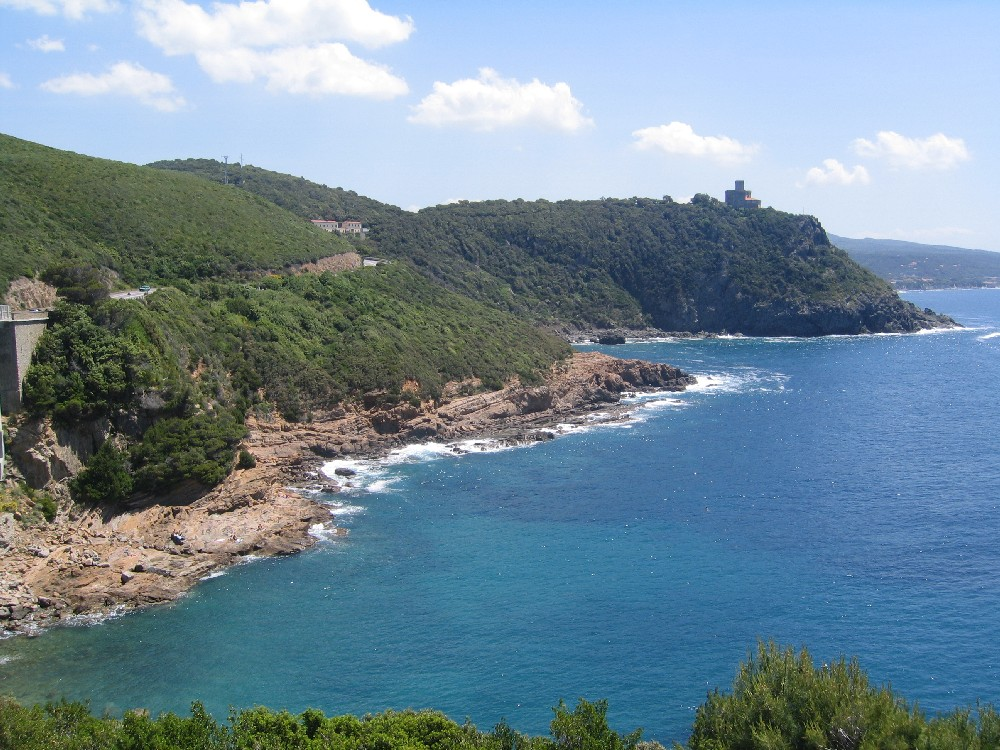
La costa tra Livorno e Quercianella

Il comune di Livorno ha una superficie di 104,79 km².
La città si trova a tre metri sul livello del mare (quota in piazza del Municipio). Non vi sono corsi d'acqua rilevanti, a parte alcuni piccoli torrenti (Chioma, Rio Ardenza, Rio Cigna, Rio Maggiore, Torrente Ugione). Il terreno è generalmente pianeggiante, salvo elevarsi a est e a sud, dove ha inizio il sistema della Colline Livornesi (quota massima 462 metri sul livello del mare presso il Poggio Lecceta). Conseguentemente anche la costa, che da Marina di Carrara a Piombino è sempre bassa, si alza quasi a picco sul mare, nella zona detta del Romito.
Il territorio comunale di Livorno comprende anche l'isola di Gorgona e le Secche della Meloria, facenti parte del Parco nazionale dell'Arcipelago Toscano.
L'isola di Gorgona ha una superficie di 220 ha e si trova a 37 km dalla costa labronica.
Dal punto di vista geologico il territorio livornese e i suoi dintorni sono caratterizzati da numerosi materiali come le arenarie e i gabbri; in particolare, le colline alle spalle della città presentano terre dalla intensa tonalità rossa; più in basso, la panchina livornese è formata da calcarenite color ocra. La parte settentrionale del comune fa invece parte della pianura alluvionale dell'Arno.
Il comune è classificato, allo stesso modo della maggior parte dei comuni toscani, con grado di sismicità 9 (categoria 2), con il territorio comunale che è stato anche l'epicentro di alcuni terremoti. Il 5 aprile 1646 l'evento sismico raggiunse la magnitudo 5,17 della scala Richter e il VII grado della scala Mercalli; il 27 gennaio 1742 il sisma ebbe una magnitudo 5,15 e il VI-VII grado d'intensità; l'8 gennaio 1771 il terremoto raggiunse la magnitudo 5,03 e il VI-VII grado d'intensità; il 3 aprile 1814 si ebbe la magnitudo 5,22 e il VI-VII grado d'intensità.
- Classificazione sismica: "zona 3"[22][23]

### Clima
Il clima della città è di tipo mediterraneo, con estati mitigate dalla brezza marina (massima assoluta di 38,5 °C registrata dal Lamma nel luglio 1986) e inverni miti (minima storica di −7 °C registrata dal Lamma nel gennaio 1985). Le precipitazioni sono concentrate principalmente in primavera (massimo secondario) e autunno. Tuttavia sono presenti differenze: sulla zona costiera, le precipitazioni annuali medie rilevate dal Mareografo si aggirano sui 700 mm, mentre la stazione della Valle Benedetta (300 m s.l.m.) in collina, rileva una media che oscilla tra 800 e 1000 mm annui.
Rare le nevicate: Livorno ha una media di giorni di neve inferiori a uno e accumuli inferiori a 5 cm ogni anno; in pochissimi casi le nevicate sono copiose (nel 2012 raggiunti quasi i 30 cm); talvolta si verificano nevicate miste a pioggia nelle zone collinari o più interne, con piccoli o assenti accumuli. Sulle Colline Livornesi, in particolare Gabbro e Valle Benedetta, solitamente almeno una volta all'anno si verificano precipitazioni nevose con modesti accumuli.
| Livorno             | Mesi | Mesi | Mesi | Mesi | Mesi | Mesi | Mesi | Mesi | Mesi | Mesi | Mesi | Mesi | Stagioni | Stagioni | Stagioni | Stagioni | Anno |
| Livorno             | Gen  | Feb  | Mar  | Apr  | Mag  | Giu  | Lug  | Ago  | Set  | Ott  | Nov  | Dic  | Inv      | Pri      | Est      | Aut      | Anno |
| ------------------- | ---- | ---- | ---- | ---- | ---- | ---- | ---- | ---- | ---- | ---- | ---- | ---- | -------- | -------- | -------- | -------- | ---- |
| T. max. media (°C)  | 11   | 12   | 15   | 17   | 21   | 25   | 29   | 28   | 26   | 21   | 16   | 12   | 11,7     | 17,7     | 27,3     | 21       | 19,4 |
| T. min. media (°C)  | 6    | 6    | 7    | 10   | 14   | 17   | 21   | 20   | 18   | 13   | 8    | 7    | 6,3      | 10,3     | 19,3     | 13       | 12,3 |
| Precipitazioni (mm) | 59   | 64   | 64   | 69   | 59   | 39   | 15   | 29   | 70   | 90   | 95   | 75   | 198      | 192      | 83       | 255      | 728  |

- Classificazione climatica: "zona D", 1408 GG
- Diffusività atmosferica: "alta", Ibimet CNR 2002

## Origini del nome
Il toponimo potrebbe essere ricondotto a un nome personale etrusco *Leprnal/Lebĕrna, oppure Liburna/Liburnānu, a cui si possono accostare gli antroponimi latini Liburnius, Leburna o Leburnius, oppure in qualche relazione con il latino liburna, nel senso di "imbaracazione tipo brigantino" o "feluca".
Un'altra ipotesi è che il termine abbia relazione con la parola del francese antico libe, che si usava per indicare un blocco di pietra da lavorare, come, appunto, quelle estratte sulle scogliere di Livorno. Alla radice prelatina lib- si sarebbe poi aggiunto il suffisso –orna, oppure -orno.

## Storia

### Dalle origini al XVIII secolo

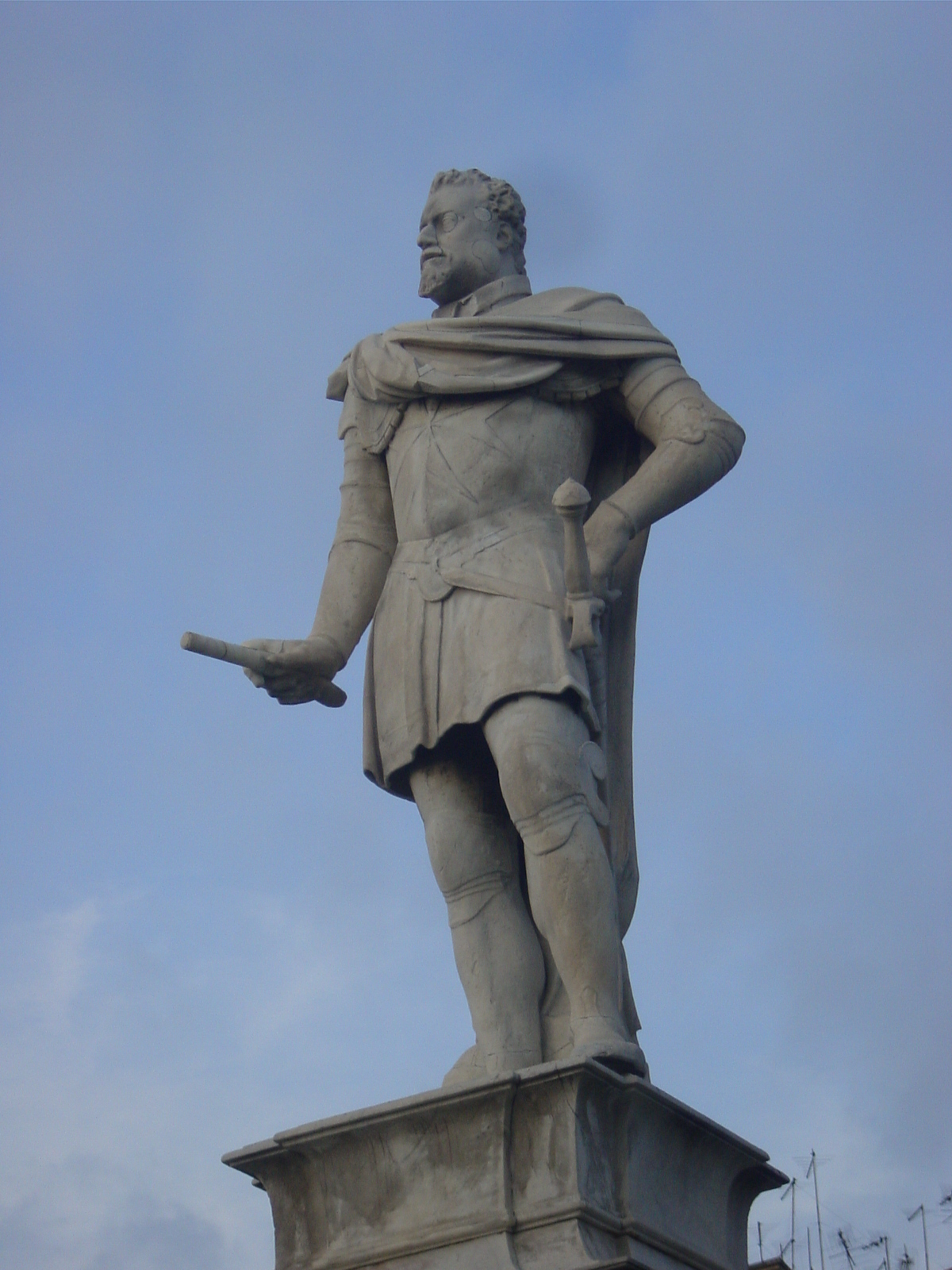
Statua di Ferdinando I, ritenuto il fondatore della città

Le origini di Livorno sono ignote e si perdono nelle leggende e nella mitologia, ma certamente il sito era frequentato sin dall'epoca preistorica, come documentato da numerosi reperti archeologici, quali cuspidi di freccia, lamine usate come coltelli, raschiatoi e punteruoli. Nelle campagne intorno alla città furono rinvenuti anche oggetti d'epoca etrusca e romana, a testimoniare la frequentazione del sito.
Già nel I secolo a.C. Cicerone nella lettera al fratello Quinto («…ut aut Labrone aut Pisis conscenderet. Tu, mi frater, simul et ille venerit, primam navigationem…») cita il nome di Labrone, a testimonianza che il territorio era abitato stabilmente sin dai tempi antichi. L'aggettivo labronico è tutt'oggi comunemente utilizzato come sinonimo di livornese.
Il toponimo Livorna, originaria variante di quello che già a partire dal XIV secolo diventerà "Livorno", appare per la prima volta in un documento risalente al 904 d.C. e successivamente il 13 novembre 1017, nel quale il vescovo di Pisa dette in livello alla famiglia degli Orlandi, il castello di Livorno ed un piccolo agglomerato di abitazioni poste sulla costa dell'odierno Mar Ligure, in una cala naturale, a pochi chilometri a sud della foce dell'Arno e di Pisa. All'epoca Livorno collaborava con il vicino Porto Pisano, il grande scalo marittimo della Repubblica di Pisa, ma il progressivo interramento di quest'ultimo favorì lo sviluppo del piccolo borgo labronico, che tra il XIII e il XIV secolo fu dotato di un sistema di fortificazioni e di un maestoso faro, noto con il nome di Fanale.
Tramontata la Repubblica Livorno passò ai Visconti di Milano, successivamente, nel 1407, ai genovesi e infine nel 1421 ai fiorentini in cambio di 100000 fiorini d'oro.
Nel XVI secolo i Medici, granduchi di Toscana, contribuirono in maniera determinante allo sviluppo di Livorno e del suo sistema portuale con l'intento di farne il principale sbocco a mare del Granducato.
Bernardo Buontalenti fu pertanto incaricato di progettare una nuova città fortificata intorno al nucleo originario dell'abitato labronico, con un imponente sistema di fossati e bastioni (si veda la voce Fosso Reale).
Al popolamento della nuova città contribuì l'emanazione, tra il 1591 e il 1593, delle cosiddette "Leggi Livornine", che richiamarono a Livorno mercanti di qualsivoglia natione, garantendo agli abitanti libertà di culto e di professione religiosa (seppur con forti limitazioni per i protestanti), nonché l'annullamento di condanne penali (con l'eccezione delle condanne per assassinio e "falsa moneta"). Questi privilegi erano diretti soprattutto agli ebrei sefarditi scacciati dalla penisola iberica. Arrivarono in molti, soprattutto commercianti, e costituirono una florida e operosa comunità ebraica di lingua spagnola e portoghese. Gli ebrei vivevano liberi a Livorno, non rinchiusi in un ghetto, come invece avveniva nelle altre città d'Italia fino all'epoca dell'Unità d'Italia. Nel tempo la comunità ebraica divenne tra le più importanti d'Italia, come testimoniato dai nomi illustri di molti suoi membri, tra i quali spiccano il pittore Amedeo Modigliani, il filantropo Moses Montefiore e i rabbini Elia Benamozegh ed Elio Toaff. Il porto e la città furono anche soggiorno di numerose altre comunità straniere, organizzate in "Nazioni", i cui membri, a differenza degli ebrei, non erano ritenuti sudditi toscani (inglesi, olandesi, francesi, corsi, ragusei, greci, armeni, spagnoli, portoghesi, sardi, svedesi, danesi, austriaci, prussiani, ecc.) ed erano rappresentati da propri consoli, disponendo anche di specifici luoghi di culto e di sepoltura.
Dal punto di vista economico l'istituzione del porto franco favorì il proliferare di attività commerciali strettamente legate alle intense attività portuali, tanto da divenire il modello per analoghe iniziative nel resto d'Europa, come nel caso della cittadina svedese di Marstrand.

### Dal XVIII secolo ai giorni nostri

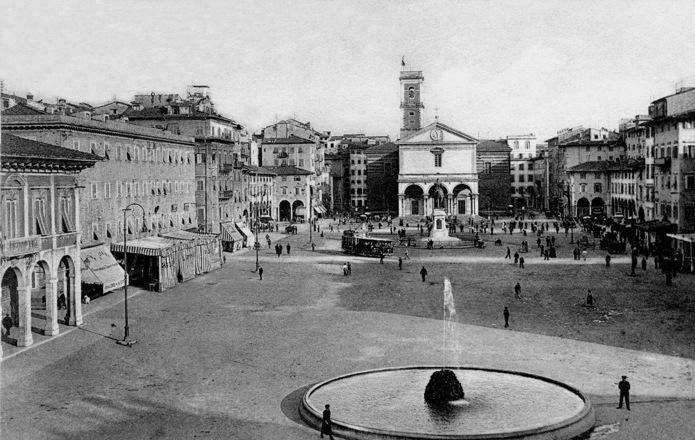
Piazza Grande all'inizio del XX secolo

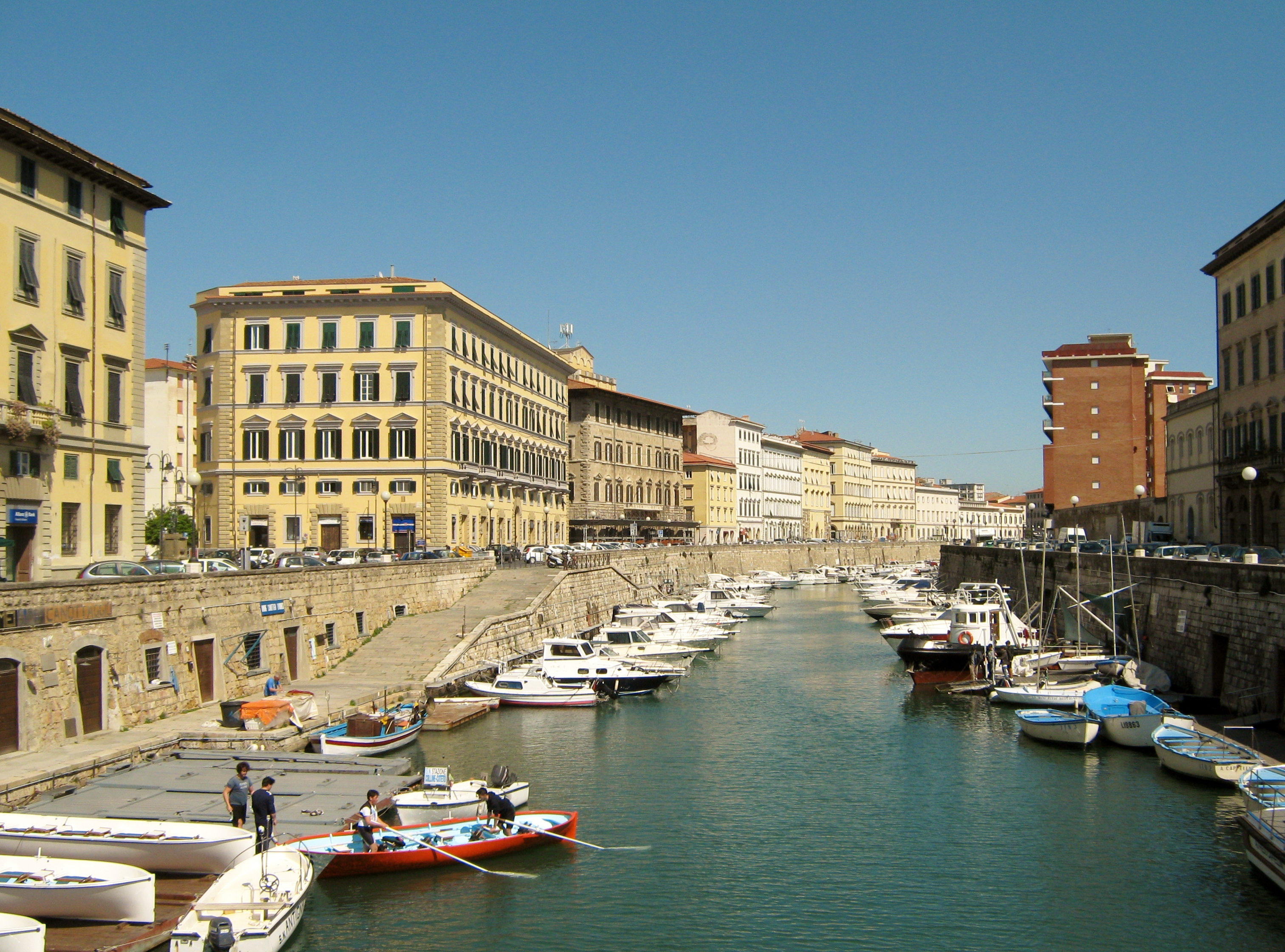
Palazzi ottocenteschi situati lungo il Fosso Reale

Nel XVIII secolo la fine della dinastia medicea e l'avvento dei Lorena non ostacolarono l'espansione cittadina, con la formazione di grandi sobborghi suburbani a ridosso delle fortificazioni buontalentiane. Anche dal punto di vista culturale il Settecento portò a un proliferare delle arti in genere e in particolare dell'editoria; qui vennero pubblicati Dei delitti e delle pene di Cesare Beccaria (nel 1764, in forma anonima) e, nel 1770, la terza edizione dell'Encyclopédie ou Dictionnaire raisonnè des Sciences, des Arts et des Métiers di Diderot e D'Alembert, nella stamperia Coltellini ricavata nel vecchio Bagno dei forzati.
Tra la fine del Settecento e l'inizio dell'Ottocento la città subì l'assedio delle truppe francesi, capeggiate da Napoleone Bonaparte, degli spagnoli e degli inglesi. Durante l'occupazione francese, alcune opere d'arte presero la via della Francia a causa delle spoliazioni napoleoniche. Secondo il catalogo pubblicato nel Bulletin de la Société de l'art français del 1936, da Livorno i francesi prelevarono una sola opera d'arte per inviarla in Francia nel luglio 1796, ma questa non fece mai ritorno in Italia dopo il Congresso di Vienna.
La Restaurazione e il ritorno al potere dei Lorena con Ferdinando III e poi Leopoldo II, permise la realizzazione di grandi opere pubbliche, come il completamento dell'acquedotto di Colognole, mentre le fortificazioni medicee furono in gran parte smantellate per far posto a eleganti palazzi della borghesia livornese.
All'epoca, l'importanza internazionale del suo porto si rilevava anche dalle numerose rappresentanze diplomatiche e consolari in città, qualificate da importanti personaggi non estranei alla storia livornese: per esempio Grabau per Hannover, Anversa, Brema e Lubecca, Binda per gli Stati Uniti, Tausch per l'Austria, Gebhard per la Baviera, Mac Bean per la Gran Bretagna, Tossizza per la Grecia, Appelius per la Prussia, De Yough per i Paesi Bassi, Stub per la Svezia e Norvegia, Feher per la Svizzera.
I moti rivoluzionari del 1849 precedettero di pochi anni la definitiva annessione del Granducato di Toscana al Regno d'Italia.
Nel 1868, con l'unità d'Italia, furono abolite le franchigie doganali di Livorno, che porteranno a un drastico calo delle attività commerciali e dei traffici marittimi, ma la successiva fondazione del Cantiere navale Orlando diede avvio a un esteso processo di industrializzazione.
Sul finire del medesimo secolo, il prestigio della città, ormai prossima ai 100000 abitanti, fu sancito dall'istituzione della celebre Accademia navale, che andò a occupare l'area del Lazzaretto di San Jacopo, estendendosi in seguito anche sull'adiacente Lazzaretto di San Leopoldo.
Livorno fu spesso all'avanguardia nella realizzazione di nuove tecnologie, come per esempio l'inaugurazione nel 1844 di una delle prime ferrovie italiane (la linea Leopolda che collegava la città a Pisa e Firenze in poco più di tre ore), nel 1847 l'installazione della prima linea telegrafica che la collegava con Pisa, la linea telefonica attivata nel 1881; inoltre nel 1888 fu aperta, in via Paolo Emilio Demi, la centrale elettrica (la quarta in Italia, poi di fatto sostituita dalla Centrale termoelettrica Marzocco, aperta nel 1907), nel 1889 i primi lampioni pubblici elettrici, nell'estate del 1896 si proiettò uno dei primi spettacoli cinematografici italiani all'"Eden" (attuale Terrazza Mascagni), nel 1899 entrò in funzione presso gli Spedali di Sant'Antonio il primo apparecchio a raggi X, nel 1903 l'illuminazione pubblica a incandescenza elettrica e infine dal 1906 la pavimentazione bituminosa per le strade.
Gli inizi del XX secolo portarono a un fiorire di numerosi progetti architettonici e urbanistici: dagli stabilimenti termali e balneari, che avevano fatto di Livorno una delle mete turistiche più note sin dalla prima metà dell'Ottocento, alla nuova stazione ferroviaria della linea Livorno - Cecina sino ai piani di risanamento del centro.
Poco prima dell'avvento del fascismo Livorno fu teatro della fondazione del Partito Comunista Italiano (1921), a seguito della scissione della corrente di estrema sinistra dal PSI al suo XVII Congresso.

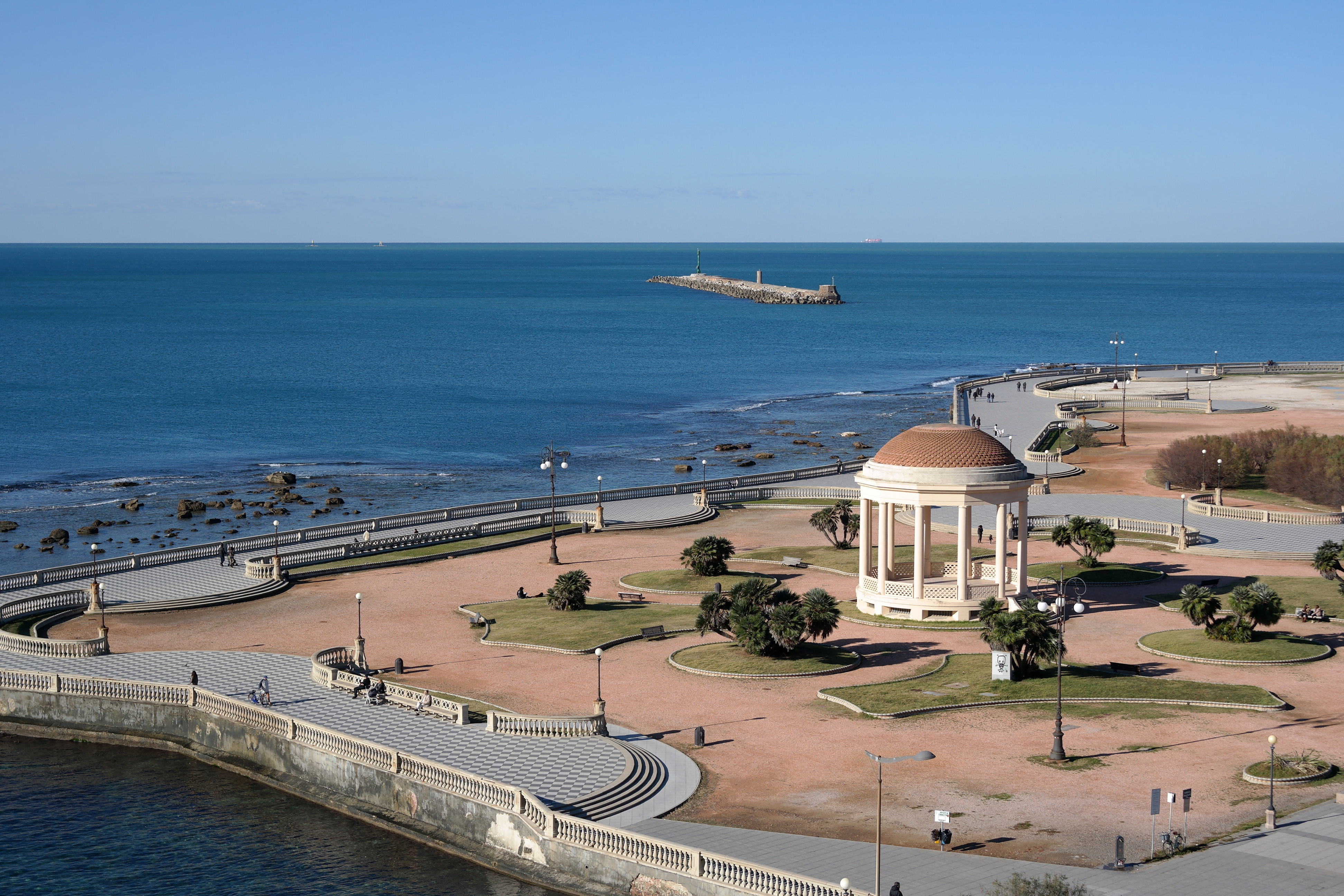
La Terrazza Mascagni vista dall'Hotel Palazzo

L'affermazione del fascismo e l'ascesa politica di Costanzo Ciano portarono alla realizzazione di grandi opere pubbliche e industriali (nuovo ospedale, impianti Stanic, Terrazza del lungomare, ecc.), all'ampliamento dei confini provinciali e, al contempo, all'ideazione di massicci piani di sventramento per la città, che mutarono parte dell'antico assetto urbanistico, e alla proliferazione di quartieri dormitorio.
Lo scoppio della seconda guerra mondiale e i successivi bombardamenti alleati causarono la distruzione di gran parte della città storica e la morte di numerosi civili: ingenti danni si registrarono anche nelle aree industriali e portuali, che furono tra i principali obiettivi delle incursioni aeree.
La città subì circa novanta incursioni aeree con conseguenti bombardamenti, tra questi quelli più gravi per danni provocati alla popolazione, edifici e impianti industriali furono: 28 maggio 1943 (distruzioni del porto industriale e Stazione Marittima, area Stanic, quartiere Venezia, aree limitrofe al Voltone, fortezze), 28 giugno 1943 (stessi obiettivi e Stazione, lungomare e Accademia navale), 25 luglio 1943 (Voltone, quartiere industriale di Torretta), 14 aprile 1944 (Stazione e quartiere circostante, linea ferroviaria), 19 maggio 1944 (completa distruzione del centro storico), 7 giugno 1944 (completa distruzione dell'area industriale). La città fu liberata dall'occupazione tedesca dagli americani che vi entrarono tra il 18 e il 19 luglio 1944.
La ricostruzione postbellica durò molti anni: lo sminamento di alcune zone del centro cittadino terminò solo negli anni cinquanta, mentre la cinquecentesca Fortezza Nuova ospitò baracche di sfollati fino agli anni sessanta.
Livorno acquistò il volto di una città moderna e fortemente industrializzata, tuttavia il successivo disimpegno della partecipazione pubblica nei grandi centri industriali ha portato a uno spostamento del baricentro economico dall'industria pesante alle piccole e medie imprese e al terziario.

### Simboli
Lo stemma del Comune di Livorno si rifà a uno più antico mostrante una torre in mezzo al mare e sormontato dalla lettera capitale latina "L". Nel 1605 il granduca di Toscana Ferdinando I de' Medici concesse lo stemma attuale (riconosciuto poi con decreto del capo del governo del 19 settembre 1929), mentre il 19 marzo 1606 la elevò al rango di città.
La "liburna" dei Romani, dalla quale potrebbe derivare il nome della città, era un'imbarcazione (brigantino o feluca): alcuni asseriscono che il primitivo stemma della città mostrava detta imbarcazione in luogo della fortezza.
La parola "FIDES" pare una concessione della Repubblica fiorentina a ricordo della fedeltà di Livorno contro l'armata che l'assediò nel 1496 guidata dall'imperatore Massimiliano con Venezia e Genova alleate.
Il gonfalone è un drappo di rosso dalla peculiare foggia "scalare" (i tre lembi inferiori sono asimmetrici).

### Onorificenze
La città di Livorno è la XIX tra le XXVII città decorate con Medaglia d'Oro come "Benemerite del Risorgimento nazionale" per le azioni altamente patriottiche compiute dalla città nel periodo del Risorgimento. Periodo, definito dalla Casa Savoia, compreso tra i moti insurrezionali del 1848 e la fine della prima guerra mondiale nel 1918.

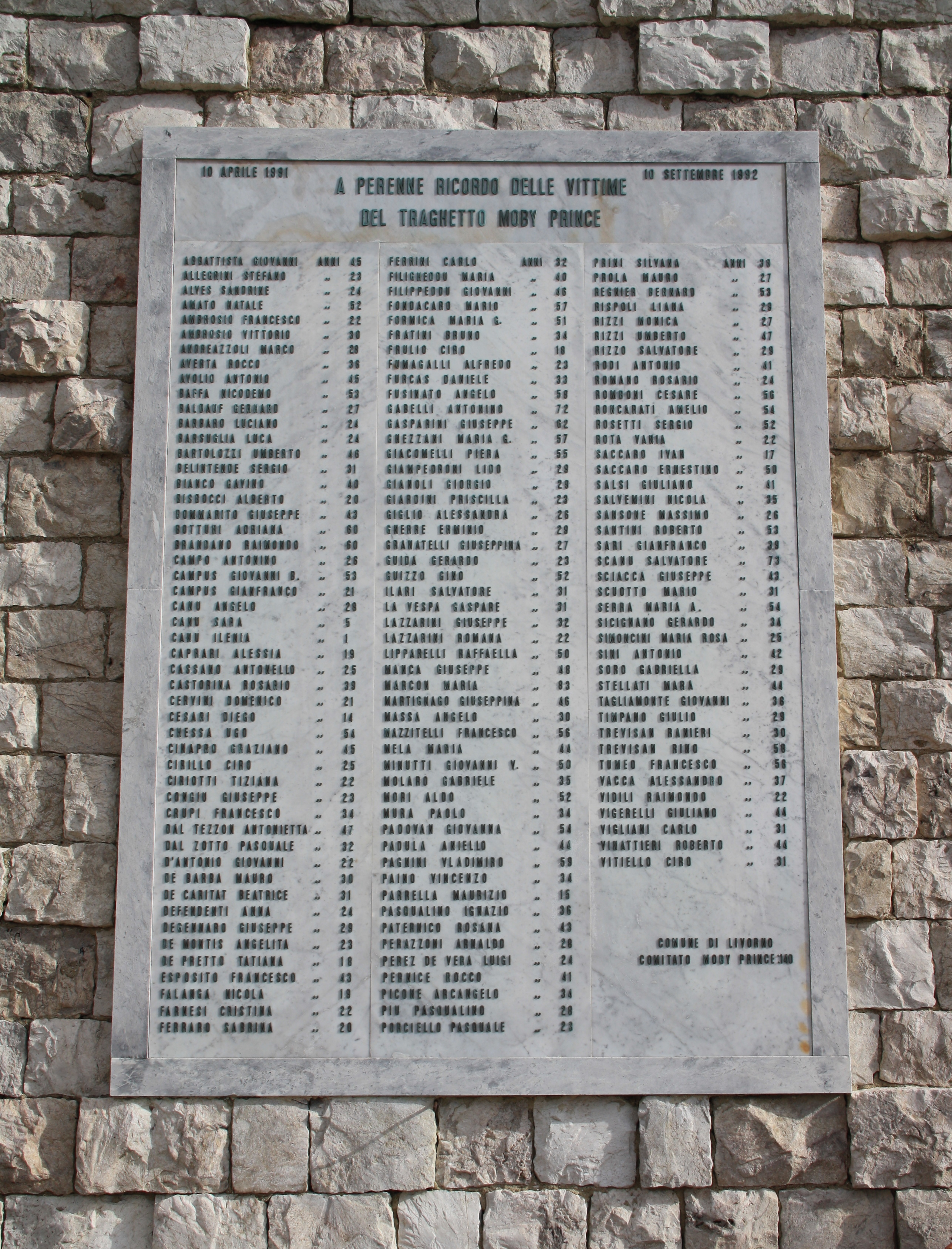
Lapide che commemora le vittime del disastro del Moby Prince

## Monumenti e luoghi di interesse

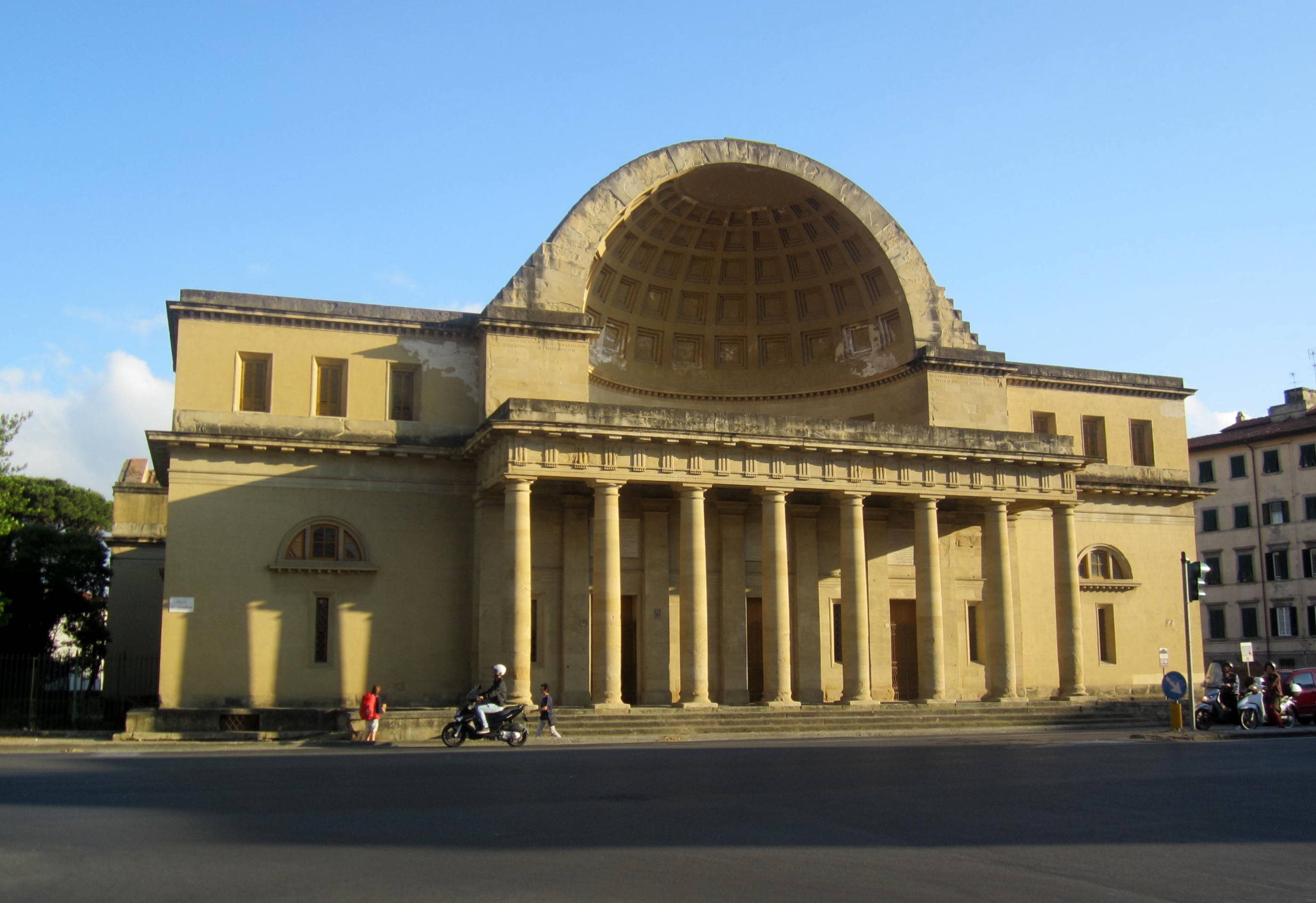
Il Cisternone

Dopo le distruzioni subite nel corso della seconda guerra mondiale e le successive mutilazioni inflitte alla città con la ricostruzione, Livorno ha perso gran parte del suo retaggio storico, anche se resistono vestigia delle sue varie fasi, soprattutto del periodo tardobarocco e neoclassico.
Il complesso nel quale è sostanzialmente racchiusa la storia della città è la cinquecentesca Fortezza Vecchia, al cui interno sono ancora individuabili insediamenti risalenti al passaggio dall'Età del bronzo all'Età del ferro, reperti di epoca etrusca e romana, nonché consistenti testimonianze del periodo medievale, come il torrione cilindrico e i resti delle fortificazioni pisane. Nell'area portuale non mancano poi vestigia dell'antico Porto Pisano, un tempo caratterizzato da numerosi torri, come il Fanale e quella, ormai ridotta a un rudere, della Maltarchiata.
In ogni caso, impianti medievali si riscontrano anche nella cappella di Santo Stefano ai Lupi, nella chiesa di San Martino di Salviano e nella Pieve di Sant'Andrea a Limone.
Il Quattrocento, che segnò l'inizio del dominio fiorentino, coincise con la costruzione della Torre del Marzocco, nella cui architettura è possibile cogliere un riferimento alla Torre dei Venti di Atene. Tuttavia, fu solo sul finire del XVI secolo che il modesto insediamento livornese fu trasformato, per volere dei Medici, in una dinamica città portuale, caratterizzata da un impianto urbanistico regolare, chiuso entro un pentagono fortificato.
Ai primi interventi tardorinascimentali, come il Palazzo Mediceo, si affiancarono edifici improntati alla ricerca di un'estrema funzionalità. La fitta maglia viaria si apriva in corrispondenza della centralissima piazza Grande, la quale ispirò l'architetto Inigo Jones nella concezione del Covent Garden di Londra. A margine della piazza, contornato dai portici speculari del Pieroni, fu costruito il duomo, a navata unica, con soffitto ligneo ornato con tele del Possagnano e Jacopo Chimenti.
La città medicea, disegnata da Bernardo Buontalenti, era caratterizzata da imponenti fortificazioni delimitate da un fosso circondario; a nord della città, partendo dalla preesistente Fortezza Vecchia, le mura si estendevano fino alla possente Fortezza Nuova, che costituisce ancora oggi uno dei complessi architettonici di maggior interesse di Livorno.
All'esterno della cortina muraria, dinnanzi al porto mediceo, all'inizio del Seicento fu innalzato il Monumento dei Quattro mori, una notevole opera di Giovanni Bandini e Pietro Tacca destinata a omaggiare il granduca Ferdinando I de' Medici.

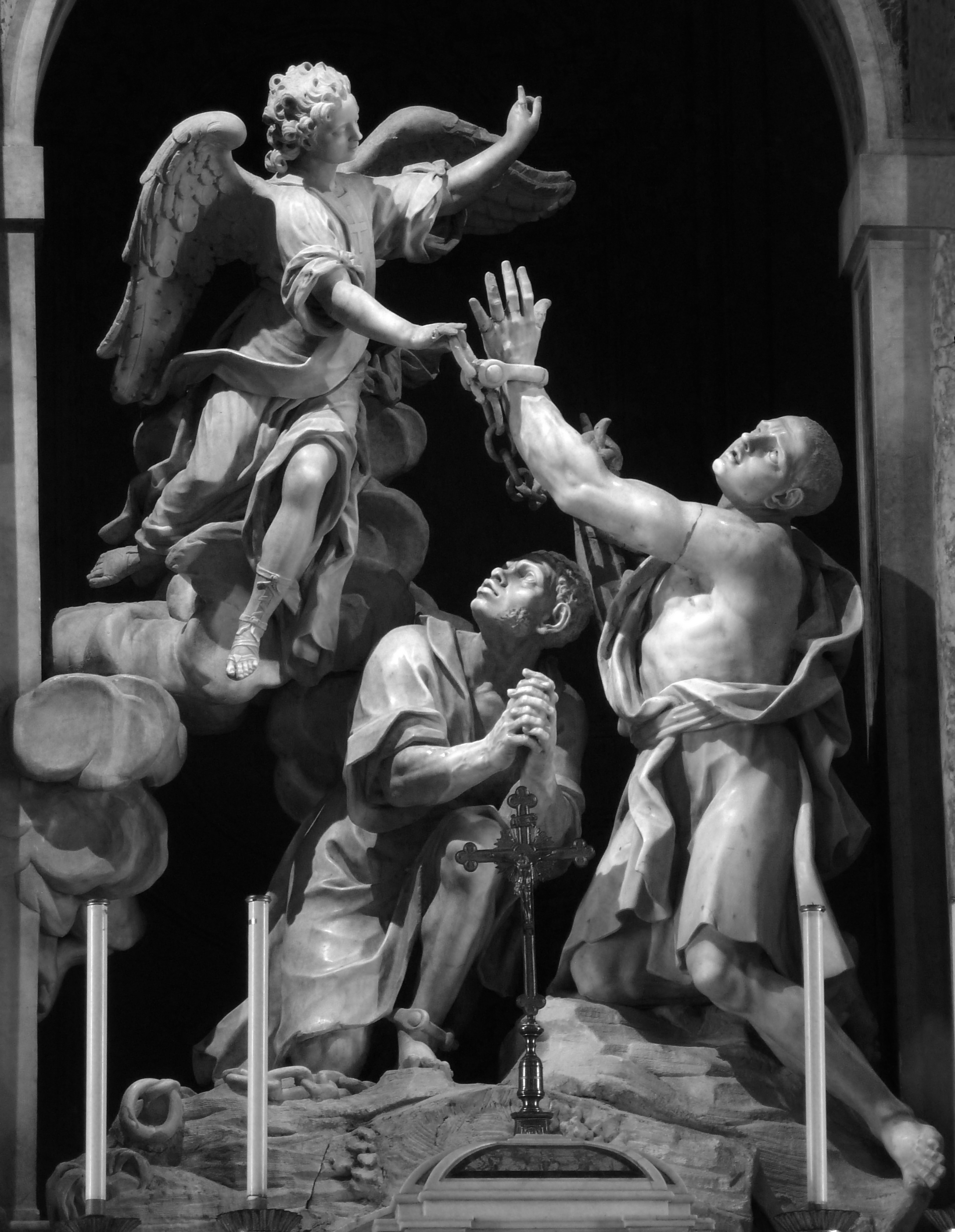
Gli schiavi liberati, di G. Baratta, nella chiesa di San Ferdinando

Al contempo la promulgazione delle Leggi Livornine favorì il sorgere di numerosi luoghi di culto e cimiteri nazionali. Durante il periodo mediceo si ricordano, per esempio, la Sinagoga, tra le maggiori d'Europa, la chiesa dei Greci Uniti, caratterizzata da una notevole iconostasi, la chiesa della Madonna, con gli altari di quattro gruppi nazionali, nonché quella armena, con cupola rivestita in lamine di piombo. Tra i cimiteri merita di essere ricordato il cimitero degli inglesi di via Verdi, che risulta il più antico cimitero acattolico-protestante d'Italia e il più antico, ancora esistente, nel bacino del Mediterraneo.
In architettura i semplici modelli architettonici del XVI secolo sopravvissero per tutto il Seicento. Solo nel Settecento si affermarono i gusti tardobarocchi, riscontrabili nel Santuario di Montenero e nel quartiere della Venezia Nuova, dove sorsero la chiesa a pianta longitudinale di San Ferdinando (che ospita sculture di Giovanni Baratta) e quella centralizzata di Santa Caterina (dove in seguito fu collocata una pala del Vasari); tra gli edifici residenziali sono da segnalare il Palazzo Huigens e il vicino Palazzo delle Colonne di marmo, entrambi posti lungo la direttrice della via Borra. Particolarmente attivo all'inizio del secolo fu l'architetto e scultore Giovan Battista Foggini, artefice non solo di interventi in diverse fabbriche civili, religiose e militari, ma anche autore dello scenografico monumento funebre a Marco Alessandro del Borro all'interno del duomo.
La politica illuminata dei granduchi di Toscana e il clima di reciproca tolleranza tra le varie comunità nazionali presenti all'interno del porto franco, gettarono le basi per la costruzione della prima chiesa acattolica di tutta la Toscana (la chiesa greco-ortodossa della Santissima Trinità, distrutta), nonché per l'apertura di importanti librerie, tipografie e prestigiosi teatri; qui per esempio fu pubblicata la terza edizione dell'Encyclopédie, mentre numerosi letterati, come Tobias Smollett o Carlo Goldoni, soggiornarono nelle ville sorte nelle amene località intorno a Livorno.

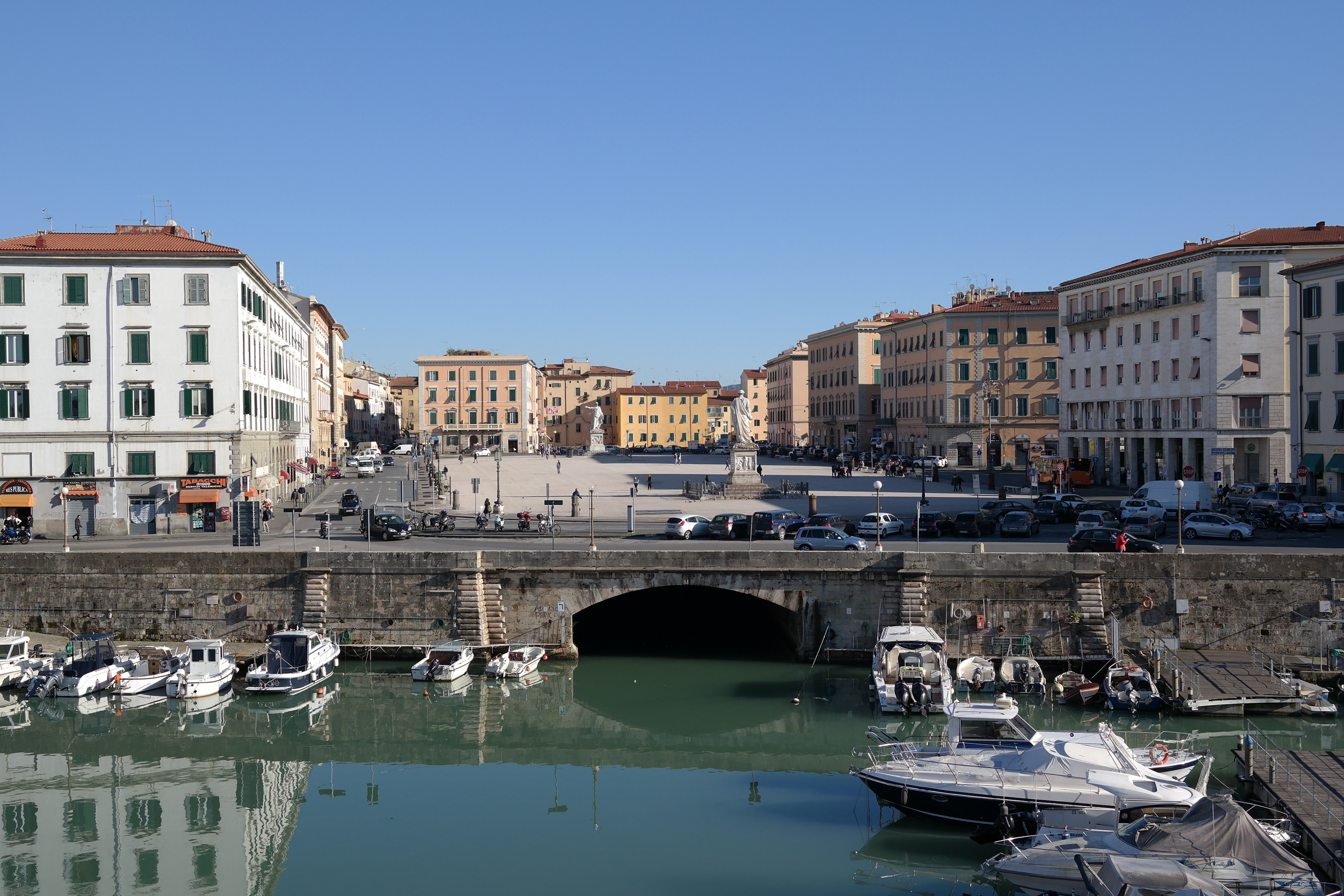
Piazza della Repubblica

L'Ottocento vide l'affermazione del neoclassicismo: uno dei primi esempi, in architettura, fu il Teatro San Marco (1806, con pitture di Luigi Ademollo), al quale fece seguito una serie di spazi teatrali e arene per spettacoli diurni; tra questi spicca il Teatro Goldoni, dove architettura e ingegneria si fusero per dar vita a una caratteristica e funzionale copertura vetrata della sala.
Nella prima metà del medesimo secolo architetti quali Alessandro Gherardesca, Luigi de Cambray Digny, Pasquale Poccianti, Gaetano Gherardi, Giuseppe Cappellini, Angiolo della Valle e Luigi Bettarini contribuirono all'edificazione di acquedotti, chiese, palazzi, piazze di stampo neoclassico o neorinascimentale, che, nel contesto della cosiddetta Livorno polytéchnique, mutarono completamente l'aspetto dell'antica città buontalentiana e dei suoi sobborghi. Tra le opere innalzate si ricordano, per esempio, l'imponente chiesa del Soccorso, i Bagnetti della Puzzolente, la Pia Casa di Lavoro, il nucleo originario della Stazione di Livorno San Marco, la sistemazione dell'odierna piazza Cavour, il Palazzo de Larderel e la nuova cinta daziaria, di Alessandro Manetti e Carlo Reishammer, che delimitava l'area soggetta a porto franco.
In ogni caso l'edificio che meglio rappresenta l'Ottocento livornese è il Cisternone, che Pasquale Poccianti completò tra il 1829 e il 1842 con chiari riferimenti all'architettura termale romana, al Pantheon e all'architettura rivoluzionaria di Étienne-Louis Boullée e Claude-Nicolas Ledoux. Tra le piazze l'intervento di maggior rilievo è la copertura del Fosso Reale con la creazione della piazza dei Granduchi (oggi piazza della Repubblica), dove furono erette le statue dei granduchi lorenesi; tra esse pregevole era il monumento a Leopoldo II, di Paolo Emilio Demi, che tuttavia fu danneggiato nel 1849 e sostituito con una seconda statua eseguita da Emilio Santarelli alcuni anni più tardi.

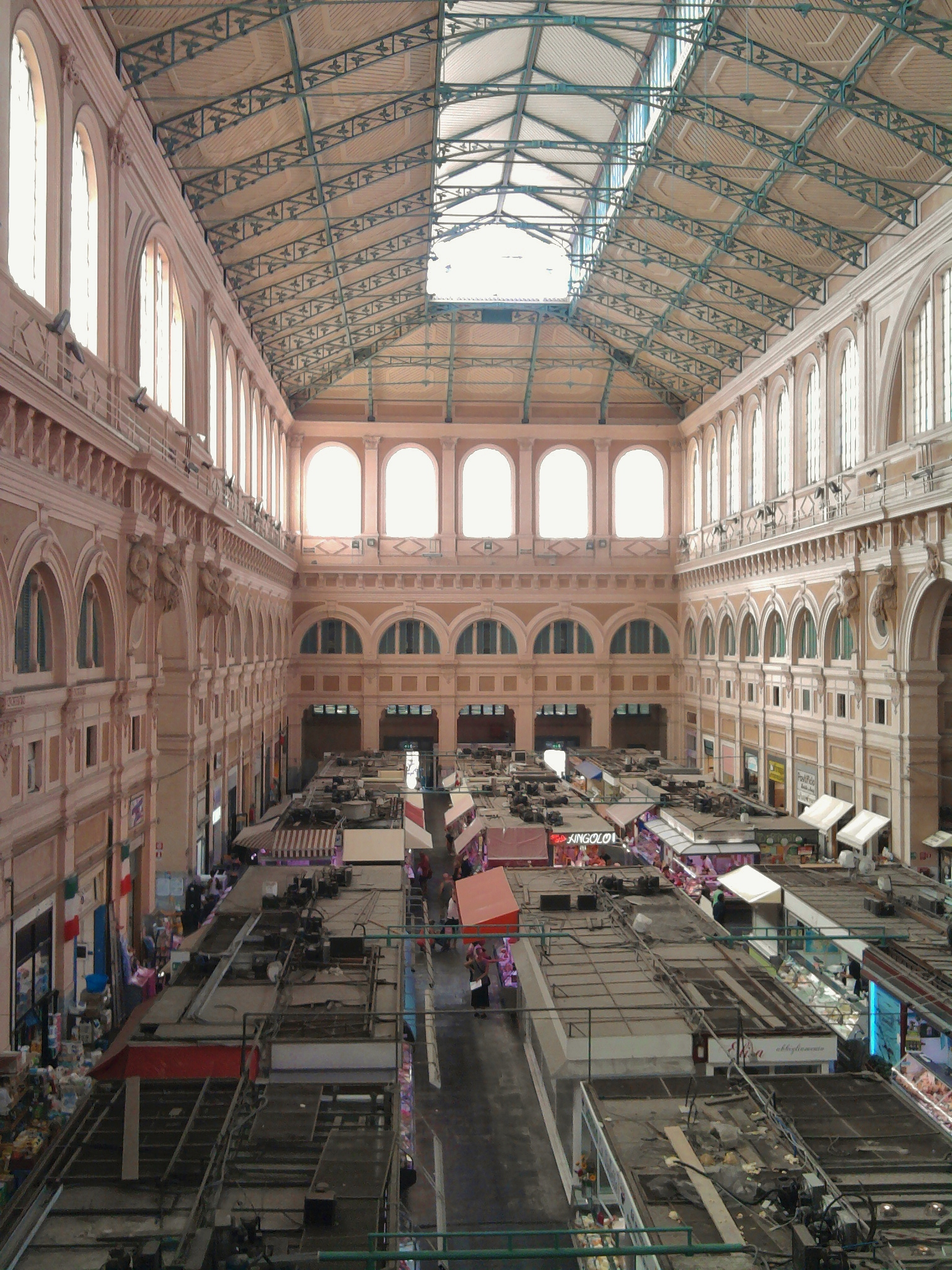
Interno del Mercato delle vettovaglie

Con l'unità d'Italia alcune delle principali piazze della città furono quindi adornate con grandi statue raffiguranti i principali artefici del Risorgimento: Vincenzo Cerri realizzò il monumento a Cavour, mentre il più noto Augusto Rivalta fu incaricato di eseguire la statua marmorea di Garibaldi e il monumento equestre a Vittorio Emanuele II in piazza Grande.
Tra le prime architetture di rilievo dopo l'unificazione, occorre ricordare il neogotico Tempio della Congregazione olandese alemanna, di fronte al quale, alcuni anni dopo, sorse il grande Mercato delle vettovaglie.
Al turismo balneare ottocentesco è invece legata la costruzione dell'Hotel Palazzo e la costruzione di una serie di infrastrutture per la villeggiatura in cui ancor oggi si avvertono gli echi di una lontana Belle Époque.
Il XX secolo, aperto con le opere vagamente Liberty di Angiolo Badaloni (come lo Stabilimento termale Acque della Salute, vicino al quale nel 1910 fu inaugurata l'elegante Stazione Centrale, pure con influenze floreali) e altri progettisti minori (autori di numerosi villini nei dintorni della città), si indirizzò, negli anni che precedettero la seconda guerra mondiale, sulla costruzione di strutture eclettiche (per esempio il Palazzo della Galleria e, per certi versi, anche il nuovo complesso degli Spedali Riuniti) e di stampo più razionalista (come il Palazzo del Governo), ma il faraonico Mausoleo della famiglia Ciano, che avrebbe dovuto dominare Livorno dal colle Monteburrone, non fu mai portato a termine.
Gli eventi bellici causarono ingenti danni al centro cittadino; la ricostruzione, ispirata alle proposte urbanistiche presentate già prima della guerra, portò a un parziale stravolgimento dell'assetto della città e alla costruzione del controverso Palazzo Grande, opera di Luigi Vagnetti.
Nei successivi anni sessanta si registra la costruzione di due importanti edifici: la nuova Sinagoga e il Grattacielo di piazza Matteotti, opera rispettivamente di Angelo Di Castro e di Giovanni Michelucci.

### Architetture religiose

#### Cimiteri monumentali
- Famedio, ubicato sul colle di Montenero, dinnanzi il santuario mariano, si tratta di una sorta di pantheon dove sono sepolti livornesi illustri quali Giovanni Fattori e Francesco Domenico Guerrazzi.
- Cimiteri ebraici, gli unici giunti fino ai giorni nostri sono il Cimitero degli Ebrei di viale Ippolito Nievo (non più utilizzato e semiabbandonato) e quello prossimo al Cimitero comunale dei Lupi, ancora utilizzato.
- Cimitero degli inglesi di via Verdi, tra i primi luoghi di sepoltura protestanti in Italia, custodisce la tomba di Tobias Smollett. Si trova nei pressi della chiesa di San Giorgio, già luogo di culto della comunità anglicana. Intorno al 1840 fu sostituito da un secondo cimitero.
- Cimitero greco-ortodosso di via Mastacchi, aperto intorno al 1840, ospita al suo interno la cappella della Dormizione di Maria, l'attuale sede delle celebrazioni religiose ortodosse dopo la distruzione della settecentesca chiesa della Santissima Trinità. Qui si trovano le cappelle della famiglia Maurogordato, i cui membri furono proprietari, a Livorno, di una sontuosa villa e di un grande palazzo sul Fosso Reale.
- Cimitero della Congregazione olandese alemanna, adiacente a quello greco-ortodosso e fu realizzato in sostituzione del più antico cimitero protestante detto "Giardino degli olandesi". Qui si trovano le tombe delle famiglie Mayer e Kotzian.

#### Luoghi di culto

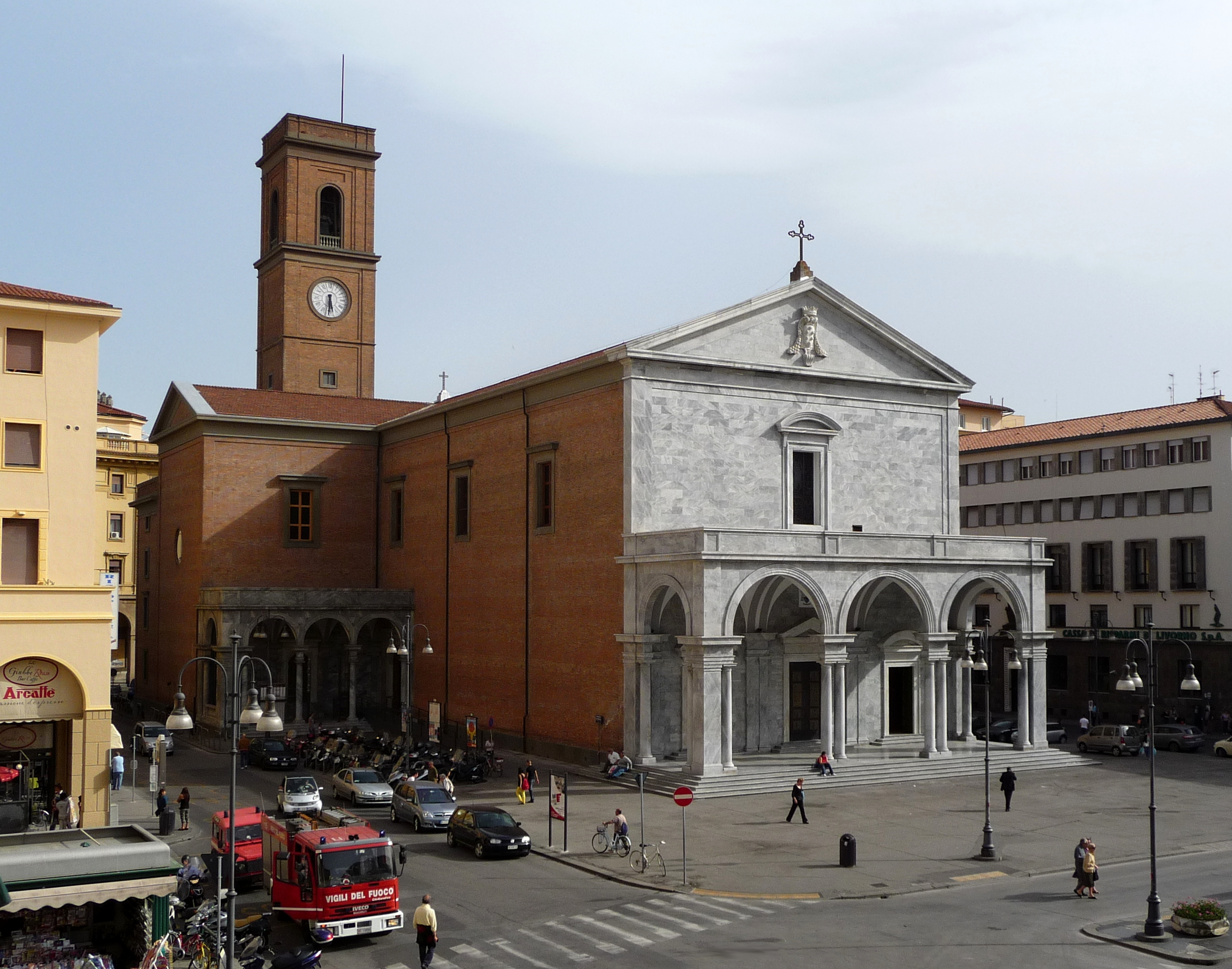
Il Duomo di Livorno in piazza Grande

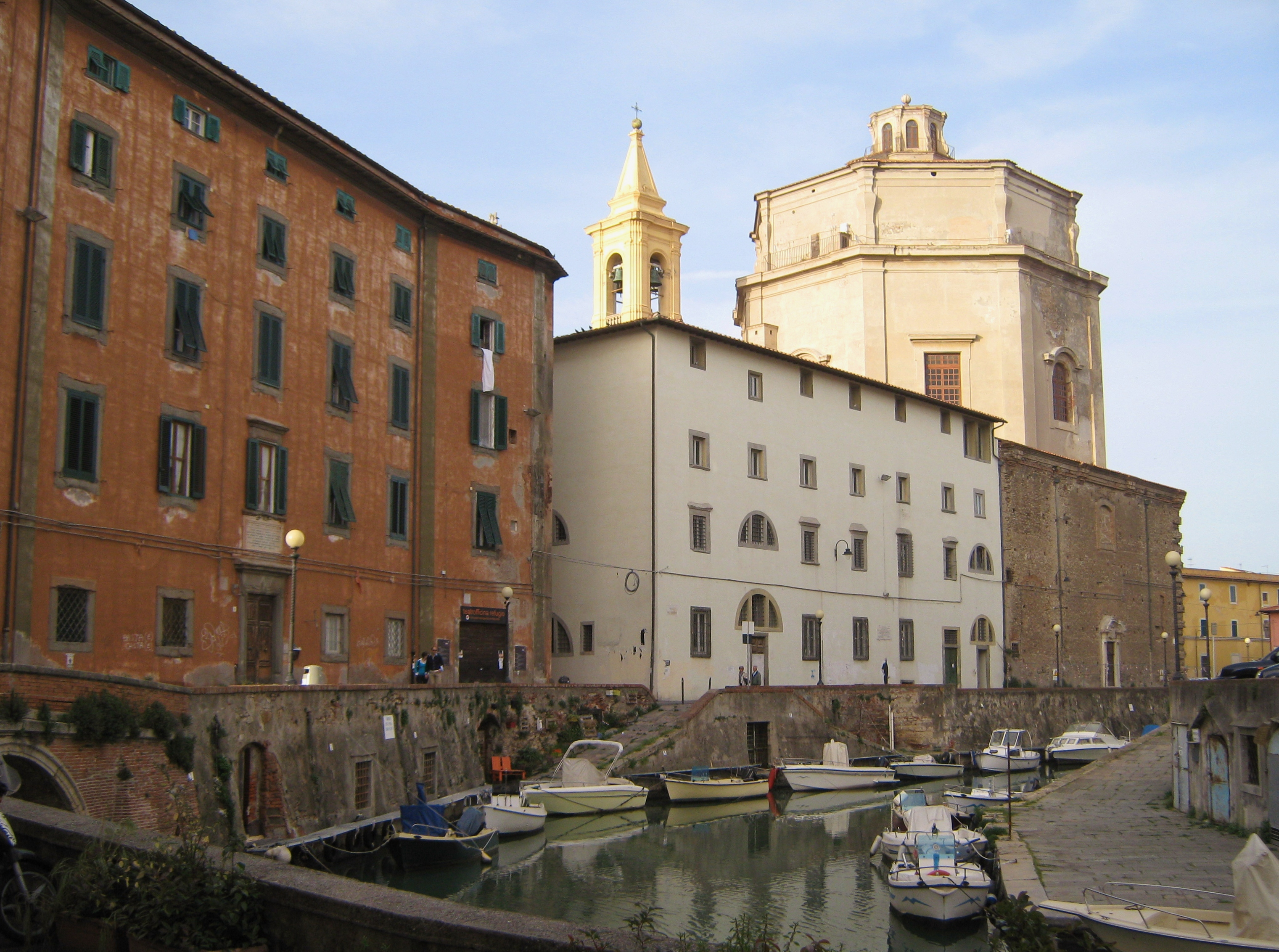
La settecentesca chiesa di Santa Caterina

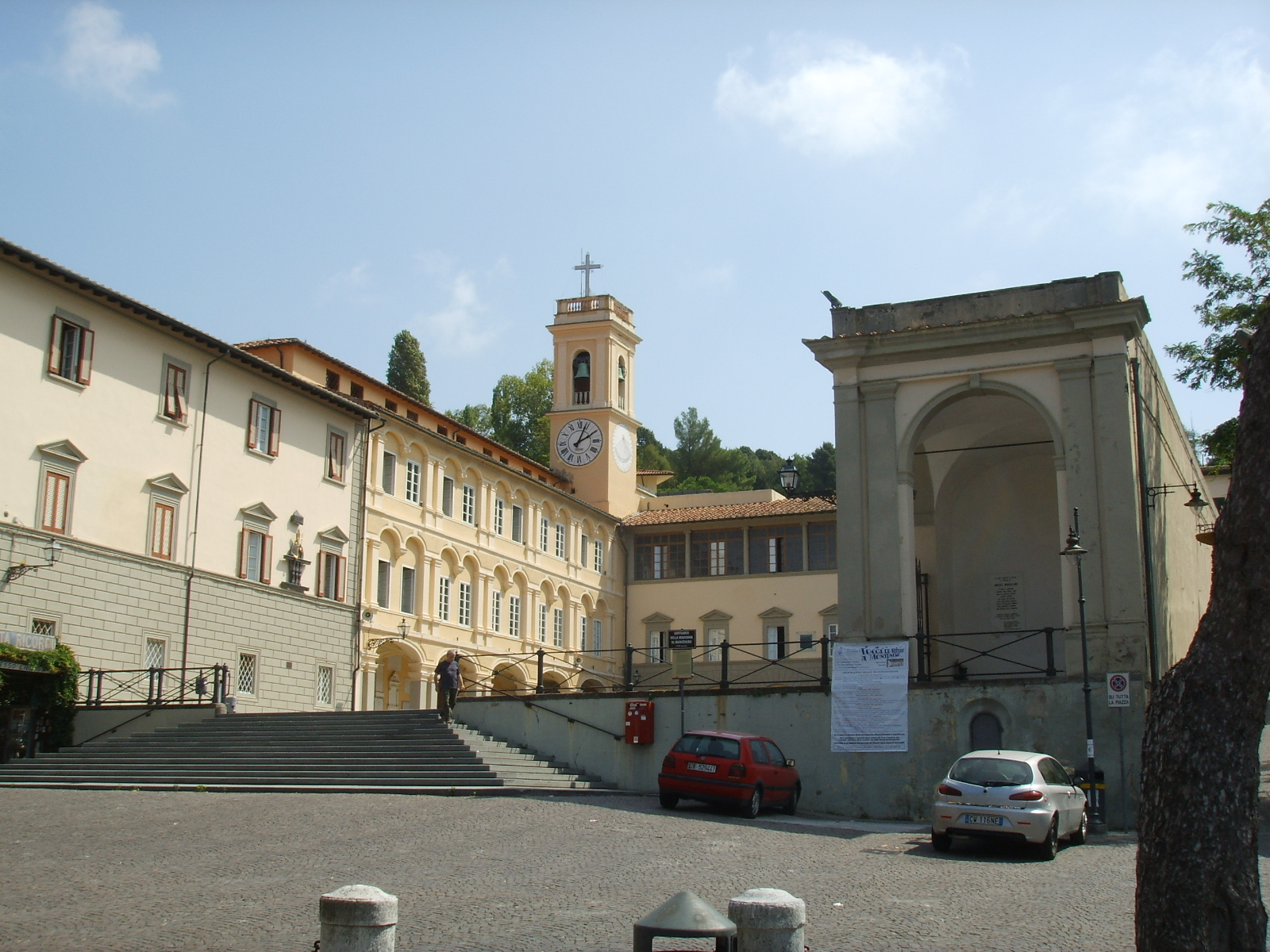
Santuario di Montenero

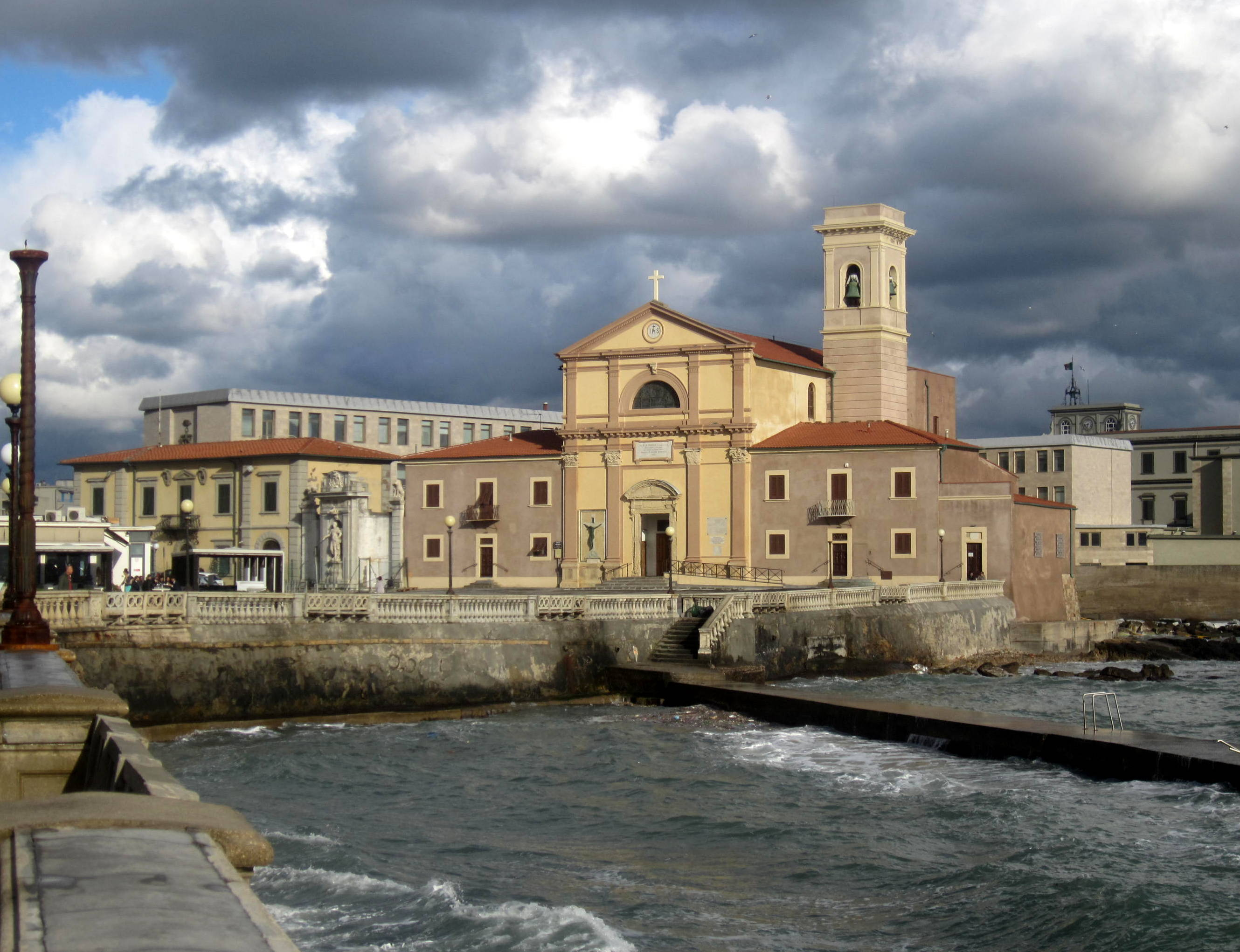
Chiesa di San Jacopo in Acquaviva

- Duomo, dedicato a San Francesco, fu incominciato alla fine del Cinquecento su progetto di Alessandro Pieroni. Successivamente fu ampliato con l'aggiunta di due cappelle laterali. Da segnalare il pregevole soffitto ligneo intagliato, andato perduto nel corso dell'ultima guerra mondiale, a seguito della quasi totale distruzione della chiesa.
- Chiesa di San Ferdinando, iniziatasi nel 1707 su progetto di Giovan Battista Foggini, fu conclusa nel 1716; in stile barocco, con una facciata incompleta, presenta una pianta a croce latina. Notevole il gruppo scultoreo conservato presso l'altare e opera di Giovanni Baratta, che rappresenta la liberazione degli schiavi. La chiesa era affidata all'ordine dei Trinitari.
- Chiesa di Santa Caterina, iniziatasi nel 1720 su progetto di Giovanni del Fantasia, fu consacrata nel 1755. La chiesa, a pianta ottagonale, è caratterizzata da una grande cupola ridotta all'aspetto di torrione a causa di problemi di natura statica. All'interno si può ammirare un notevole dipinto a olio del Vasari.
- Santuario di Montenero, il colle di Montenero, fin dalla prima metà del XIV secolo è meta di pellegrinaggi. L'attuale santuario risale al XVIII secolo e al suo interno sono custoditi un numero rilevante di ex voto. Sulla piazza antistante, sotto un loggiato, sono situate alcune tombe di livornesi illustri, come Francesco Domenico Guerrazzi e Giovanni Fattori.
- Chiesa di San Jacopo in Acquaviva, di origini millenarie, sino al Cinquecento l'eremo di San Jacopo era affidato ai Padri Agostiniani. Nel XVI secolo il complesso fu ceduto alla comunità dei Greci Uniti per poi tornare agli Agostiniani. Modificata profondamente nella seconda metà del Settecento, l'aspetto attuale risale invece alla fine del XIX secolo.
- Chiesa armena di San Gregorio Illuminatore, fu costruita nei primi anni del Settecento. Danneggiata durante la seconda guerra mondiale, fu abbattuta durante la ricostruzione del centro cittadino. Oggi resta solo la facciata, mentre alcuni resti delle decorazioni interne sono abbandonati nel giardino pubblico di Villa Fabbricotti.
- Chiesa di San Giorgio già anglicana, sorta come chiesa anglicana, fu progettata da Angiolo della Valle e consacrata nel 1844. Di gusto neoclassico, presenta una facciata ornata da un portico sormontato da un frontone. Nel dopoguerra è stata restaurata e consacrata al culto cattolico.
- Chiesa dei Greci Uniti, fu costruita nei primi anni del Seicento e intitolata alla Santissima Annunziata. È stata la chiesa nazionale dei greci che prestavano il loro servizio sulle navi dell'Ordine di Santo Stefano. Semidistrutta durante la seconda guerra mondiale, è sopravvissuta pressoché intatta la facciata settecentesca. L'interno, ricostruito, ospita una preziosa iconostasi.
- Chiesa valdese, in stile neogotico, fu costruita intorno alla metà dell'Ottocento e fu sede, fino ai primi anni del Novecento, della chiesa Presbiteriana Scozzese. Al fine di non turbare il clero cattolico fu imposto al progettista di realizzare un edificio simile a un palazzo, comprendente anche gli alloggi pastorali.
- Sinagoga ebraica, l'antica sinagoga seicentesca, una della più grandi d'Europa, fu gravemente danneggiata nel corso dell'ultima guerra mondiale. Per volontà della comunità ebraica fu deciso di abbattere gli antichi resti e di costruire una nuova sinagoga, inaugurata nel 1962 e che nelle sue forme architettoniche richiama la Grande Tenda nella quale veniva custodita l'Arca dell'Alleanza.
- Tempio della Congregazione olandese alemanna, questa chiesa protestante, fu costruita in stile neogotico tra il 1862 e il 1864 su progetto dell'architetto Dario Giacomelli. La facciata è ornata da tre rosoni e finestre bifore, mentre l'interno presenta un'aula a pianta rettangolare aperta da finestre ogivali e una tribuna posta sopra il vestibolo di ingresso. La chiesa è da anni in stato di completo abbandono.

### Architetture civili

#### Acquedotti
- Acquedotto di Colognole, detto Lorenese, è un acquedotto cominciato sul finire del Settecento per alimentare la città. Le condotte, originandosi dalle sorgenti di Colognole, raggiungono Livorno dopo un percorso di diciotto chilometri incastonati tra le sinuose colline che costituiscono il sistema dei Monti Livornesi. È gestito da ASA.
- Cisternone, è un monumentale serbatoio ancor oggi funzionante e posto ai margini della città ottocentesca, al termine del viale Carducci e a lato del Parco Pertini. Fu progettato dal Poccianti e innalzato tra il 1829 e il 1842. È tra i migliori esempi di architettura neoclassica realizzati in Italia[53]. Assieme al Cisternone furono costruiti il Purgatorio di Pian di Rota e il Cisternino di città.

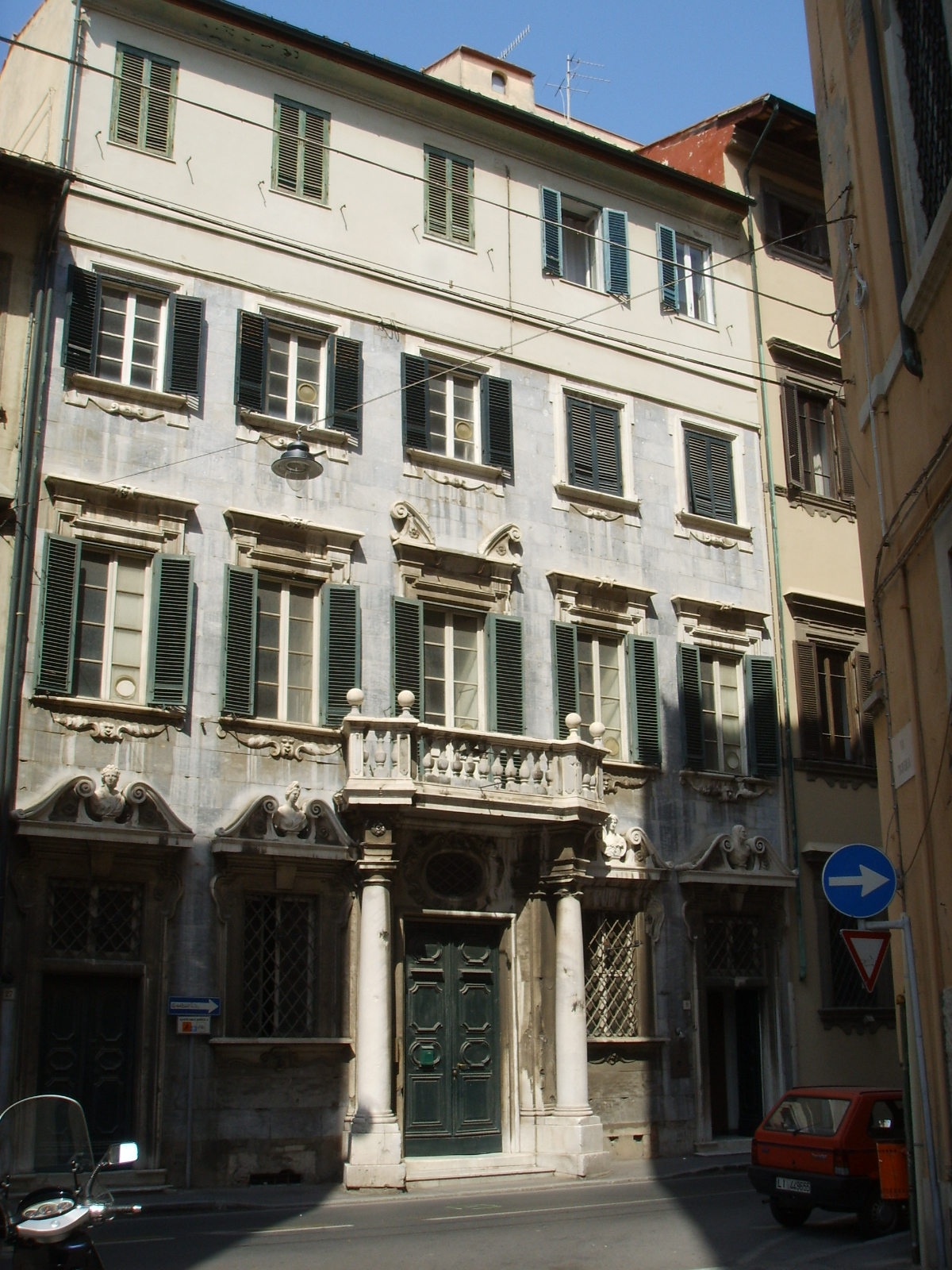
Il Palazzo delle Colonne di marmo

#### Palazzi
- Bottini dell'olio, questo antico magazzino per la conservazione dell'olio si trova nel quartiere della Venezia Nuova e il nucleo originario risale al 1705. Oggi ospita numerose esposizioni, mentre il piano superiore è una sede, assieme ad altri edifici cittadini, della Biblioteca Labronica.
- Casini d'Ardenza, nell'Ottocento erano un'elegante struttura ricettiva suddivisa in numerosi appartamenti. Il progetto si deve a Giuseppe Cappellini, che per alcuni si ispirò al Crescent di Bath.
- Grattacielo di piazza Matteotti, con i suoi 26 piani (91 m di altezza) è l'edificio più alto di Livorno e rappresenta una formidabile[54] architettura del Novecento sul tema della casa a torre. È stato progettato negli anni cinquanta dal celebre Giovanni Michelucci su incarico del Ministero del Tesoro. Sorge a poca distanza dalla Villa Fabbricotti.
- Hotel Palazzo, si tratta di un grande e lussuoso albergo ubicato davanti alla Terrazza Mascagni e caratterizzato da una imponente facciata sormontata da due caratteristiche torrette. Fu costruito nella seconda metà del XIX secolo per volontà di Bernardo Fabbricotti, già proprietario dell'omonima villa livornese. Da luglio 2008 è stato aperto nuovamente al pubblico, dopo un lungo periodo di inattività.
- Palazzo de Larderel, è il più sontuoso palazzo cittadino. Ubicato sulla via omonima, fu residenza della importante famiglia de Larderel. In origine era costituito da alcune palazzine isolate che furono unite intorno alla metà dell'Ottocento dietro a una monumentale facciata, caratterizzata da un raffinato timpano riccamente decorato.
- Palazzo delle Colonne di marmo, è uno dei più eleganti palazzi della Venezia Nuova, caratterizzato da numerose decorazioni in marmo. Fu eretto per conto della famiglia Gamberini su disegno attribuito a Giovan Battista Foggini; successivamente, nei primi anni del Novecento fu annesso all'adiacento Palazzo del Monte di pietà.

#### Stabilimenti termali

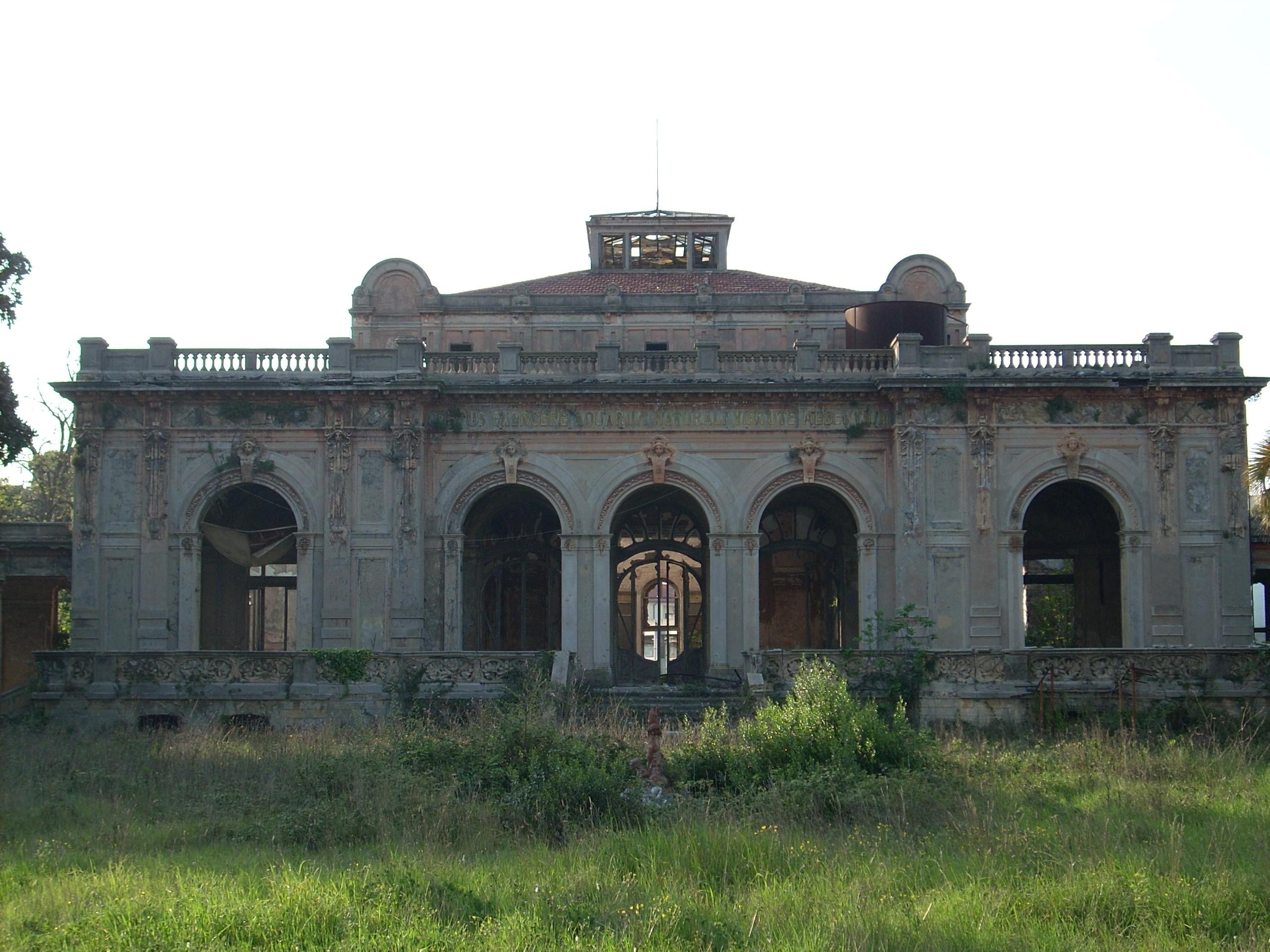
Il padiglione principale delle Acque della Salute.

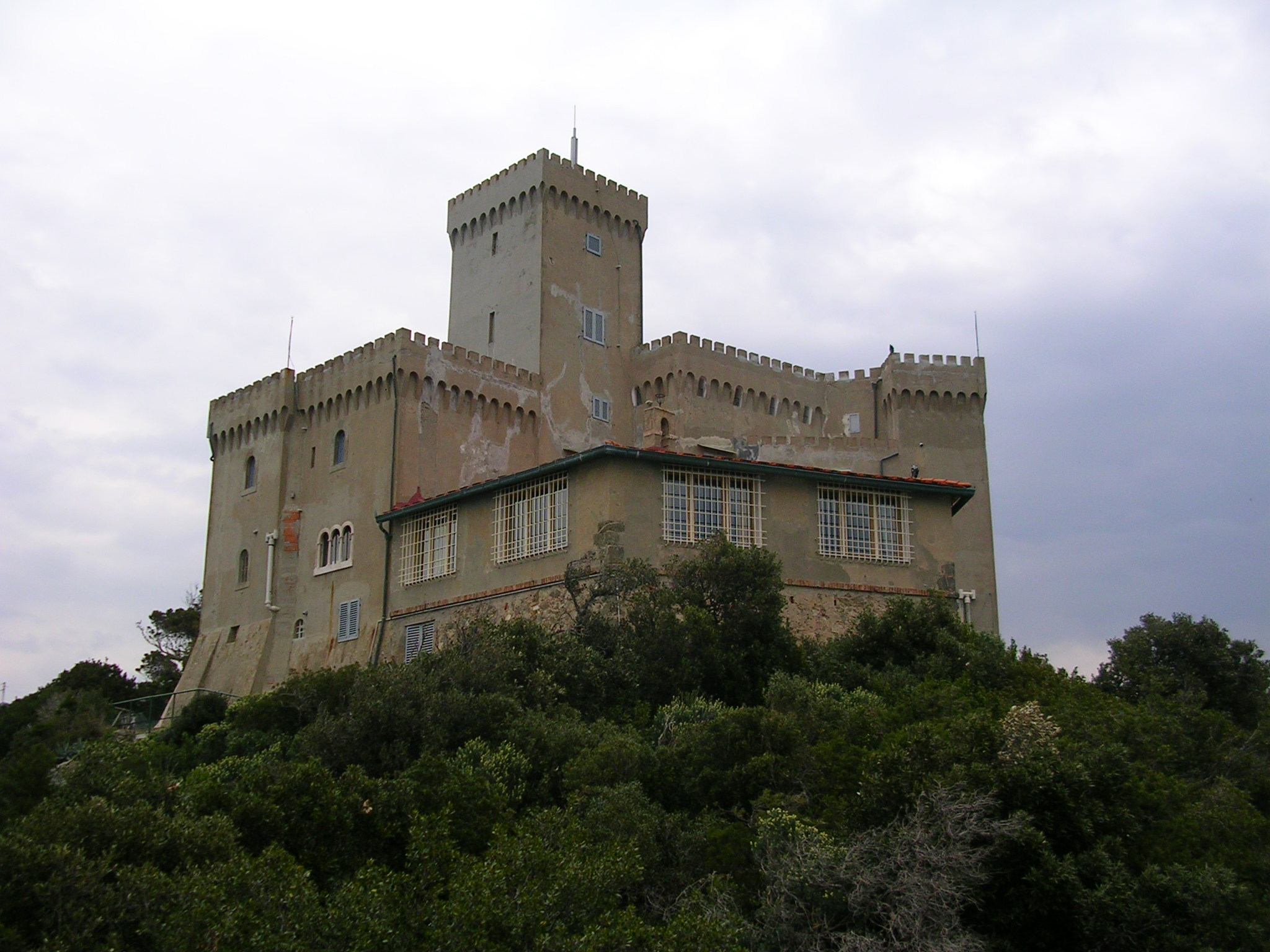
Il Castello Sonnino

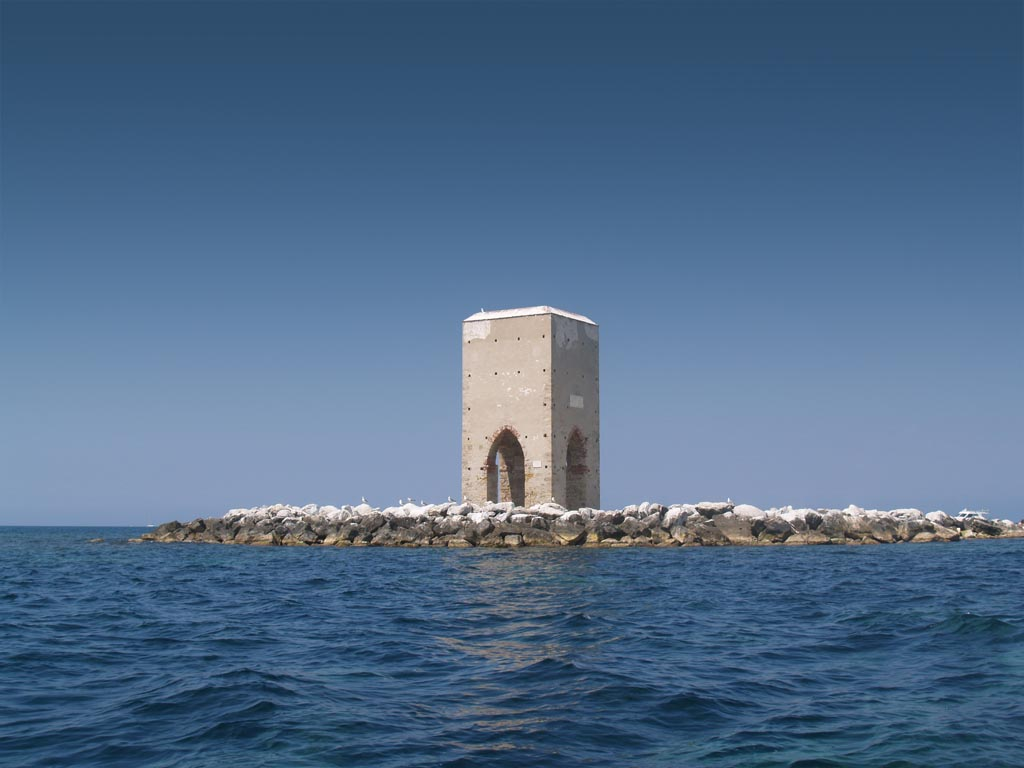
Torre della Meloria

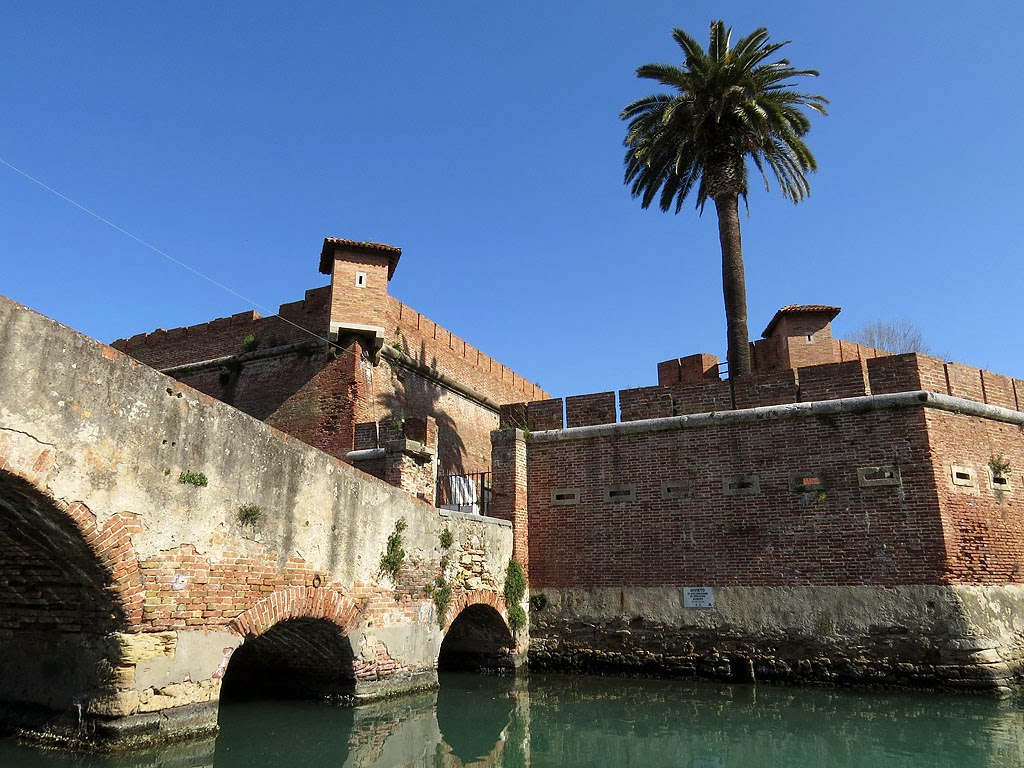
La Fortezza Nuova

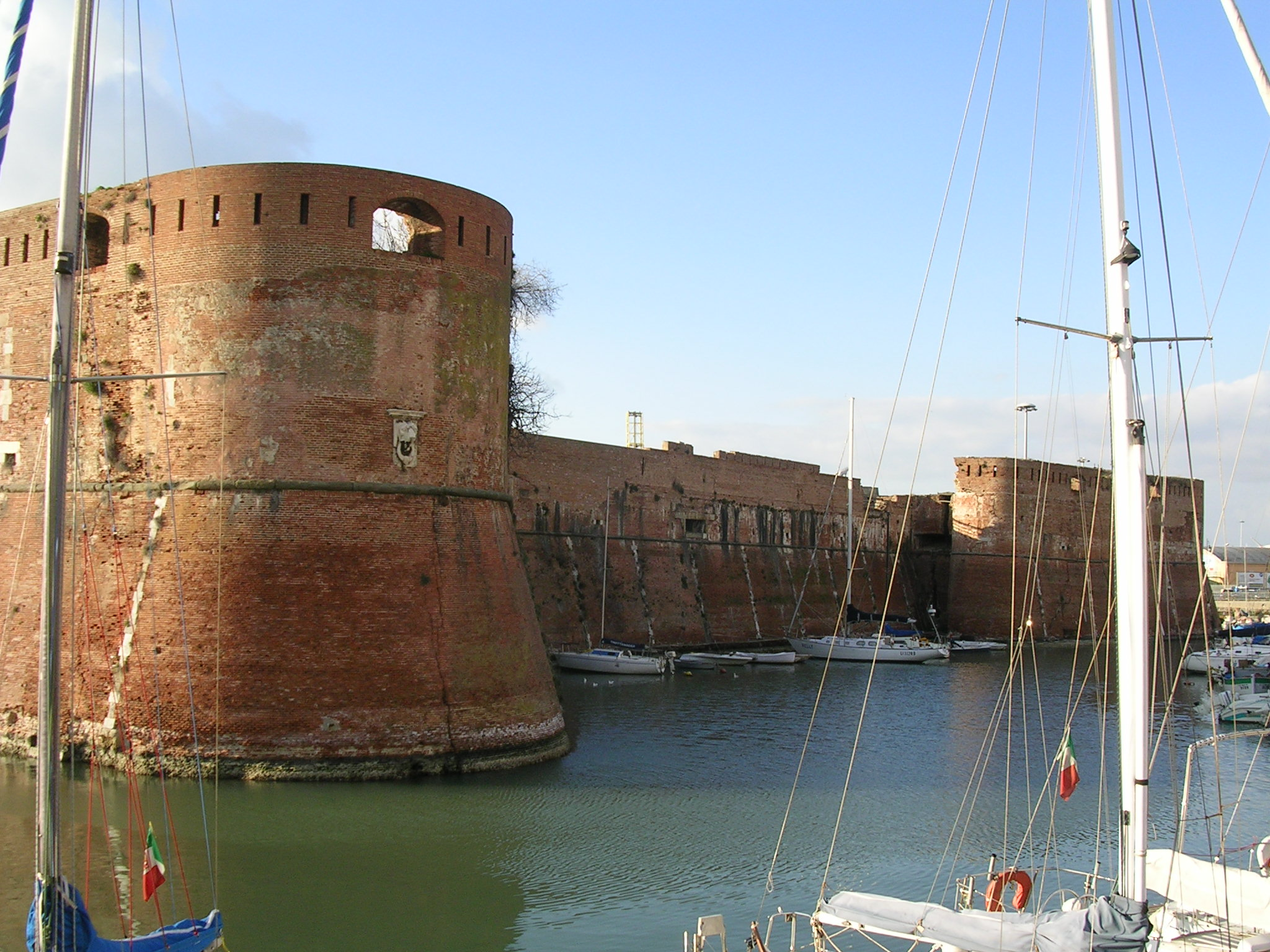
Veduta della Fortezza Vecchia

- Stabilimento termale Acque della Salute, questo stabilimento è una pregevolissima architettura dell'inizio del Novecento che si inserisce a breve distanza dalla Stazione Centrale e a pochi chilometri dai più antichi Bagnetti della Puzzolente. Svolse la sua attività fino allo scoppio della seconda guerra mondiale, mentre nel 1968 fu danneggiato da un incendio: oggi versa in pessime condizioni di conservazione.

#### Teatri
- Teatro Goldoni, edificato tra il 1843 e il 1847 su progetto di Giuseppe Cappellini, è il più importante teatro della città, l'unico teatro storico di Livorno sopravvissuto agli eventi bellici e alla ricostruzione.

#### Ville
- Castello del Boccale, edificio residenziale costruito alla fine dell'Ottocento, ingloba una torre quadrata di epoca precedente. È ubicato sulla costa nei pressi di Antignano. Recentemente restaurato, è stato frazionato in lussuosi appartamenti.
- Castello Sonnino, fu residenza del barone Sidney Sonnino e si erge su un promontorio a picco sul mare a pochi chilometri dalla città, presso la frazione di Quercianella. Qui, in una grotta della scogliera, fu tumulata la salma dello stesso Sonnino, da sempre particolarmente legato a questi affascinanti luoghi.
- Villa Fabbricotti, l'aspetto attuale risale alla seconda metà dell'Ottocento, quando Vincenzo Micheli, su incarico di Bernardo Fabbricotti, trasformò un edificio preesistente in una sontuosa dimora signorile. È circondata da un grande parco pubblico. In estate ospita un cinema all'aperto.
- Villa Mimbelli, costruita da Vincenzo Micheli per Francesco Mimbelli tra il 1865 e il 1875, oggi ospita il Museo civico Giovanni Fattori, mentre i vicini granai sono destinati allestimento di mostre temporanee.

#### Altre architetture civili
- Fanale, è il faro del porto di Livorno e fu costruito dalla Repubblica di Pisa nei primi anni del Trecento. Distrutto durante la seconda guerra mondiale, è stato ricostruito fedelmente impiegando anche il materiale recuperato tra le macerie dalla famiglia Ghezzani, storica famiglia di imprenditori labronici.
- Mercato delle vettovaglie, è un maestoso edificio ubicato lungo il Fosso Reale. Progettato dall'ingegnere comunale Angiolo Badaloni, fu inaugurato, dopo circa quattro anni di lavoro, nel 1894. All'epoca il mercato labronico costituiva uno dei più grandi mercati coperti d'Europa, tanto che i livornesi lo avevano soprannominato il Louvre.
- Silo granario, è un edificio dei primi decenni del Novecento, parzialmente recuperato per essere destinato a eventi e iniziative culturali.
- Torre della Meloria, è una costruzione settecentesca innalzata al largo della costa labronica, nello specchio di mare che nel 1284 fu teatro della celebre battaglia tra genovesi e pisani.

### Architetture militari
- Mura Leopoldine, rappresentano l'antica cinta daziaria della città e non avevano scopo difensivo. Furono costruite a partire dagli anni trenta del XIX secolo su progetto di Alessandro Manetti e Carlo Reishammer. Sul finire del medesimo secolo la cinta fu ampliata; demolita nei primi decenni del Novecento, si conservano ancora alcune barriere (Porta San Marco, Barriera Fiorentina, Barriera Margherita, ruderi della Dogana d'acqua) e parte del tracciato, costituito da un elegante muraglione rivestito in pietra.
- Fortezza Nuova, fu costruita su progetto di Bernardo Buontalenti e Don Giovanni de' Medici, alla fine del Cinquecento, per essere poi modificata successivamente per fare posto all'accrescimento del quartiere della Venezia Nuova. Oggi la Fortezza è adibita a spazio verde pubblico oltre che sede di eventi e manifestazioni.
- Fortezza Vecchia, in questo fortilizio si sovrappongono tutti i secoli della storia cittadina, partendo dai primi insediamenti romani, fino ad arrivare alle devastazioni belliche del Novecento. L'aspetto attuale si deve comunque ad Antonio da Sangallo il Vecchio, che, nei primi anni del XVI secolo, ebbe incarico di trasformare una fortificazione di origine pisana in una imponente macchina bellica.
- Fosso Reale, è l'antico fossato posto a difesa della città medicea e modificato nel corso dei secoli, con una sostanziale rettifica intorno al 1840 e la creazione di piazza della Repubblica. I lavori del Fosso furono incominciati contemporaneamente alla fondazione della città buontalentiana, nel 1577. Lungo il fosso si estendevano le mura difensive, di cui oggi restano solo poche tracce.
- Torre del Marzocco, attribuita dapprima a Lorenzo Ghiberti e successivamente a Leon Battista Alberti, questa torre, di forma ottagonale, fu edificata nella prima metà del Quattrocento dai fiorentini padroni del castello di Livorno. È alta ben 54 metri ed è rivestita interamente in marmo. A breve distanza si trovava la storica Torre del Magnale, gravemente danneggiata nel 1944 e demolita nel dopoguerra.

### Altro

#### Monumenti scultorei

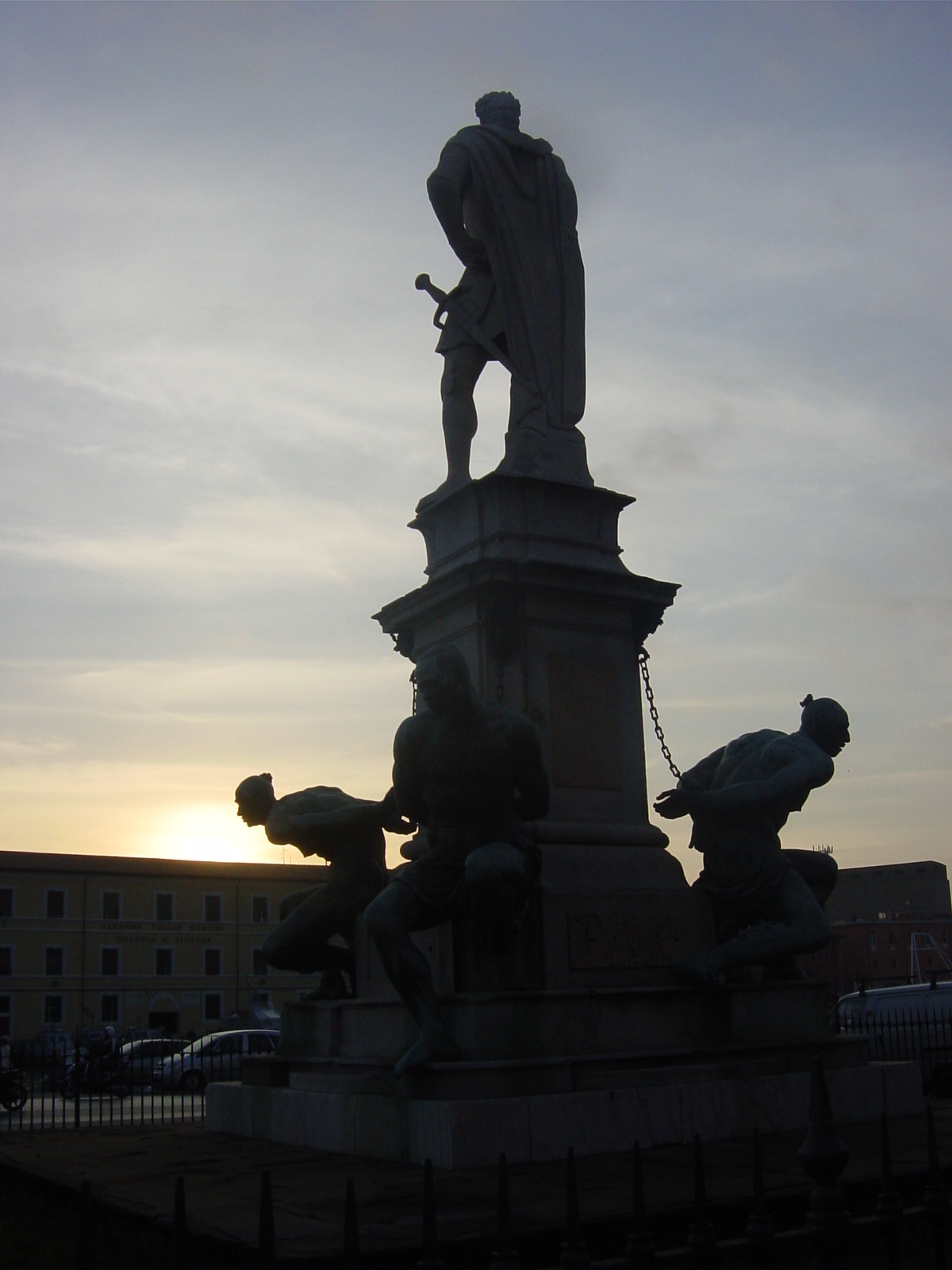
I Quattro mori

- Monumento a Ferdinando I detto dei Quattro mori, è uno dei simboli della città. È composto da un piedistallo sul quale si erge la statua marmorea del granduca Ferdinando I de' Medici (Giovanni Bandini, 1595) e, alla base, da quattro statue in bronzo (Pietro Tacca, 1623-1626) che raffigurano dei pirati in catene. Si innalza in prossimità della Fortezza Vecchia e avrebbe dovuto essere ornato con due fontane con mostri marini che invece furono poste in piazza della Santissima Annunziata a Firenze (a Livorno si trovano due repliche novecentesche, collocate in piazza Colonnella, a lato della via Grande).

#### Piazze e strade principali
- Piazza della Repubblica, questa vasta piazza (chiamata dai livornesi il "Voltone") funge da collegamento tra la città pentagonale del Buontalenti e quelli che furono i sobborghi ottocenteschi della città di Livorno. Fu realizzata intorno al 1840 convogliando il Fosso Reale all'interno di una galleria lunga oltre 200 metri, caratteristica che per alcuni porrebbe la piazza come il ponte più largo d'Europa. Al livello del piano stradale si trovano le statue dei granduchi lorenesi Ferdinando III e di Leopoldo II.
- Piazza Grande, ubicata nel cuore della città pentagonale, in origine era una vasta piazza sulla quale si affacciavano i più importanti edifici della vita cittadina, quali il Duomo e il Palazzo Comunale. Distrutta durante la seconda guerra mondiale, è stata completamente stravolta durante la successiva ricostruzione.
- Terrazza Mascagni, è il cuore della passeggiata a mare labronica e sorge nell'area un tempo occupata dal Forte dei Cavalleggeri. Si tratta di un belvedere di circa 8500 m² delimitato verso il mare da una sinuosa balaustra composta da 4100 eleganti colonnine. La sua costruzione è stata effettuata in due tempi: la prima parte, lato sud, fu portata a termine nel 1928 dopo tre anni di lavori e intitolata a Costanzo Ciano; la seconda parte risale al 1948 quando fu anche modificata l'intestazione della terrazza a Pietro Mascagni.

### Aree naturali
- Parco provinciale dei Monti Livornesi, si estende sulle colline alle spalle della città, interessando anche i comuni limitrofi di Collesalvetti e Rosignano Marittimo. Contigua al parco, lungo la costa, si trova la "Riserva naturale di Calafuria".
- Parco nazionale dell'Arcipelago Toscano, l'ambito livornese del parco è costituito essenzialmente dall'isola di Gorgona, compresa nel comune di Livorno e distante 37 km dalla costa.

## Società

### Evoluzione demografica
Livorno, che alla fine del XIX secolo contava circa 100000 abitanti ed era l'undicesima città d'Italia e la seconda della Toscana per popolazione, negli ultimi decenni, dopo aver oltrepassato la soglia dei 175000 abitanti, è andata incontro a un sensibile decremento del numero di abitanti, scendendo sotto le 160000 unità.
Abitanti censiti

### Etnie e minoranze straniere
Al 31 dicembre 2023 gli stranieri residenti nel comune erano 12 348, ovvero l'8,05% della popolazione. Di seguito sono riportati i gruppi più consistenti:
- Romania 1 999
- Albania 1 625
- Perù 877
- Ucraina 872
- Senegal 807
- Marocco 700
- Bangladesh 596
- Cina 531
- Filippine 494
- Nigeria 391

Storicamente il cosmopolitismo ha rappresentato una caratteristica importante della società livornese. La Costituzione Livornina del 1593 incoraggiò l'afflusso in città di «Levantini, Ponentini, Spagnuoli, Portoghesi, Greci, Todeschi, ed Italiani, Hebrei, Turchi, Mori, Armeni, Persiani, et altri Stati», caratterizzando fortemente l'immagine di quella che è stata spesso definita la "Livorno delle Nazioni". Nel corso dei secoli infatti queste leggi, insieme con la crescente importanza del suo porto, conferirono a Livorno le caratteristiche di città multirazziale e multireligiosa, favorendo la costituzione in città di numerose "Nazioni" di mercanti e operatori economici stabilmente residenti. Il termine "Nazioni" ha incluso nel tempo anche le diverse comunità religiose.

#### La comunità ebraica

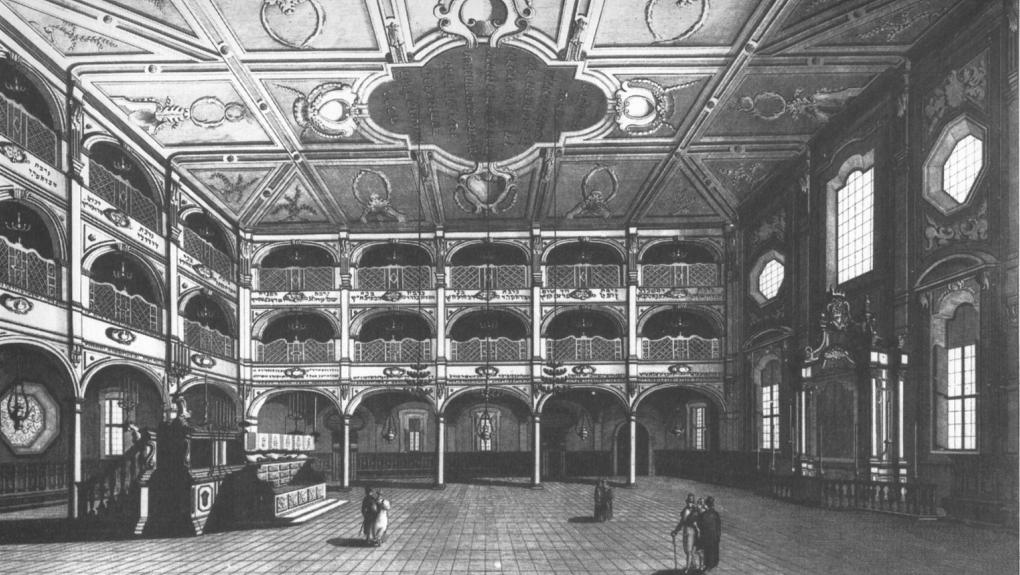
L'antica Sinagoga

Nel 1601 gli ebrei erano 114; mezzo secolo dopo ammontavano già a 3300 e nel 1808 erano quasi 5000, tanto che Johann Caspar, padre del celebre Johann Wolfgang von Goethe, definì Livorno il Paradiso degli ebrei. A differenza delle altre comunità, gli ebrei erano riconosciuti sudditi toscani, sia pure con leggi e giurisdizione a parte (legge talmudica), particolarmente tutelati rispetto alle altre comunità. La loro presenza non portò alla formazione di un ghetto separato dal resto della città. La comunità, che oggi si attesta su settecento persone, lasciò segni importanti della propria presenza a partire dalla grande Sinagoga; disponevano inoltre di numerosi cimiteri e istituirono il primo monte di pietà.

#### La comunità greca

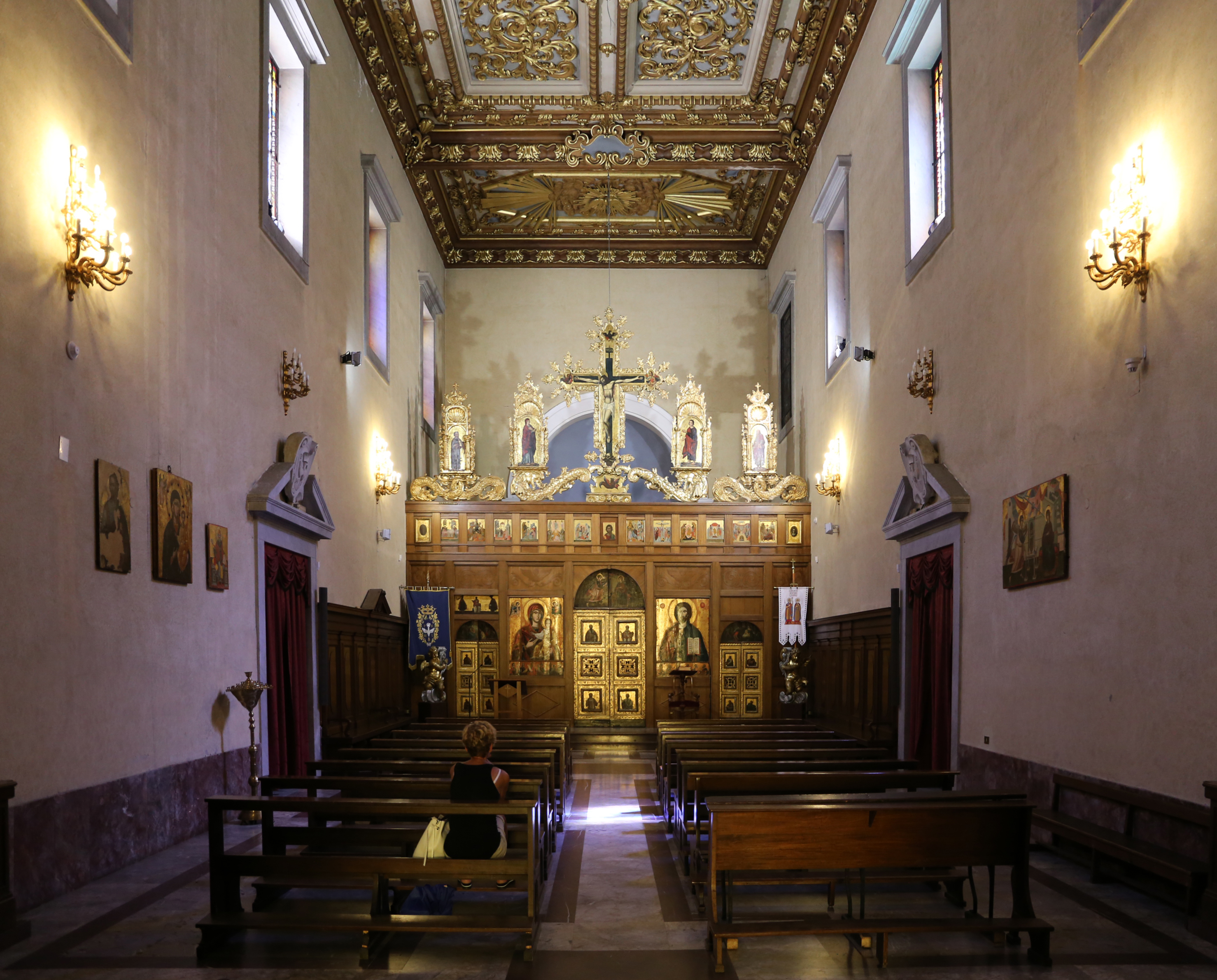
Interno e iconostasi dell'ex chiesa greco-cattolica della Santissima Annunziata

Sul finire del XVI secolo comunità greco-cattoliche (di rito bizantino) dai Balcani, prettamente albanesi, fondarono un primo nucleo nei pressi della chiesa di San Jacopo in Acquaviva. Erano specializzati nella marineria e tra il 1601 e il 1606 costruirono la loro chiesa greco-cattolica della Santissima Annunziata. Dal Settecento giunsero a Livorno altri albanesi "graeci ritus" dell'Epiro e dalla Morea, così come in diversa misura slavi e greci di varia provenienza, che però si differenziarono dai precedenti connazionali cristiano-orientali edificando la chiesa ortodossa della Santissima Trinità di rito ortodosso non unito. Gli ortodossi, circa 200 persone, esclusero dalla comunità tutti coloro che avevano mogli o figli non ortodossi, ma la misura non impedì una lenta integrazione con gli italiani. La comunità, riunita dall'aspetto religioso ma non da quello linguistico di origine perché di varia provenienza balcanica, fu a lungo chiamata e definita "greca" fino ai tempi recenti, in virtù appunto del rito religioso orientale professato nella koinè, in contrapposizione della comunità locale italiana "latina" di rito romano-cattolico.

#### La comunità britannica

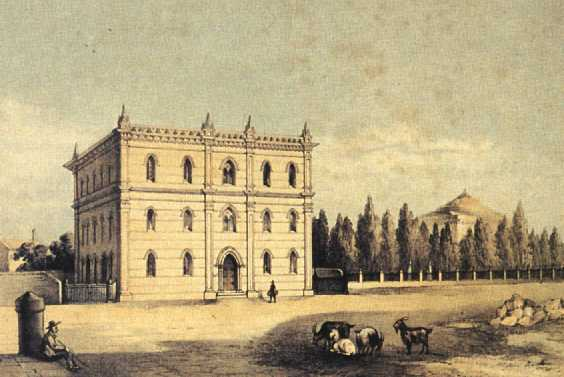
Chiesa presbiteriana, ora valdese, e Cimitero inglese di via Verdi

Sin dal XVII secolo, con l'affermazione di Livorno (Leghorn, nome con il quale viene indicata occasionalmente, ancor oggi, la città in lingua inglese) quale emporio del Mediterraneo, notevole fu l'affluenza britannica. Nel Seicento Livorno era già la principale base commerciale inglese nel Mediterraneo occidentale, nonché punto di riferimento per la flotta da guerra, attiva sia in scorta alle navi mercantili sia nelle spedizioni contro i pirati barbareschi. Un secolo più tardi, intorno al 1750, la comunità contava circa 500 persone che costituivano di fatto una British Factory dalle molteplici funzioni; la British Factory in particolare costituiva una sorta di Camera di Commercio del consolato, un gruppo religioso tenuto insieme dalla comune fede protestante, una società di assistenza e beneficenza e molto altro. La comunità era la più numerosa e attiva dopo quella ebraica, dando un grosso contributo all'economia cittadina. Lo stesso Consiglio di Reggenza fiorentino chiedeva ai consoli britannici consigli e pareri sull'economia marittima della città. La ricchezza dei suoi mercanti è testimoniata dalle numerose e sontuose ville suburbane: è il caso di Villa Gower, situata nella frazione di Castellaccio, di Villa Henderson, Villa Jermy, e altre. Senza trascurare la presenza di eminenti personalità della cultura britannica del tempo come Tobias Smollett, Percy Bysshe Shelley e George Gordon Byron. Nell'Ottocento gli inglesi (ma più in generale gli acattolici di varie nazionalità, compresi gli statunitensi) avevano due cimiteri (il vecchio cimitero inglese di via Verdi, chiuso ufficialmente alla fine del 1839, e il nuovo di via Pera) e una chiesa anglicana, mentre gli scozzesi, che ebbero la loro figura di riferimento in Robert Walter Stewart, innalzarono la loro chiesa presbiteriana (ora dei valdesi) e successivamente il Seamen's Institute (distrutto durante la seconda guerra mondiale).

#### La comunità olandese-alemanna
Al Seicento risale anche il primo statuto della Nazione Olandese-Alemanna, successivamente nota come Congregazione Olandese-Alemanna, i cui membri erano presenti a Livorno soprattutto per il fiorente dinamismo commerciale della città. La comunità era inizialmente cattolica, ma nel tempo la componente protestante aumentò sensibilmente anche per l'ingresso di tedeschi e svizzeri. Nel 1832 la "Nazione Olandese-Alemanna" contava 25 membri, con due soli olandesi, mentre il resto era formato soprattutto da svizzeri e bavaresi. I principali segni della loro presenza sono il cimitero di via Mastacchi, costruito in sostituzione di una precedente area cimiteriale oggi scomparsa, e il neogotico Tempio della Congregazione olandese alemanna, oggi in completa rovina. Ancora oggi vi sono numerosi discendenti dalle famiglie di tale comunità (Mayer, Kotzian, Dalgas, Dieterich, Heusch e altri).

#### La comunità francese

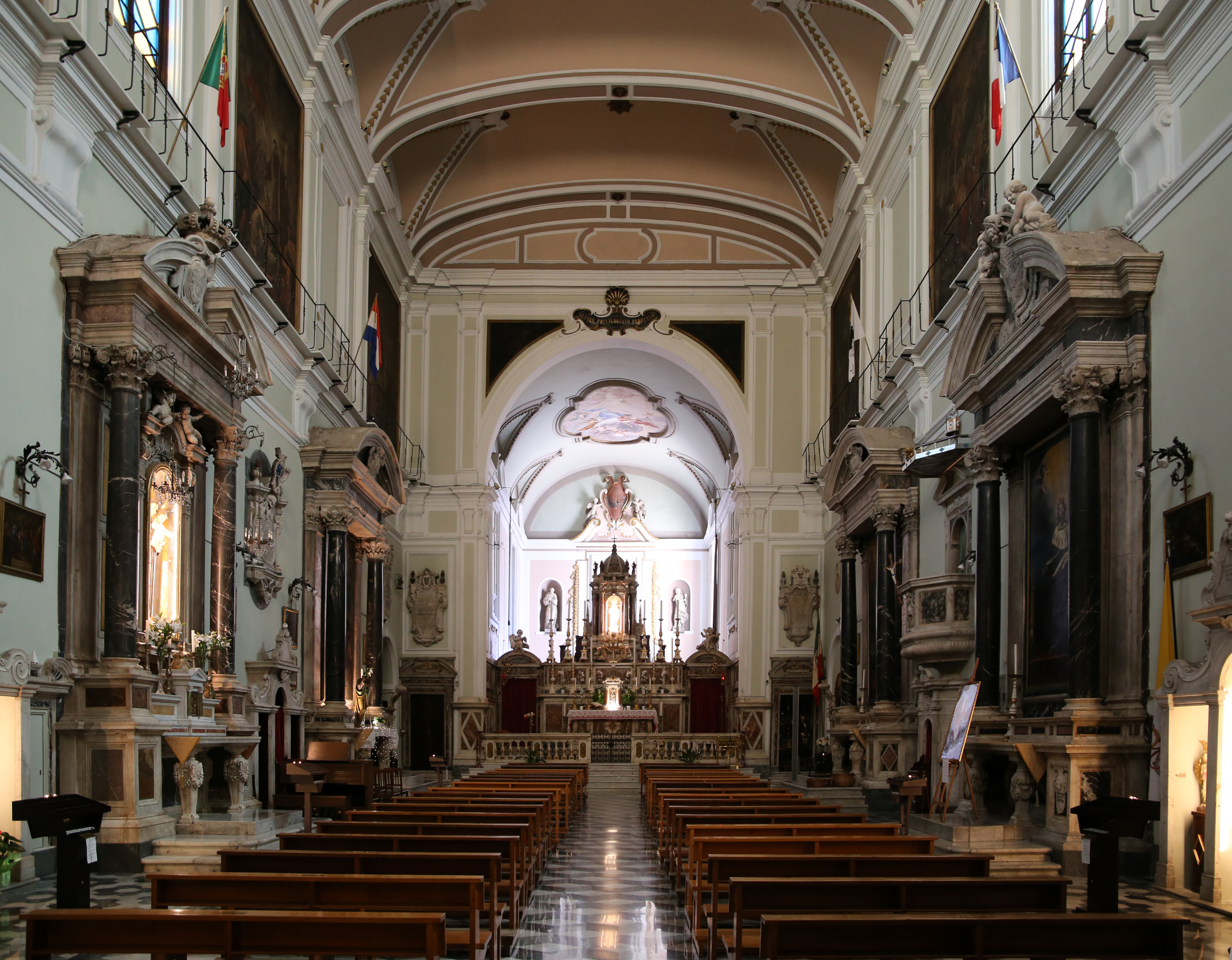
La chiesa della Madonna, con gli altari delle comunità cattoliche straniere

Non mancavano poi i francesi, la cui presenza però era meno avvertita in quanto essi erano di religione cattolica. Infatti, il principale punto di riferimento della comunità divenne la chiesa della Madonna, dove era presente un altare intitolato a San Luigi. Flussi francesi si ebbero anche all'epoca della Rivoluzione francese; personalità di spicco fu François Jacques de Larderel, imprenditore originario di Vienne, che avviò lo sfruttamento industriale dei soffioni boraciferi delle Colline Metallifere.

#### La comunità portoghese
I portoghesi giunti in città disponevano di un altare nella chiesa della Madonna, dove fu posta una statua lignea della Madonna sottratta ai pirati saraceni (ora collocata presso l'altare maggiore) che in seguito fu però sostituita da quella di Sant'Antonio di Padova. Da questo altare, ogni 13 giugno, ricorrenza di sant'Antonio, i membri della comunità portavano in processione la statua per le vie del centro.

#### La comunità armena
La maggior parte degli armeni, che nel 1689 erano circa 70 e vestivano con caratteristici turbanti, era cattolica; nel 1701 ebbero il permesso di edificare la propria chiesa nazionale, oggi trasformata in un centro interculturale dopo le distruzioni subite nel corso della seconda guerra mondiale. I resti mortali recuperati nelle tombe della distrutta chiesa furono inumati presso il cimitero della Misericordia.
Disponevano anche di un cimitero, del quale non restano più tracce.

#### Le comunità maronita e turca
Altre presenze importanti furono quelle dei maroniti, che dal 1888 ebbero una cappella in via Mangini, e dei turchi. I maroniti e i cattolici orientali di lingua araba, prima di trasferirsi in via Mangini, parteciparono alla costruzione della prima cappella a destra dell'ingresso della chiesa di Santa Caterina dei Domenicani. Era dedicata con l'altare a San Tommaso d'Aquino il cui trionfo fu dipinto in alto. Con approvazione sovrana del 1755 fu autorizzata per le loro celebrazioni.
Invece gli ottomani, catturati durante le battaglie navali, erano detenuti nel Bagno dei forzati. All'interno del Bagno avevano una stanza adibita a piccola moschea sotto la direzione del loro ministro detto "Coggia". Nel 1689 erano 845, avevano diritto a un vestito nuovo all'anno, "tre pani al giorno con sue minestre", e, in caso di gravi malattie, di essere curati all'ospedale del Bagno. Avevano inoltre una serie di botteghe fuori dal Bagno e potevano vendere l'acqua o prestare la loro attività in qualità di facchini. Successivamente affluirono a Livorno numerosi mercanti ottomani che ebbero l'autorizzazione ad aprire un proprio cimitero all'attuale largo Bellavista, dal 1780 circondato da un caratteristico muro merlato e dipinto di rosso, fino alla sua soppressione con la costruzione del nuovo lungomare. La presenza della comunità musulmana è ancora oggi attestata da alcune lapidi sepolcrali sormontate da una mezzaluna nel cimitero comunale dei Lupi.

#### La comunità corsa
Livorno vanta una lunga e forte relazione con la nazione corsa: basti pensare al fatto che la santa patrona della città, Santa Giulia, è corsa.
I primi documenti di una loro presenza nella città portuale medicea risalgono ai primi anni del Seicento. Tuttavia, essendo sudditi di Genova non potevano essere riconosciuti formalmente come effettiva nazione. La loro presenza è testimoniata dall'erezione dell'altare di San Giovanni Evangelista (1630) nella chiesa della Madonna con una tela commissionata al Curradi. Nel 1766 un loro membro, il capitano Santi Mattei, in occasione della rivolta isolana contro Genova, chiese al governo toscano il riconoscimento ufficiale della nazione corsa, rivendicando la sua funzione di console. Molte famiglie discendono da tale comunità (Lorenzi, Mattei, D'Angelo, Manfredini, Di Santi, Morazzani, Cardi, Franceschi).

#### La comunità ragusea
I rapporti della repubblica di Ragusa con Pisa e la Toscana sono antichissimi. Così anche a Livorno si costituisce una propria comunità a tutela dei propri interessi commerciali. Ne è documentato il suo primo console nel 1517. Grazie alla sua neutralità e alla sua sudditanza dell'Impero ottomano, le sue navi erano esenti dagli attacchi delle varie potenze belligeranti che si contendevano il primato nel Mediterraneo. I Ragusei da Livorno, aprirono nuove rotte commerciali per l'Inghilterra e il Nord America, dando a nolo le proprie navi ai commercianti livornesi, toscani ed ebrei, specie per il commercio con il Levante. Tra le famiglie legate alla comunità ragusea merita di essere ricordata la famiglia Mimbelli, originaria di Sabbioncello (oggi Orebic), che nella seconda metà dell'Ottocento fece erigere una villa alle porte meridionali della città.

### Lingue e dialetti
A cavallo tra i secoli XVIII e XIX gli idiomi parlati a Livorno erano i seguenti: latino (lingua rituale della chiesa cattolica romana e in parte ancora lingua di cultura), italiano, napoletano e siciliano (parlati dai pescatori), dialetti lombardi (bergamasco, valtellinese e ticinese: parlati dai membri della Compagnia dei Facchini della Dogana), gerghi professionali (pescatori, barcaioli, facchini), corso, francese, portoghese (parlato sia da cattolici sia da ebrei), ebraico (lingua rituale della comunità ebraica), giudeo-portoghese e giudeo-spagnolo, ladino (un giudeo-spagnolo calcato sull'ebraico), bagitto (il gergo giudeo-livornese), lingua franca, greco antico (già lingua rituale della comunità greco-cattolica e ortodossa), albanese (lingua madre di buona parte della ex-comunità greco-cattolica, arabo (parlato dai cattolici melchiti, dai cristiani maroniti e da arabi musulmani), siriaco, armeno, russo, inglese, tedesco, olandese, turco, romeno.
Il vernacolo livornese è fondamentalmente una variante del toscano parlato nelle province di Pisa e Livorno, che si discosta dal resto dei dialetti toscani per certi tratti tipici della pronuncia, i più appariscenti dei quali sono alcune realizzazioni molto aperte delle vocali medie e la /k/ scempia intervocalica che viene completamente omessa (e non soltanto aspirata, come accade nella maggior parte delle parlate toscane), mentre quella doppia rimane tale. Per esempio la frase "la mia casa" è pronunciata in livornese [lami'aːsa], mentre invece la frase "vado a casa" rimane tale perché nella pronuncia livornese, come in italiano, è presente il raddoppiamento fonosintattico [ˌvɔakˈkaːsa]; anche in una frase come "Il cane abbaia" la /k/ conserva la realizzazione occlusiva [k] perché non è intervocalica.
Del tutto peculiare è anche la frequente interiezione dé, da non confondere con il "deh" esortativo italiano, ormai desueto. Al contrario, il "dé" livornese è praticamente onnipresente, e può assumere un vasto spettro di significati, spesso decodificabili solo mediante l'intonazione. Può assumere il significato di rafforzativo di un concetto, oppure semplicemente di risposta affermativa a domanda retorica. Assieme al "dé" spesso troviamo il termine "boia", che viene usato come esclamazione ("Boiadé").
Inoltre, il lessico contiene tracce (vocaboli e locuzioni) di alcune delle numerose lingue parlate dalle comunità ospitate da Livorno attraverso i secoli: per esempio talvolta i piedi vengono detti "le fétte" parafrasando alla buona il vocabolo inglese "feet", tale interpretazione deriva dal periodo della seconda guerra mondiale, in quanto i soldati americani presenti a Livorno utilizzavano l'inglese per parlare con i livornesi, conoscendo solo poche parole di italiano. Ad esempio, per dire "Hai i piedi grandi" si può sentir dire "Ciai dù fètte paiono zattere". E a tal proposito la grafìa livornese corretta "ci hai" e "ci hanno" sarà sempre "ciai" (pron. ciài) e "cianno" (pron. ciànno), mai "c'hai", che equivale foneticamente a "kai". Altro esempio di storpiatura postbellica rimasta nel livornese è quella dei cartelli con su scritto "no trespassing" (non oltrepassare) ad argine delle zone minate del centro. Ancora ai giorni nostri si usa la locuzione "lèvati da tre passi" per invitare qualcuno ad andare a quel paese o più semplicemente a spostarsi. Qualcuno richiama anche l'espressione angloamericana "Oh, boy", indicante stupore, come origine della livornese "O boia", analoga alla celebre "Boiadé". Dallo spagnolo "rosco" (rotondo) proviene la denominazione delle "roschette", sorta di taralli preparati con acqua, farina, olio (talvolta burro) e sale, chiamate così per via della loro forma circolare. Va anche notata la presenza, in seno alla numerosa presenza ebraica, del bagitto, ormai però relegato ai pochi che ne conservano ricordo. Uno dei vocaboli più usati, ricollegabile a tale matrice, è la parola "gadollo", a indicare persona grassa od obesa.
Altra particolarità, stavolta retorica, è l'uso di una forma di ironia che consiste nell'uso di locuzioni iperboliche con una determinata intonazione, per significare l'esatto opposto: per esempio "e sei parigino!", per intendere che l'interlocutore è tutt'altro che proveniente da Parigi (città dell'eleganza e del buon gusto per antonomasia). Inoltre la lettera "l" in molti casi viene pronunciata "r", per esempio al (ar), nel (ner), il (ir), del (der) oppure albero (arbero), soldi (sordi), dolce (dorce), anche per i nomi e cognomi vige la stessa regola, esempio: Silvio (Sirvio), Alfio (Arfio), Alfano (Arfano) ecc.
Grande rappresentanza del vernacolo livornese viene data anche dal Vernacoliere, mensile di satira politica/sociale diretto da Mario Cardinali, che include varie rubriche di attualità, vignette, fumetti, posta dei lettori tutte (o quasi) rigorosamente in vernacolo livornese. Il mensile non solo è apprezzato e diffuso a livello locale, ma è seguito da appassionati del genere in tutta Italia.

### Istituzioni, enti e associazioni
- Società medica di Livorno: venne fondata nel 1825 dai medici della città e aveva lo scopo di favorire l'avanzamento della medicina e il suo perfezionamento, favorire la pubblica assistenza agli indigenti, praticando la vaccinazione antivaiolosa gratuitamente. Cessò la sua attività dopo il 1847.
- Venerabile Arciconfraternita della Misericordia di Livorno: associazione di volontariato laico di ispirazione cattolica per l'assistenza e filantropia della cittadinanza, fondata nel 1595 sotto gli auspici del granduca Ferdinando I Medici.
- Gruppo di Cultura Scientifica "Diacinto Cestoni": fondato nel 1947, il gruppo nasce allo scopo di divulgare la ricerca scientifica della medicina, della fisica, della biologia, delle comunicazioni e dell'arte.
- Associazione di storia, lettere, arti livornesi: fondata nel 1986 da alcuni promotori come l'avvocato Giovanni Gelati, il dottor Lodovico Inghirami e l'editore Ugo Bastogi, con lo scopo di divulgare, con incontri e pubblicazioni annuali, una collana di studi sulla città come strumento di cultura per tutti. I numerosi articoli sono stati pubblicati annualmente dallo stesso Bastogi. Dal 1993 l'associazione cambia denominazione delle proprie pubblicazioni in "Nuovi studi livornesi", editi da Belforte.
- LaMMA CoMMA-Med, il Centro di Meteorologia Marina e Monitoraggio Ambientale del Mediterraneo del Consorzio LaMMA inaugurato il 9 settembre 2003, che si occupa di meteorologia marina a supporto del trasporto marittimo e delle altre attività produttive marittime e delle aree costiere.

## Cultura

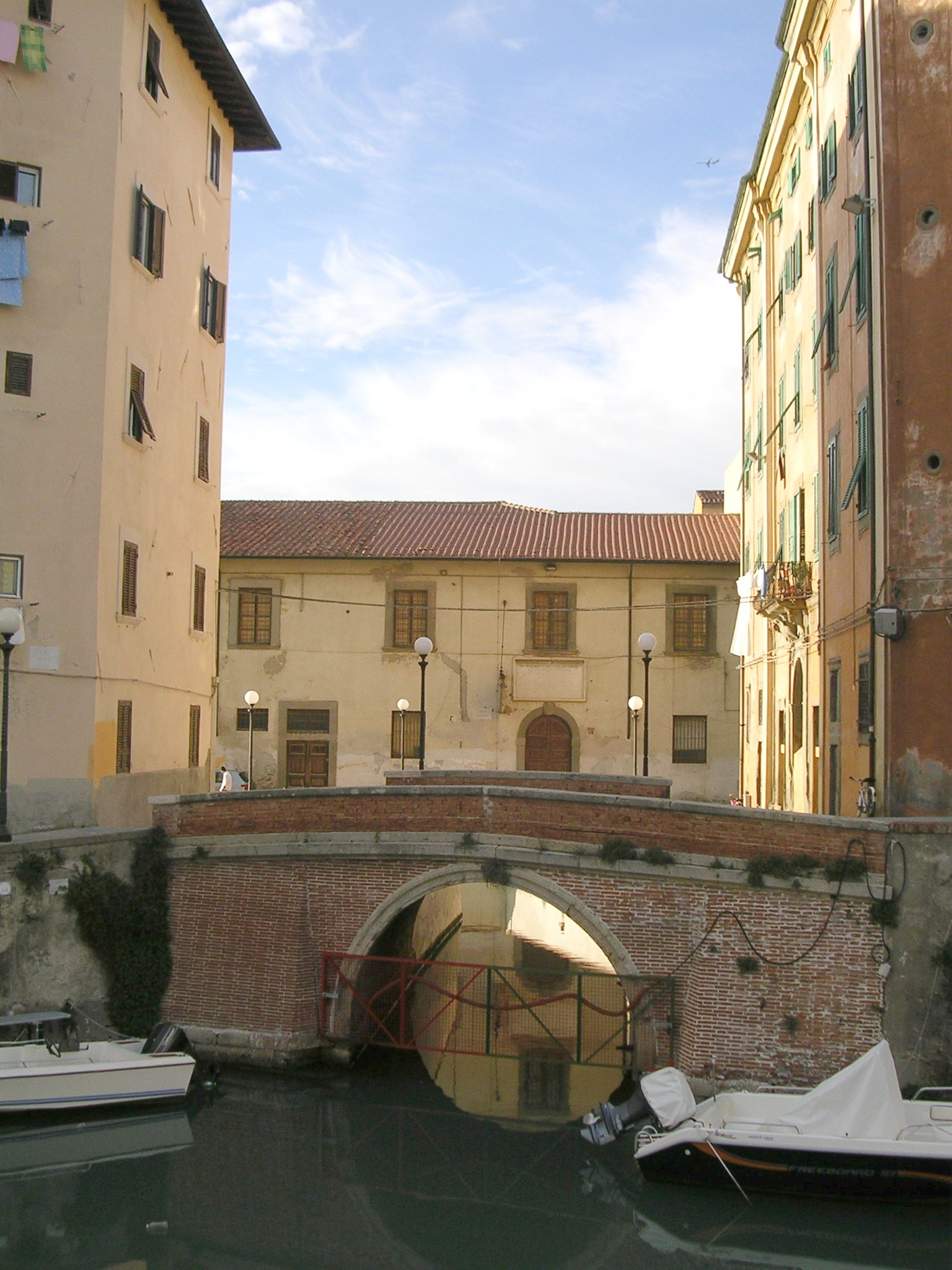
Bottini dell'olio

### Istruzione

#### Biblioteche
Livorno, città di antiche tradizioni nell'ambito della stampa e dell'editoria, ospita una grande biblioteca pubblica in cui sono conservati volumi di notevole importanza, come l'edizione livornese dell'Encyclopédie e alcuni manoscritti di Ugo Foscolo; inoltre, presso il fondo Bastogi, sono conservati 60000 autografi di personalità di rilievo, quali Giacomo Leopardi e Galileo Galilei.
La Biblioteca Labronica è suddivisa in diverse sedi:
- Villa Fabbricotti (sede centrale);
- Bottini dell'olio;
- Emeroteca di via del Toro;
- Villa Maria (trasferito provvisoriamente presso sede centrale);
- Biblioteca dei ragazzi, presso il parco di Villa Fabbricotti.

Sono inoltre presenti biblioteche presso le strutture museali (per esempio nel Museo di storia naturale del Mediterraneo), nella sede della fondazione L.E.M. (Livorno Euro Mediterranea), nel Seminario Gavi, in alcune circoscrizioni cittadine (in particolare la Biblioteca Igiene e Sanità pubblica della Circoscrizione IV), nell'Archivio di Stato e in alcuni istituti scolastici.

#### Ricerca
A Livorno ha sede il Centro Interuniversitario di Biologia Marina ed Ecologia Applicata "Guido Bacci", un consorzio fondato nel 1967 dal Comune di Livorno e dalle Università degli Studi di Bologna, Firenze, Modena, Pisa, Siena e Torino. Il Centro svolge attività scientifica e di ricerca nel settore delle scienze marine e ambientali.
Dal 2009 i locali dello Scoglio della Regina ospitano il Centro di Ricerca sulle Tecnologie per il mare e la Robotica Marina, emanazione dei laboratori di robotica avanzata e di micro e nanoingegneria della Scuola Superiore Sant'Anna nel Polo Sant'Anna Valdera di Pontedera. Questo settore della biorobotica è una nuova area scientifico-tecnologica di cui i ricercatori della Scuola Sant'Anna sono stati fra i fondatori a livello internazionale.

#### Scuole
Tra le scuole superiori cittadine si ricordano lo storico liceo classico Niccolini Guerrazzi (successivamente Istituto Statale di Istruzione Superiore Niccolini-Palli), in cui hanno insegnato, tra gli altri, il poeta Giovanni Pascoli e il Presidente emerito della Repubblica italiana Carlo Azeglio Ciampi, il polo liceale Francesco Cecioni e il liceo scientifico statale Federigo Enriques.
Per quanto concerne l'istruzione tecnica e professionale, accanto all'Istituto Tecnico Industriale, a quello Tecnico settore Economico, a quello Tecnico settore Tecnologico e a quello per Industria e Artigianato, da segnalare la presenza di un istituto nautico, che sottolinea la tradizione marinara della città.

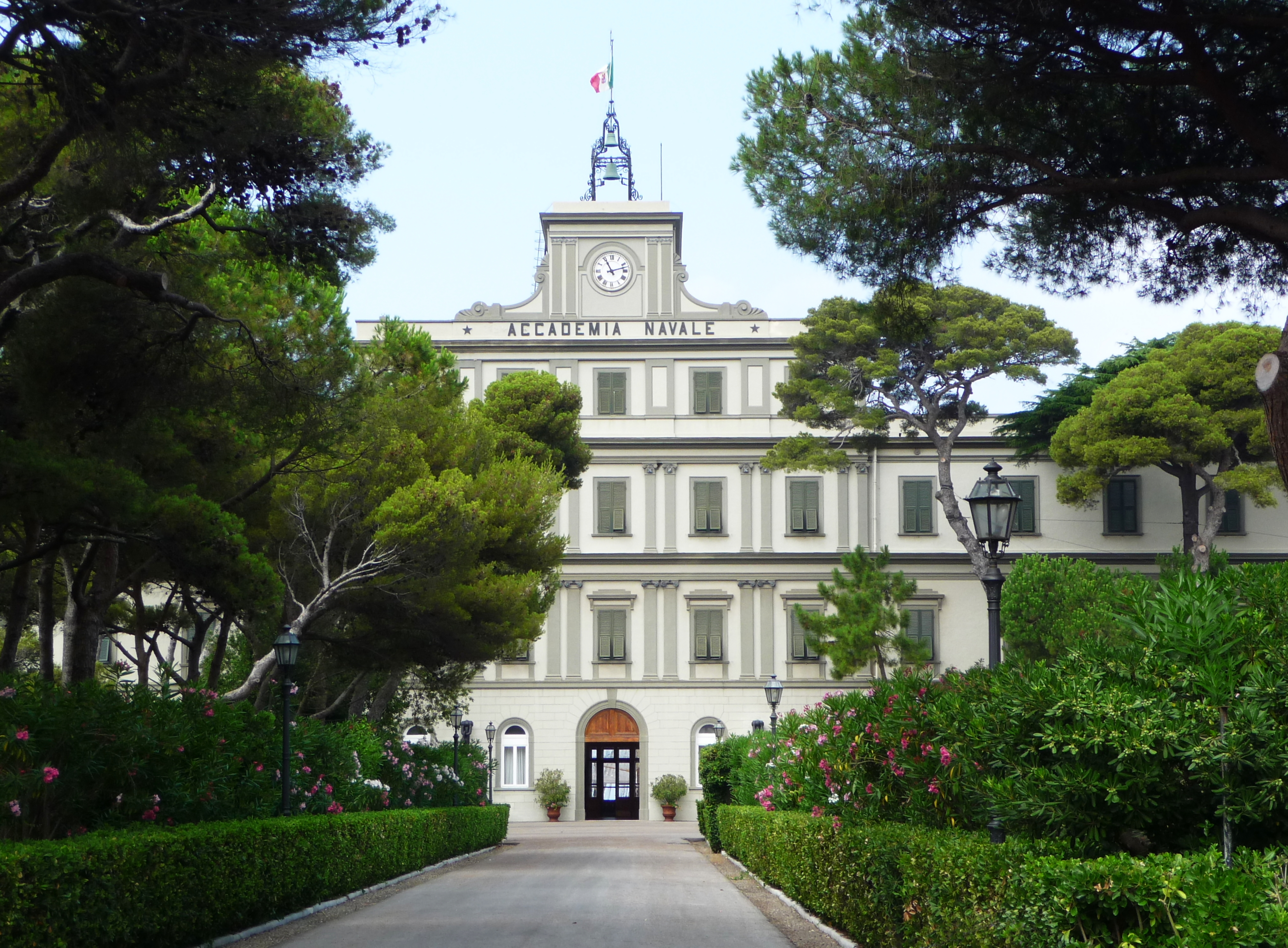
L'Accademia navale

#### Università
La principale istituzione universitaria presente a Livorno è l'Accademia navale, un ente universitario militare che si occupa della formazione tecnica e della preparazione militare degli Ufficiali della Marina Militare.
Inoltre, l'Università di Pisa organizza presso la sede distaccata di Livorno il corso di laurea triennale in "Economia e legislazione dei sistemi logistici".
A Livorno è presente infine l'Istituto Superiore di Studi Musicali Pietro Mascagni, già pareggiato ai conservatori di Stato ed entrato nel settore dell'alta formazione artistica e musicale (AFAM) in base alla legge 508 del 1999.

### Musei e gallerie

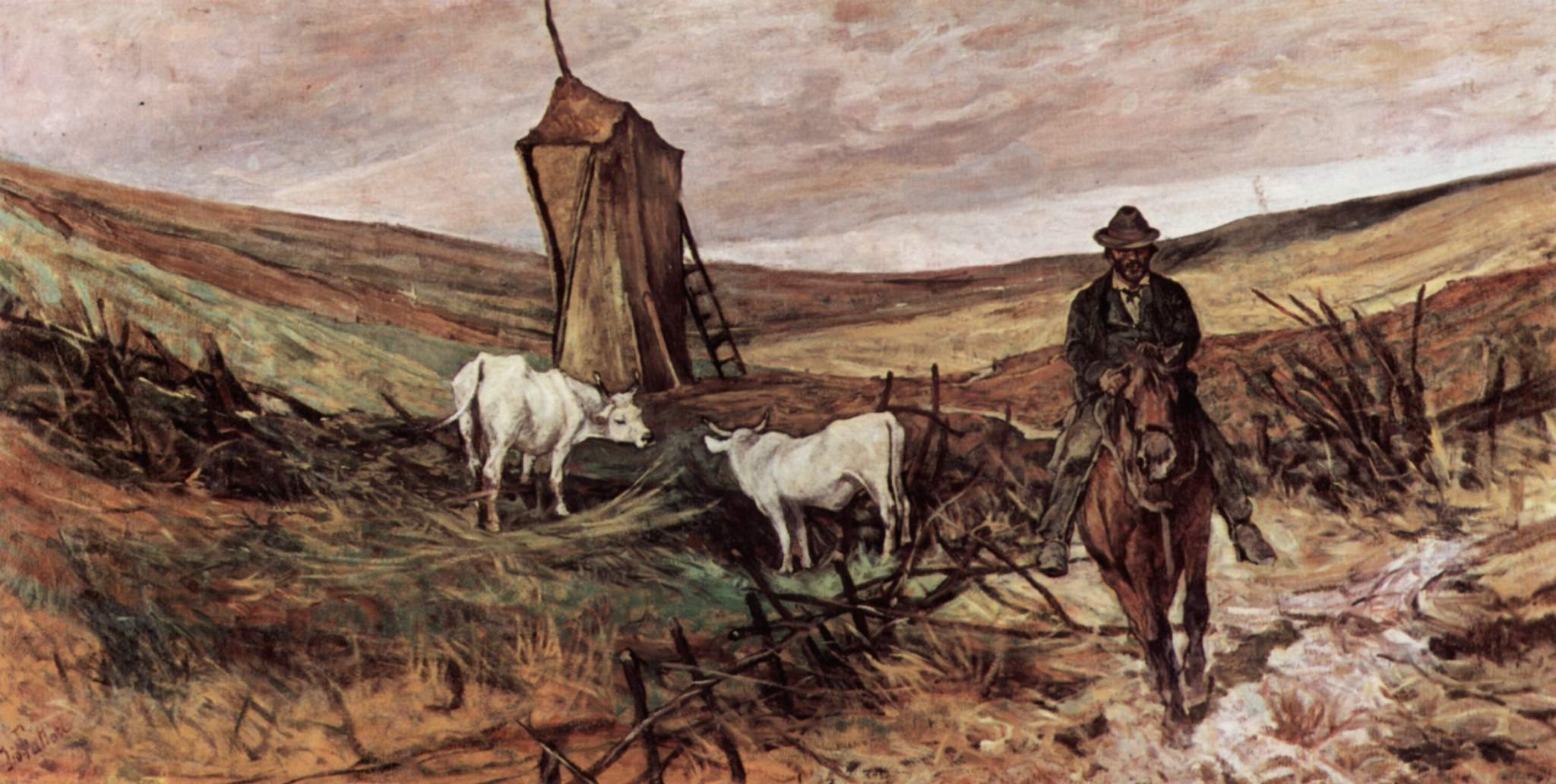
G. Fattori, Campagna romana, Museo Civico "G. Fattori"

- Museo della Città: inaugurato nel 2018, ospita un polo culturale con collezioni che ripercorrono la storia della città, nonché una esposizione di arte contemporanea e una sezione della Biblioteca Labronica.
- Museo civico "Giovanni Fattori", allestito intorno alla metà degli anni novanta del Novecento nella suggestiva cornice di Villa Mimbelli (via San Jacopo in Acquaviva), ospita un'importante raccolta di opere dei Macchiaioli e dei Postmacchiaioli, movimenti che si svilupparono a Livorno e in altre località della costa labronica.
- Museo di storia naturale del Mediterraneo, ubicato in via Roma, fu fondato nel 1929. Si tratta di un museo ritenuto all'avanguardia sia dal punto di vista del contenuto esposto, sia delle strutture.
- Museo ebraico "Yeshivà Marini", situato in via Micali 21, oltre a una collezione di arredi e paramenti sacri del culto ebraico (in gran parte portati qui dalla vecchia Sinagoga che fu distrutta a seguito dei bombardamenti della seconda guerra mondiale), si possono qui trovare raccolte di libri dal XVII al XX secolo e un Hekhàl del Cinquecento che contiene i rotoli della Torah.
- Museo diocesano Leonello Barsotti, inaugurato il 22 dicembre 2008, occupa alcuni locali attigui al Seminario Girolamo Gavi e raccoglie suppellettili e opere sacre della Diocesi di Livorno. In particolare, qui sono collocate due tavole di scuola giottesca collocate in precedenza nella chiesa di San Jacopo in Acquaviva. Il 22 dicembre 2009 è stato ulteriormente ampliato con l'aggiunta di nuove sale espositive.
- Museo Mascagnano, raccoglie i cimeli appartenuti al musicista livornese Pietro Mascagni. Il percorso museale è stato recentemente allestito presso il Teatro Goldoni.
- Museo di Santa Giulia, situato presso l'omonima chiesa, in (Largo Duomo). Contiene arredi sacri, paramenti liturgici e l'antica tavola di scuola giottesca raffigurante santa Giulia con scene della sua vita e del martirio.
- Galleria degli ex voto, la galleria occupa un'ala del Santuario di Montenero ed espone una tra le più grandi raccolte di ex voto d'Italia, donati dai primi anni dell'Ottocento fino a oggi.
- Acquario, situato nei pressi della Terrazza Mascagni, fu inaugurato nel 1937 e ricostruito nel 1950, è stato notevolmente ampliato nel corso del restauro conclusosi nel 2010 e oggi risulta il terzo acquario più grande d'Italia.[85]
- Casa natale di Amedeo Modigliani, la casa, situata in via Roma 38, contiene una ricca documentazione sulla vita artistica e sull'opera del noto pittore labronico. Attualmente è visitabile solo il sabato e la domenica su appuntamento[86][87].
- Museo Mediceo, è situato all’interno dei Granai di Villa Mimbelli, la collezione è stata disposta a far conoscere ai visitatori lati inediti e curiosità legate ai Medici e alla loro influenza sui tempi che vissero. [88]
- Collezione d'arte Fondazione Livorno.[89]

### Media

#### Stampa
- Il Tirreno
- La Nazione
- Il Vernacoliere
- Senza Soste

#### Radio
- Radio Flash
- Radio Rosa Livorno
- Radiolivorno.tv
- Radio Livorno Città Aperta

#### Televisione
- Granducato TV
- TVL Radiotelevisione Libera
- Teletirrenouno

### Arte

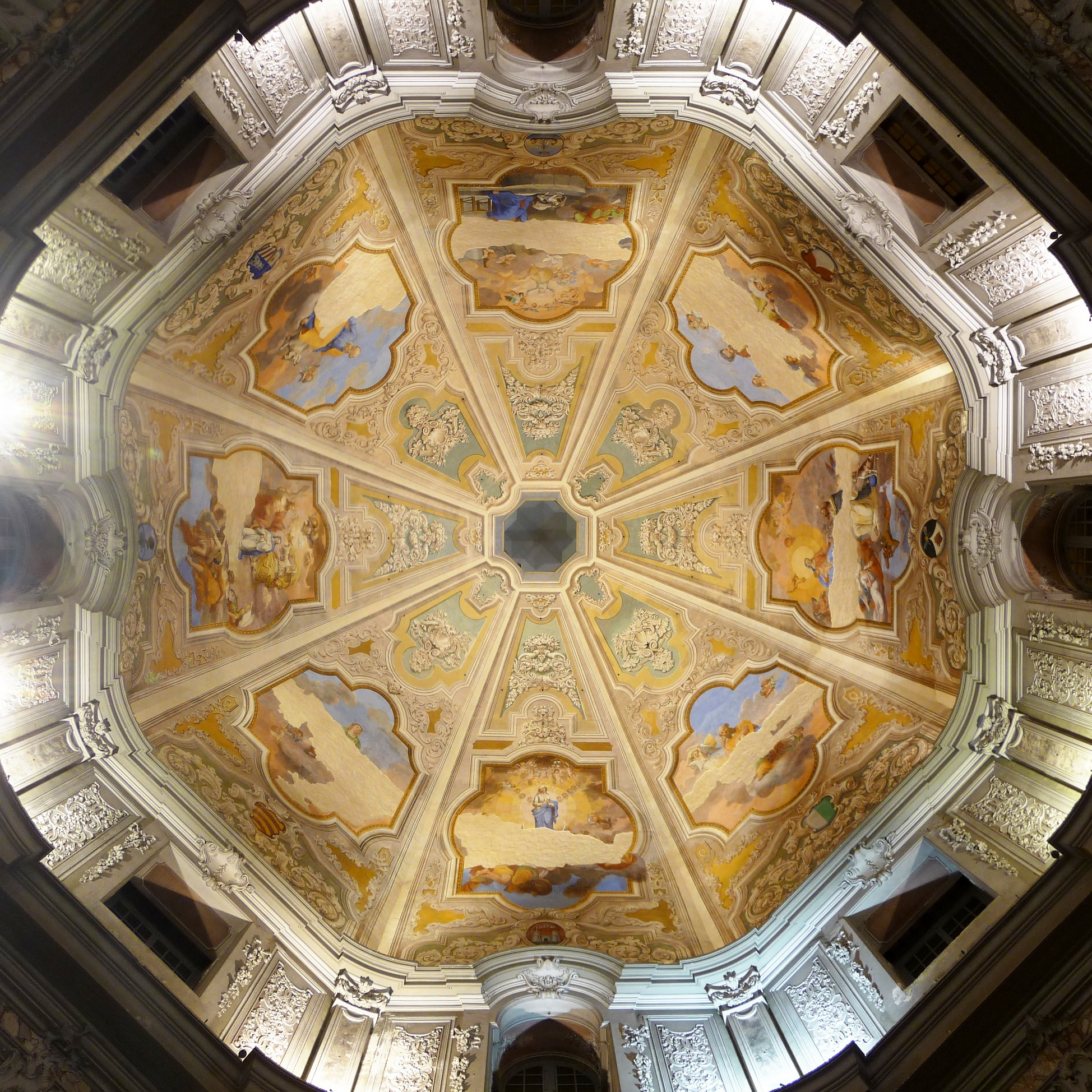
Cesare Maffei: affreschi in Santa Caterina

#### Livorno e la pittura
(Luca Dal Canto, Livorno e la pittura, Corriere di Livorno del 2 gennaio 2008)
Con questa immagine Livorno è nota attraverso l'opera di uno dei più importanti pittori dell'Ottocento italiano: Giovanni Fattori, maestro della corrente "verista" dei Macchiaioli nata a Firenze intorno agli anni sessanta dell'Ottocento e sviluppatasi sulla costa labronica proprio nel periodo in cui nacque un altro livornese, fuggito poi a Parigi, destinato a sconvolgere l'arte europea: Amedeo Modigliani. Ne La libecciata (1880-1885), ma già ne La Rotonda dei bagni Palmieri (1866), così come in molti altri dipinti macchiaioli, Livorno è ritratta con la sua luce accecante resa visivamente, secondo le teorie della macchia, con un contrasto di macchie di colore e chiaroscuro ottenute attraverso la cosiddetta "tecnica dello specchio nero".

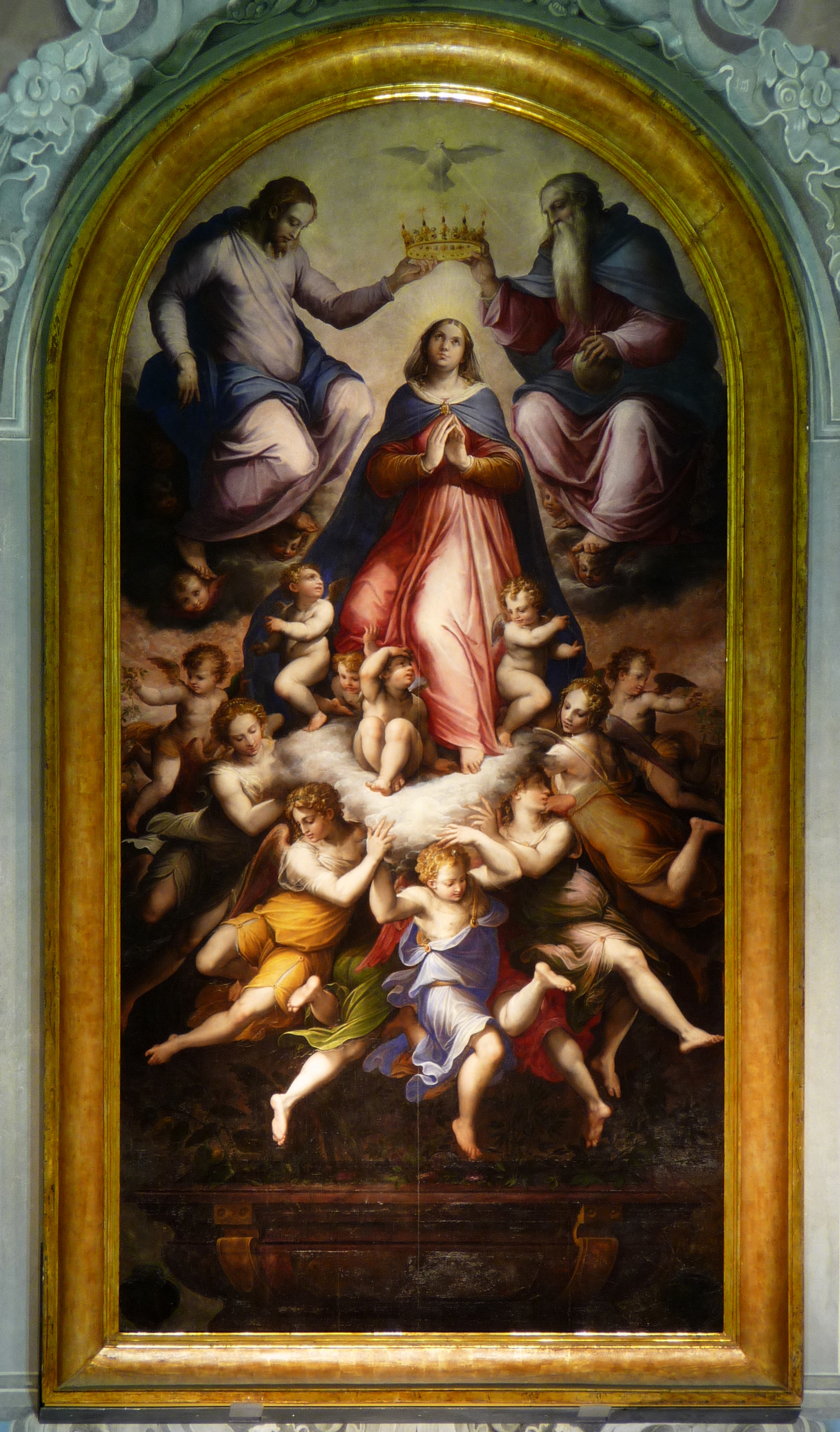
Incoronazione della Vergine, Giorgio Vasari

Ma la Livorno artistica non è soltanto Ottocento, Macchiaioli e Modigliani. Essendo una città portuale, ricca a partire dal XVI secolo sia di scambi commerciali sia culturali, è stata per centinaia di anni il crocevia di opere d'arte e il luogo dove molti artisti, non soltanto labronici, hanno operato chiamati a corte prima dai Medici e poi dai Lorena. Le più antiche tracce di arte pittorica ancora esistenti appartengono al Basso Medioevo e in particolare agli inizi del XIV secolo, periodo al quale risalgono sia i due santi agostiniani della chiesa di San Jacopo in Acquaviva (attribuiti, se non a Giotto stesso, quasi sicuramente alla sua bottega, oggi nel Museo diocesano Leonello Barsotti), sia la Pala di Santa Giulia presente in un'antica pieve di Livorno e oggi collocata nella Confraternita omonima.
Del secolo successivo troviamo invece il Cristo coronato di spine del Beato Angelico (proprietà della parrocchia di Santa Maria del Soccorso e oggi esposto nel Duomo), la Madonna Dantesca del Maestro della Natività di Castello (scuola di Filippo Lippi), oggi al Museo civico Giovanni Fattori, e la Pala con Santa Lucia collocata in San Giovanni.
Ma, come detto, è a partire dal finire del Cinquecento, con la nascita medicea di Livorno città-porto del Granducato di Toscana, che l'arte labronica comincia a muoversi e ad animarsi. Il Seicento vede operare importanti pittori fiorentini e toscani come Matteo Rosselli, Domenico Cresti detto Il Passignano (alla cui scuola è attribuito il dipinto della Sacra Famiglia, oggi nella chiesa di Santa Caterina, e di parte delle tele sul soffitto del Duomo insieme con Jacopo Chimenti) e il pisano Pietro Ciafferi, autore con Filippo Franchini (probabilmente livornese) e il perugino Agostino Tassi di alcuni degli affreschi che ornavano le facciate dei palazzi dell'attuale via Grande. Si ricorda anche Filippo Maria Galletti per i lavori nel Santuario di Montenero.
Nel Settecento la Livorno dell'Illuminismo annovera la presenza non soltanto di molti importanti artisti europei come Alessandro e Tommaso Gherardini e il francese François Riviere attivo nella chiesa degli Armeni, ma anche di alcuni celebri scultori e architetti nati in città o trapiantati a Livorno, tra cui Giovanni del Fantasia (autore per esempio della chiesa del Luogo Pio), Giovanni Baratta (scultore in varie chiese della città tra cui San Ferdinando), e Antonio Corazzi (architetto in Polonia, ricordato per alcuni edifici pubblici).
Un discorso a parte va fatto per Giuseppe Maria Terreni, nato a Livorno nel 1739, celebre pittore attivo principalmente in Toscana e autore di molte vedute di città del Granducato e di alcuni affreschi nel Santuario di Montenero e in altre chiese cittadine. Un dipinto a lui attribuito, Festa al Santuario di Montenero (1770), si trova oggi alla Albright-Knox Art Gallery di Buffalo probabilmente esportato nel Nuovo Mondo attraverso uno dei tanti scambi commerciali che il porto di Livorno intraprendeva tra Sette e Ottocento con gli Stati Uniti d'America.

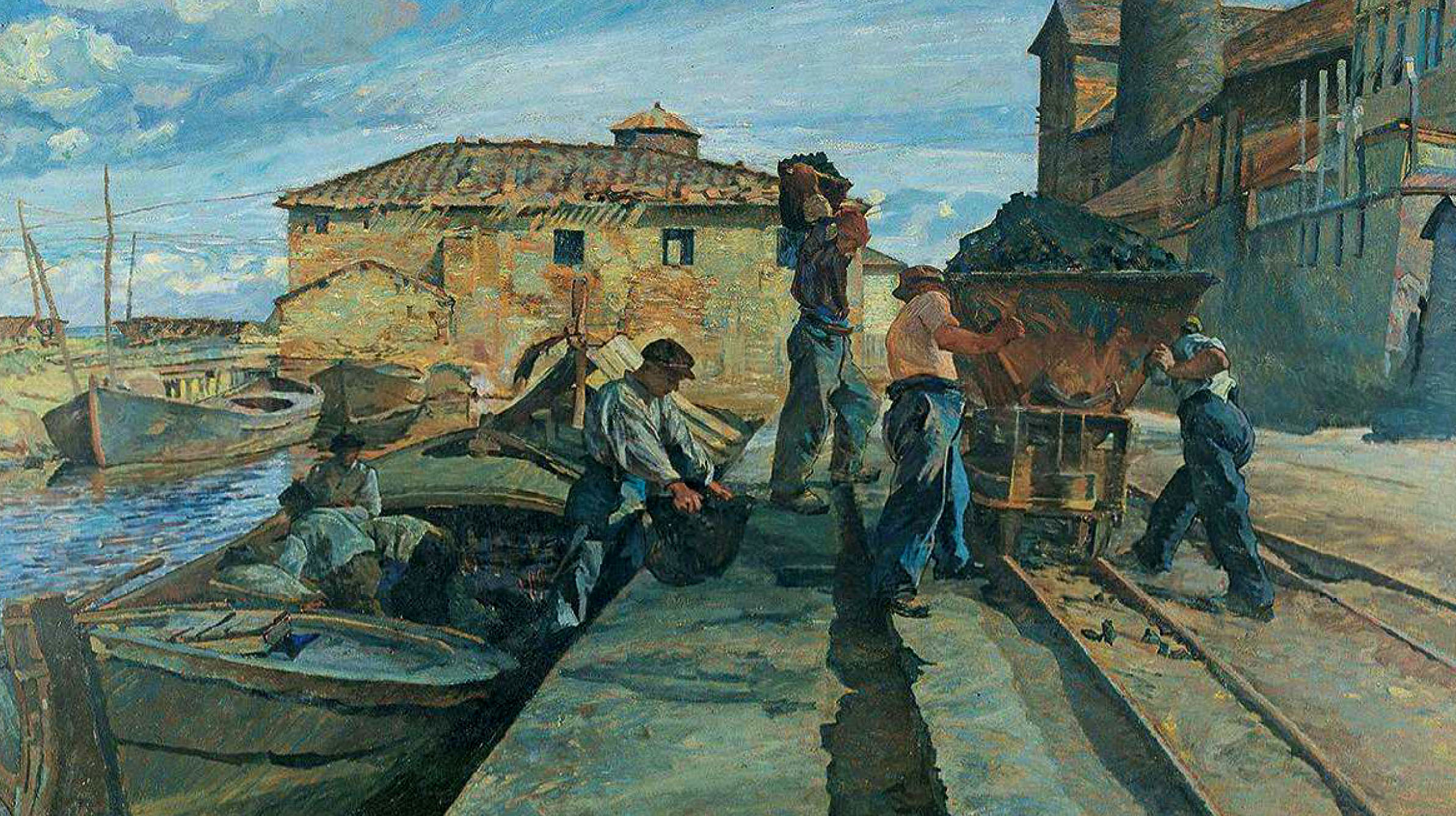
Mario Puccini, La Metallurgica II, 1913 (Porto di Livorno)

Nella pittura uno dei principali artisti dell'Ottocento livornese fu Enrico Pollastrini, di cui si ricorda l'Immacolata Concezione nella chiesa dei Santi Pietro e Paolo. I nomi citati sono soltanto alcuni dei molti artisti che hanno avuto contatti, diretti o indiretti, con la città labronica e la cui storia serve per dimostrare che l'arte livornese ha una tradizione radicata sin dal Cinquecento e un'eredità importante che prosegue per tutto il Novecento (Gruppo Labronico) e va oltre i Macchiaioli, con i Postmacchiaioli, tra cui Giovanni Bartolena e Ulvi Liegi (quest'ultimo vicino all'espressionismo Fauves), il Divisionismo di Plinio Nomellini, e molti altri artisti come Giulio Allori, Renato Natali e Mario Madiai che fanno della luce e dell'ispirazione labronica uno strumento di raffinatezza pittorica.
Grande importanza hanno avuto le avanguardie artistiche, che sorsero numerose nel secondo dopoguerra, tra cui si cita l'Eaismo, ideato da Voltolino Fontani.
Nel dopoguerra si misero in luce artisti come Gianfranco Ferroni, Mario Nigro, Ferdinando Chevrier, Renato Spagnoli e Gianfranco Baruchello.

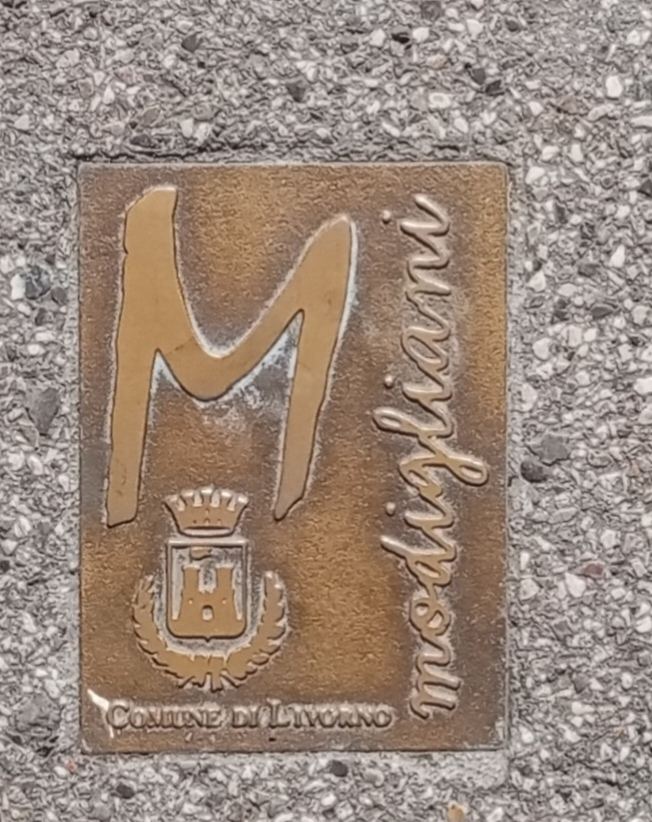
2020 pietre d'inciampo a Livorno per il centenario della morte di Amedeo Modigliani

### Teatro

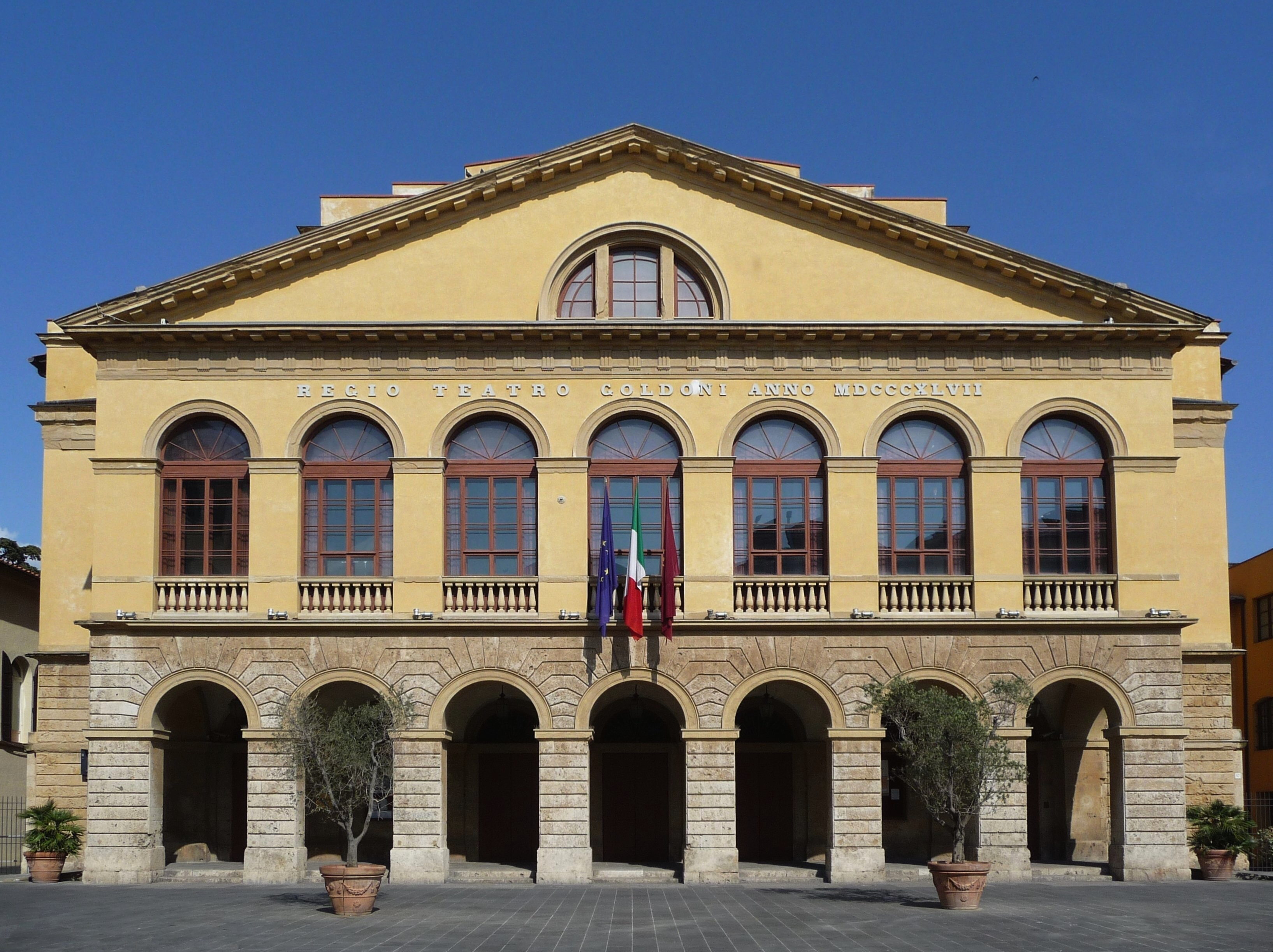
Il Teatro Goldoni

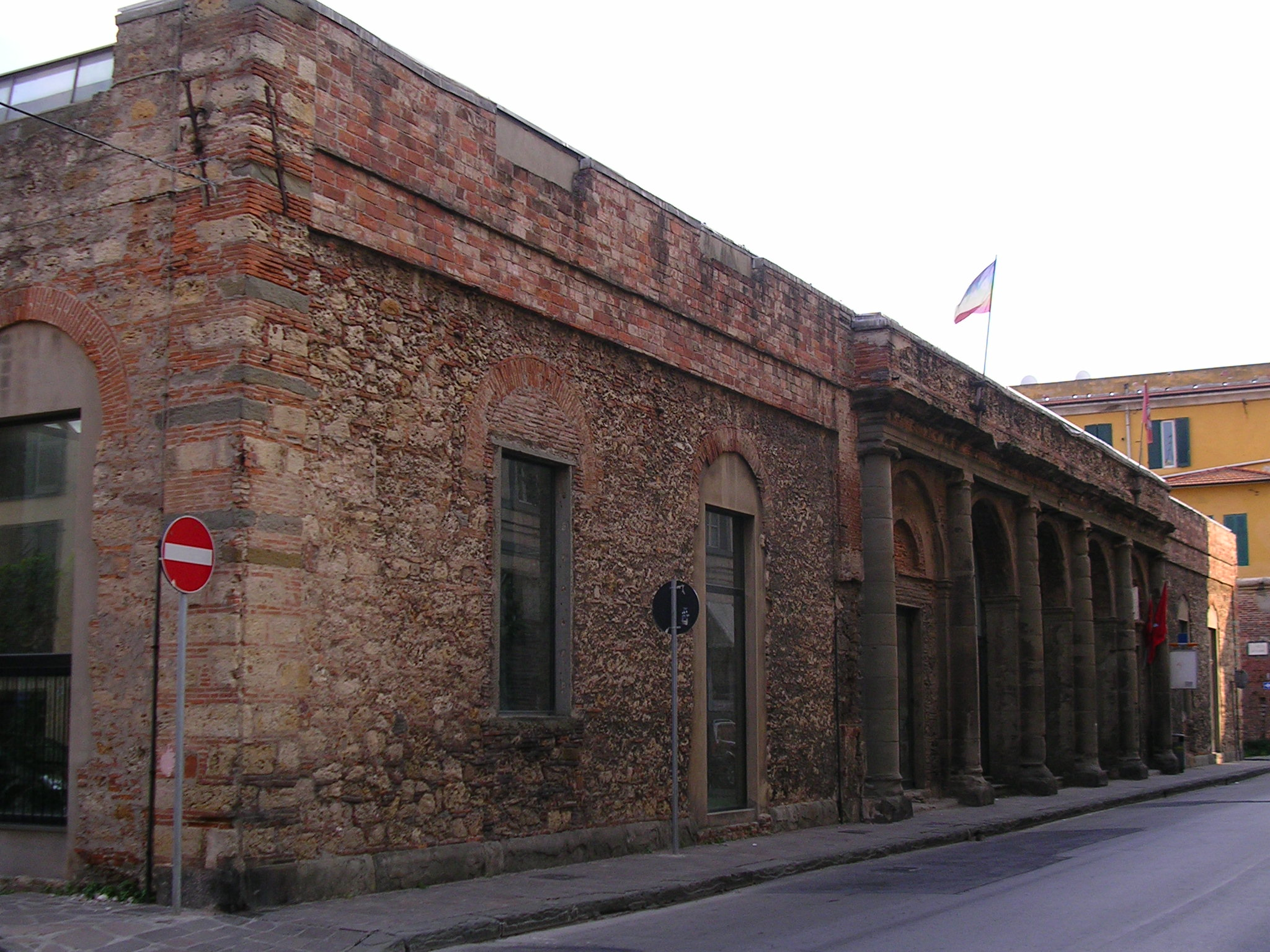
Resti del Teatro San Marco

Prima delle distruzioni belliche del 1943 Livorno ha ospitato una decina di teatri e arene, nonché una serie di spazi teatrali minori.
La seconda guerra mondiale ha cancellato gran parte di questo patrimonio: infatti, i bombardamenti colpirono inesorabilmente il Teatro San Marco, il Rossini e il Teatro degli Avvalorati, mentre nei decenni successivi fu raso al suolo il grande Politeama.
Oggi, dell'antico patrimonio teatrale resta solo il Goldoni, riportato agli antichi splendori dopo un lungo restauro conclusosi nel 2004.
Nel secondo dopoguerra furono tuttavia innalzate nuove strutture, come il Cinema Teatro Grande, la Gran Guardia e il Cinema Odeon, delle quali solo la prima risulta ancora in attività, sebbene sia stata riconvertita in una multisala.
Elenco teatri di Livorno:
- Teatro Goldoni
- Cinema teatro 4 Mori
- Teatro delle Commedie
- Teatro Mascagni
- Multisala Gran Guardia

Cinema storici chiusi a partire dagli anni Duemila:
- Cinema Teatro La Gran Guardia
- Cinema Odeon
- Multisala Cinema Grande

### Cinema

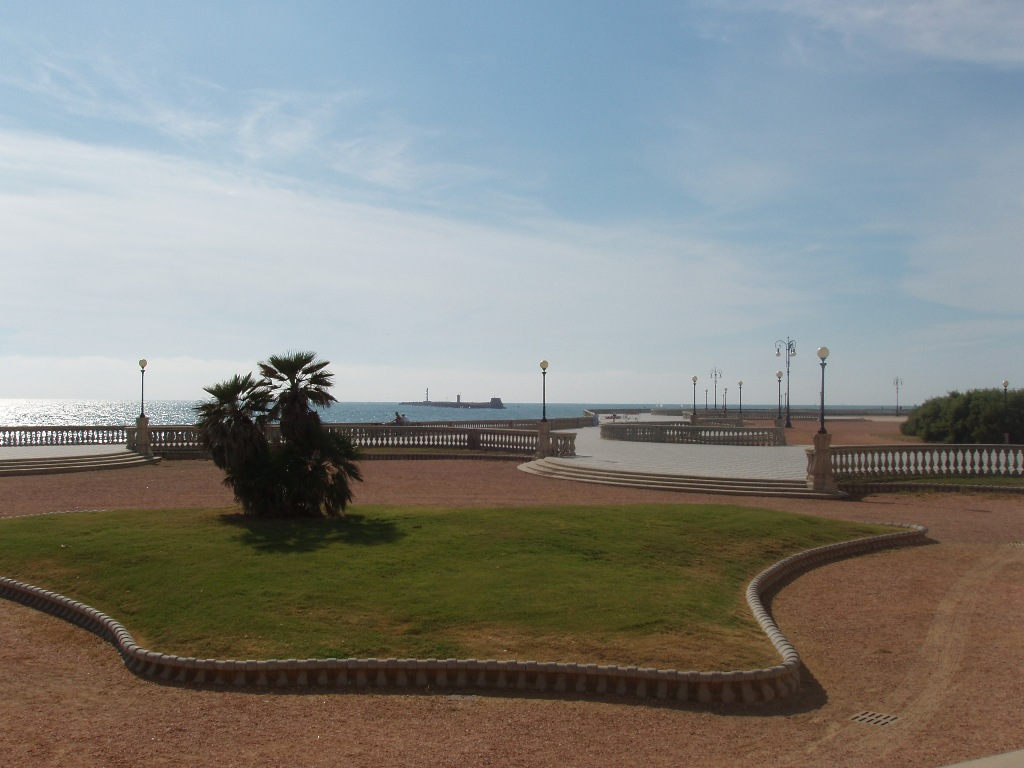
L'area dove sorgeva il parco Eden (Terrazza Mascagni)

Livorno fu scelta dai fratelli Lumière durante la loro prima tournée transalpina il 30 giugno 1896.
Ai primi decenni del Novecento risalgono i primi generi cinematografici narrativi e Livorno fu scelta quale sede dell'anteprima del primo film di finzione italiano: La presa di Roma, di Filoteo Alberini (1905); la città fu scelta per il consistente numero di sale cinematografiche: al 1907 se ne contavano quindici, con una media di una sala ogni 7163 abitanti.

Scena finale de Il sorpasso a Calafuria

In città fu girato il filmato che documentava il varo della corazzata Varese nel 1897, e nel 1926 Fred Niblo ambientò alcune scene del suo Ben-Hur alla Meloria e al largo del Molo Novo.
Successivamente, nel 1936 Mervyn LeRoy creò una ricostruzione della città per il film Avorio nero, così come farà Luchino Visconti nel 1957 per Le notti bianche, pellicola ambientata a Venezia Nuova.
Livorno divenne il set per film come Il pirata sono io! di Mario Mattoli (1940), Tombolo, paradiso nero di Giorgio Ferroni (1947), Senza pietà di Alberto Lattuada (1948), Imbarco a mezzanotte (1952) di Joseph Losey; il mare labronico fu scenario per Calafuria (1942), Cuori sul mare (1949) e Ragazze al mare (1954) di Giuliano Biagetti.
Nell'ambito del cosiddetto "cinema dei telefoni bianchi" operarono le attrici livornesi Doris Duranti e Vivi Gioi, nonché gli attori livornesi Umberto Melnati e Carlo Romano.
A Livorno vennero girati inoltre Tutti a casa (1960), Il sorpasso (1962) e Mare matto (1963), Viaggio con Anita di Mario Monicelli (1978), Ricchi, ricchissimi... praticamente in mutande (1982), Ovosodo di Paolo Virzì, L'amore ritrovato di Carlo Mazzacurati e 13dici a tavola di Enrico Oldoini (2004). Nel corso del 2009, Paolo Virzì tornò a Livorno per girare La prima cosa bella.
Oltre ai molti spot e cortometraggi (tra cui quello ufficiale della Regione Toscana), nel 2010 la città viene scelta infatti da Fausto Brizzi per alcune scene di massa del suo Maschi contro femmine.
Livorno è stata sede anche di produzioni internazionali, come i film di Tollywood Paglu del regista Rajiv Kumar. Successivamente la città ha fatto da sfondo a I più grandi di tutti di Carlo Virzì.
Diversi i livornesi attivi nel doppiaggio cinematografico come Emilio Cigoli, Carlo Romano, Giorgio Capecchi e Stefano Sibaldi. Di origini livornesi era anche Alfredo Bini, che produsse, tra gli altri, film come Il bell'Antonio e Il Vangelo secondo Matteo di Pier Paolo Pasolini.
Segue l'elenco dei film girati, anche solo parzialmente, a Livorno.
| - Ben-Hur - Avorio nero - Il pirata sono io! - Due cuori tra le belve - È sbarcato un marinaio - Calafuria - Tombolo, paradiso nero - Senza pietà - Cuori sul mare - Il cielo è rosso - Tragico ritorno - Enrico Caruso, leggenda di una voce - Imbarco a mezzanotte - Pellegrini d'amore - Ragazze al mare - Il canto dell'emigrante - Le notti bianche - Esterina - Labbra rosse - Tutti a casa - Il sorpasso - I sequestrati di Altona - Mare matto - Escalation | - Senza sapere niente di lei - L'assoluto naturale - La moglie del prete - Giorni d'amore sul filo di una lama - Quell'amore particolare - Teresa la ladra - Il baco da seta - Il sergente Rompiglioni diventa... caporale - Il vizio di famiglia - Oh, mia bella matrigna - Sfida sul fondo - La regia è finita - Per questa notte - D'improvviso al terzo piano - L'insegnante al mare con tutta la classe - La dottoressa ci sta col colonnello - Lo chiamavano Bulldozer - Viaggio con Anita - I giorni cantati - Ricchi, ricchissimi, praticamente in mutande - Bomber - Il ritorno di Black Stallion - È arrivato mio fratello | - Carabinieri si nasce - Figlio mio infinitamente caro - Good Morning Babilonia - Mak π 100 - Un'anima divisa in due - Bonus Malus - La bella vita - Ovosodo - Baci e abbracci - Kiss me Lorena - Il talento di Mr. Ripley - Senza paura - Il diario di Matilde Manzoni - B.B. e il cormorano - L'amore ritrovato - 13dici a tavola - Una moglie bellissima - Non c'è più niente da fare - Tre lire primo giorno - La prima cosa bella - Maschi contro femmine - I più grandi di tutti - Paglu - Un uomo chiamato March |

### Musica

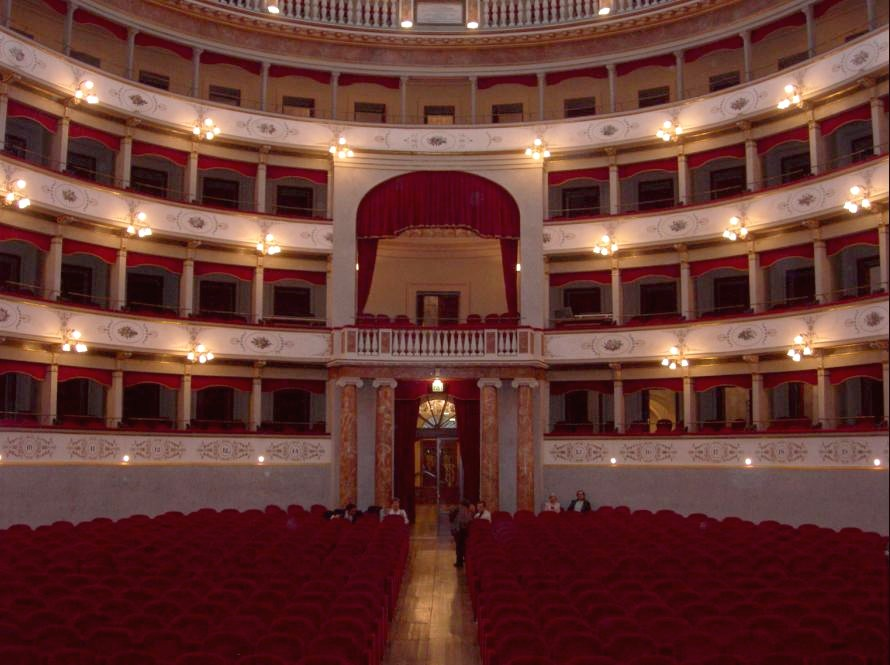
Sala del teatro Goldoni

Livorno ha dato i natali a un gran numero di musicisti, tra cui si ricordano, a solo titolo di esempio: compositori come Pietro Mascagni, il più importante fra i compositori livornesi, Alfredo Soffredini, Sirio Santucci, Rodolfo del Corona, cantanti lirici come il mezzo soprano Celeste Coltellini, Nicola Tacchinardi, Enrico Delle Sedie, Mario Ancona, Galliano Masini, strumentisti di fama come Giuseppe Cambini, membro del primo quartetto d'archi della storia insieme con i lucchesi Luigi Boccherini e Filippo Manfredi e l'altro livornese Pietro Nardini, Giovanni Francesco Giuliani, Jean-Baptiste Stuck “Batistin” (1680 - 1755), che introdusse in Francia per primo il violoncello in orchestra al posto della viola da gamba, il pianista Antonio Bacchelli, il direttore di fama internazionale Augusto Vianesi (vedi Pellegrini-Vianesi), i librettisti Ranieri de' Calzabigi, Giovanni De Gamerra, Giovanni Schmidt, Guido Menasci, Giovanni Targioni Tozzetti, i critici musicali e musicologi Abramo Basevi e Arnaldo Bonaventura, il cantautore Piero Ciampi, nonché i cantanti pop Nada, già vincitrice di Sanremo 1971, e Roberto Rondelli.
Inoltre a Livorno trovarono sepoltura Giovanni Paolo Schulthesius, che fu pastore della comunità protestante di Livorno e viene ricordato per gli importanti contributi sulla musica sacra, il tenore Roberto Stagno e il soprano Gemma Bellincioni.
Notevolissima è stata nel passato la presenza della lirica a Livorno "tanto che si poteva parlare di una tradizione esecutiva livornese" soprattutto a cavallo tra i secoli XIX e XX: "tra il 1880 e il 1930" a Livorno si dava "uno spettacolo ogni cinque giorni".
Vivacissimo è, da sempre, l'ambiente livornese del jazz, che si sviluppò velocemente sulla costa toscana grazie ai traffici commerciali e agli intensi rapporti politici, culturali e turistici con gli Stati Uniti d'America. Dopo la seconda guerra mondiale, il primo jazz club di Livorno fu l'“Hot Club” (1948), ma già nel 1933 nella città labronica si era esibita per esempio l'orchestra jazz del ballerino Harry Fleming, di origini etiopi: proprio a quegli anni risalgono le prime esibizioni di gruppi musicali jazzistici a Livorno.
Nel luglio 1945 si esibì in piazza della Vittoria Frank Sinatra al seguito delle forze armate USA. Il primo evento importante di jazz moderno a Livorno fu il concerto dei "Jazz at the Philharmonic" di Norman Granz, il 2 marzo 1954, con, tra gli altri, Oscar Peterson, Ella Fitzgerald, Roy Eldridge e Benny Carter.
Dal 1957 agli anni settanta si sono esibiti a Livorno numerosi interpreti della musica jazz, soprattutto al Teatro La Gran Guardia.
Oggi si ha un gran numero di jazzisti livornesi attivi anche a livello internazionale, quali Mauro Grossi, Stefano Onorati, Andrea Pellegrini, Tino Tracanna, Dimitri Grechi Espinosa (nato a Mosca, ma cresciuto in città) e molti altri.
Negli anni sessanta del Novecento, nella scia dei Beatles, uno dei primi complessi Italiani ad aver avuto successo nazionale furono I Satelliti, gruppo formatosi a Livorno nel 1961. Numerose esperienze furono condotte in quegli anni anche nel campo del jazz-rock, da gruppi come i Campo di Marte e altri. Il Rock è anch'esso presente da sempre a Livorno con centinaia di gruppi musicali giovanili e professionali.
Fondamentale per la vita musicale della città oltre al Teatro Goldoni è l'Istituto superiore di studi musicali Pietro Mascagni, organismo formativo accreditato dalla Regione Toscana, nato come "Scuola musicale Pietro Mascagni" nel 1953, prima scuola di musica pubblica nella storia della città. Nel 1963 la gestione della scuola passò a un consorzio tra il Comune e la Provincia di Livorno e nel 1969 il "Mascagni" ha assunto la denominazione di "Istituto". Nel 1978 è stato pareggiato ai Conservatori di Stato. In seguito è divenuto ente di alta formazione universitaria (AFAM).
La musica contemporanea "colta" è presente a Livorno con alcuni interessanti compositori come Marco Lenzi, Carlo Deri, con numerose attività collegate all'Istituto Mascagni e a centri anche dedicati alla musica elettronica e alla computer music come Audiofficine e altri.
Livorno ha inoltre una banda cittadina (associazione "Banda della Città di Livorno"), numerosissime corali (Del Corona, Mascagni, Guido Monaco eccetera), una decina di scuole di musica come la Del Corona, la Scarlatti, la Amadeus, Percorsi Musicali e molte altre di varie dimensioni e caratteristiche, a testimoniare la grande vitalità musicale della città di Pietro Mascagni.

### Livorno e la letteratura
Le prime voci significative ci giungono dalla letteratura teatrale, di cui fu primo interprete Giovanni De Gamerra, autore di alcune opere ascrivibili al cosiddetto dramma lagrimoso del diciottesimo secolo. Successivamente si ebbero delle buone testimonianze teatrali soprattutto per merito di commediografi come Sabatino Lopez, Dario Niccodemi e Guido Cantini, autore anche di varie sceneggiature cinematografiche.
Nel campo della poesia furono notevoli i contributi di Giovanni Marradi, poeta risorgimentale, di Guelfo Civinini, esponente in età giovanile del Crepuscolarismo e infine di Giorgio Caproni, una delle più autorevoli voci della poesia italiana del dopoguerra.
Da menzionare per il suo talento poliedrico è Giosuè Borsi, uno dei non pochi artisti e letterati italiani periti durante i combattimenti della prima guerra mondiale.
Livorno ebbe anche i suoi romanzieri di rilievo. I primi che ebbero un certo successo furono i patrioti risorgimentali Carlo Bini, autore del non trascurabile Manoscritto di un prigioniero (1833) e Francesco Domenico Guerrazzi che si cimentò con un certo successo nel romanzo storico. Non va infine dimenticato Ya'qub Sannu' (1839-1912), anche detto James Sanua o Giacomo Sanua, intellettuale ebreo italo-egiziano di padre livornese e autore in lingua italiana e araba, che dal 1853 al 1855 si formò a Livorno e aderì alla massoneria e infine, di ritorno al Cairo, diffuse i valori risorgimentali italiani in Egitto.
Nel secolo successivo si assiste a una presenza di romanzieri livornesi significativa, ma che rimane ai margini della storia della letteratura italiana. Si sta parlando in particolare dello scrittore Ezio Taddei, amico di Arthur Miller, autore di un'opera con venature spirituali come il Quinto vangelo.
Fu un vero e proprio caso letterario il romanzo La traduzione, scritto da Silvano Ceccherini, un esempio forse unico di scrittore-galeotto.
Scrittore cosmopolita fu Carlo Coccioli, che visse tra l'Italia, la Francia e il Messico, e quindi in grado di comporre e tradurre i suoi romanzi in tre lingue. Il suo romanzo, Fabrizio Lupo del 1952, pubblicato in Francia, rappresenta una delle prime opere europee in prosa sul tema dell'omosessualità.
Livorno è stato lo scenario dei romanzi Calafuria (1929) e Ardenza (1942), entrambi opere dello scrittore fiorentino Delfino Cinelli.
Per quanto riguarda la stampa, dal 1808 al 1814 si pubblicò a Livorno il Corriere Etrusco, storico bisettimanale locale che cessò le pubblicazioni in seguito all'occupazione napoletana della Toscana.

### Cucina

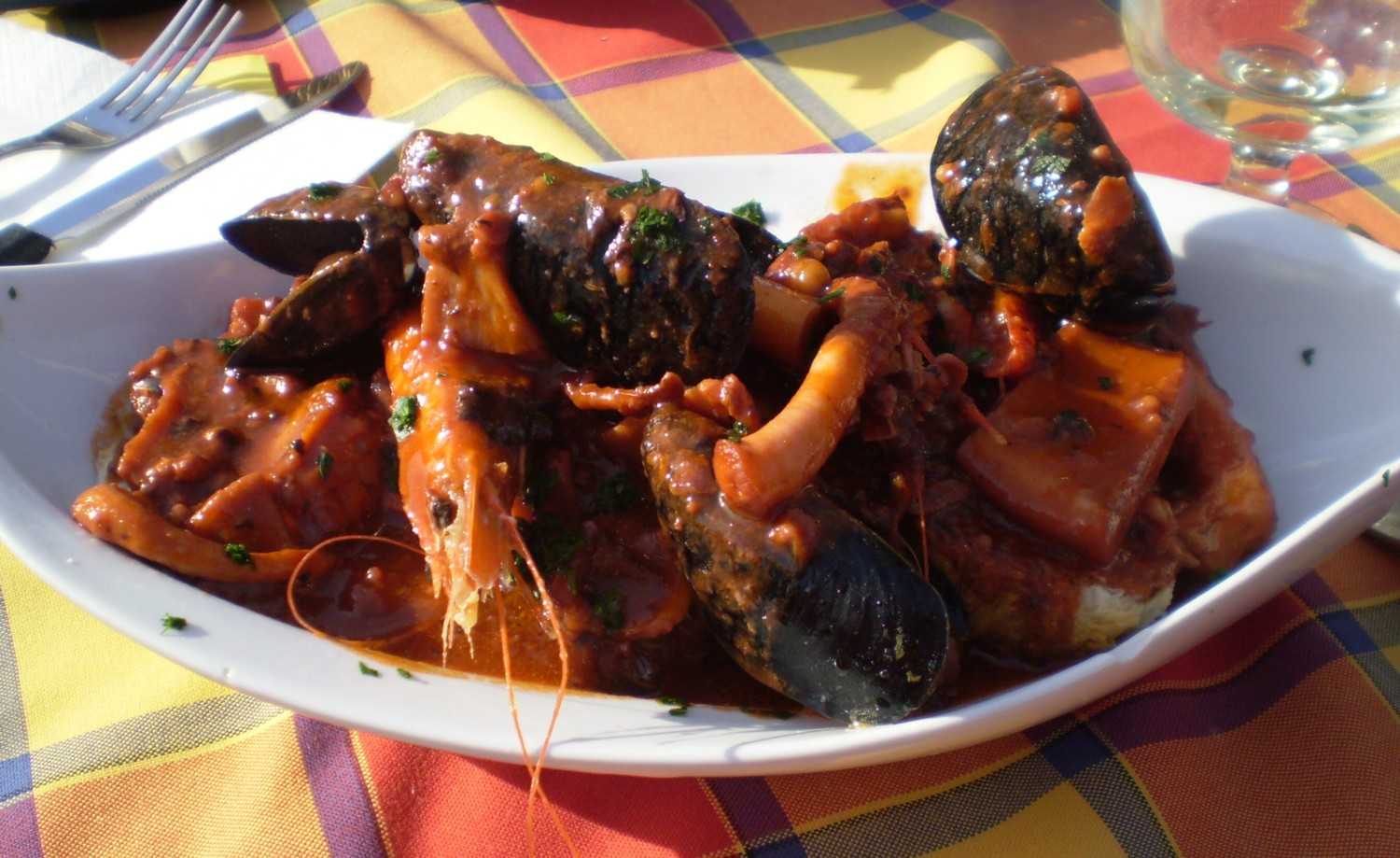
Il cacciucco.

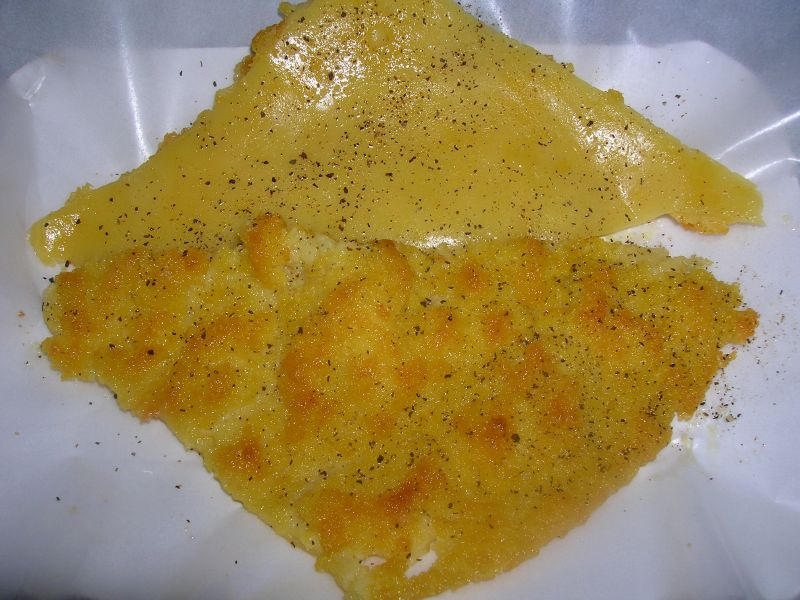
Torta di ceci

La cucina tradizionale di Livorno è stata definita da Aldo Santini come rissosa e popolaresca in quanto riflette il carattere originario della popolazione povera della città nei secoli XVII e XVIII, proveniente da varie parti del Mediterraneo in fuga dalla legge o dalle persecuzioni religiose. La tradizione culinaria cittadina si è mantenuta relativamente intatta fino alla seconda guerra mondiale, ma in seguito, con le mutate condizioni socio-economiche, molti piatti sono scomparsi e molti altri sono stati banalizzati.
I piatti principali sono naturalmente a base di pesce e vedono un uso notevole del pomodoro, introdotto a Livorno dagli ebrei sefarditi; esempi tipici sono il baccalà alla livornese, le triglie alla livornese e il cacciucco, il piatto più famoso della città. Sempre a base di pesce numerosi altri piatti "minori": oltre a vari altri modi di cucinare baccalà, stoccafisso e triglie, si ricordano piatti a base di cee (lo stadio larvale delle anguille), acciughe, sarde, tonno, palombo, bivalvi, crostacei, cefalopodi e pesci vari.
Di derivazione ebraica sono anche molti piatti tradizionali della vecchia cucina livornese, come il cuscussù, il pollo in galantina, le triglie alla mosaica, l'impannata di pesce, i carciofi ripieni, oltre a dolci come la cotognata, le roschette (portate dagli ebrei fuggiti dalla Spagna, ai tempi di Ferdinando d'Aragona e di Isabella di Castiglia) e le uova filate.
Ancora più caratteristici sono i piatti "poveri", tanto che costituiscono una sorta di sottogenere della cucina livornese, e che un tempo venivano consumati dallo strato più indigente della popolazione. Appartengono a questo sottogenere il bordatino, l'inno di Garibaldi, il picchiante con le patate, la francesina, il cavolo strascicato, la favetta, i fagioli con le cotenne, le boghe al pomodoro, gli zerri sotto il pesto, la minestra sulla palla, le acciughe alla povera, la salvia fritta, le patate rifatte e infine la minestra sui discorsi e il brodo di sassi, due piatti che si possono classificare come i più "poveri" di tutti.
All'estremo opposto si trovavano i piatti della cucina "ricca" dell'aristocrazia mercantile cittadina: il ragno alla Larderel, le ostriche alla livornese, il timballo di murena alla Pancaldi, le orate fredde all'Ardenza, il minestrone alla livornese.
Vi sono però anche piatti che ricorrono a elementi di "terra" (carne e verdure) e che naturalmente risentono della tradizione gastronomica di altre parti della Toscana: la torta di ceci, il castagnaccio, i batuffoli, pasta e ceci, la zuppa di verdure e fagioli, la panzanella, i carciofi ritti, l'agnello in fricassea, il riso con i fagioli rossi, la peperonata, le polpette alla livornese, la ricotta briaa, il 5 e 5 (un panino con torta di ceci).
Fra i dolci si ricordano anche la stiacciata alla livornese, la ciambella all'anice, le frittelle di farina dolce, il bollo, i frati, i chicchi di menta e la schiacciata di Pasqua. Alcuni di essi sono in disuso, come per esempio i "chicchi di menta" o i "panini al ramerino".
Molto spesso le specialità gastronomiche erano legate a festività religiose o laiche; infatti ogni piatto o dolce veniva preparato tradizionalmente per una particolare occasione. Per esempio per le feste di Santa Caterina e di San Nicola veniva offerto il castagnaccio, per San Giuseppe le frittelle dolci di riso, per Santa Giulia le fragole, e dal 1690 circa è invalso l'uso della schiacciata di Pasqua. A giugno per la fiera di Salviano si offrono i baccelli e in settembre, per la festa dalla Madonna, semi salati e lupini.
Infine due bevande tipiche, di forte grado alcolico: la persiana (a base di anice ed estratto di menta, quasi scomparsa) e il ponce.
Quest'ultimo in particolare si dice sia stato conosciuto tramite la comunità anglosassone e adattato al gusto locale. A base di caffè caldo viene servito corretto con rhum o limone con largo uso della fantasia popolare fino ad arrivare ad aggiungervi il pepe di Caienna; le numerose varianti conosciute sono al mandarino, corretto, testa di moro, torpedine, frustato, amabile, sottozucchero.

### Eventi
Livorno ospita un gran numero di eventi e manifestazioni, alcuni dei quali hanno rilevanza nazionale.
L'Associazione culturale "Premio Ciampi" dal 1995 organizza annualmente il Premio Ciampi, un concorso musicale nazionale ispirato alla figura del cantautore labronico Piero Ciampi; il concorso è riservato principalmente alle nuove generazioni di musicisti, ma in qualità di ospiti vi hanno partecipato artisti quali Carmen Consoli, Nada, Luciano Ligabue e altri. La cerimonia di premiazione si svolge in ottobre all'interno di un programma di concerti e iniziative culturali della durata di alcuni giorni.

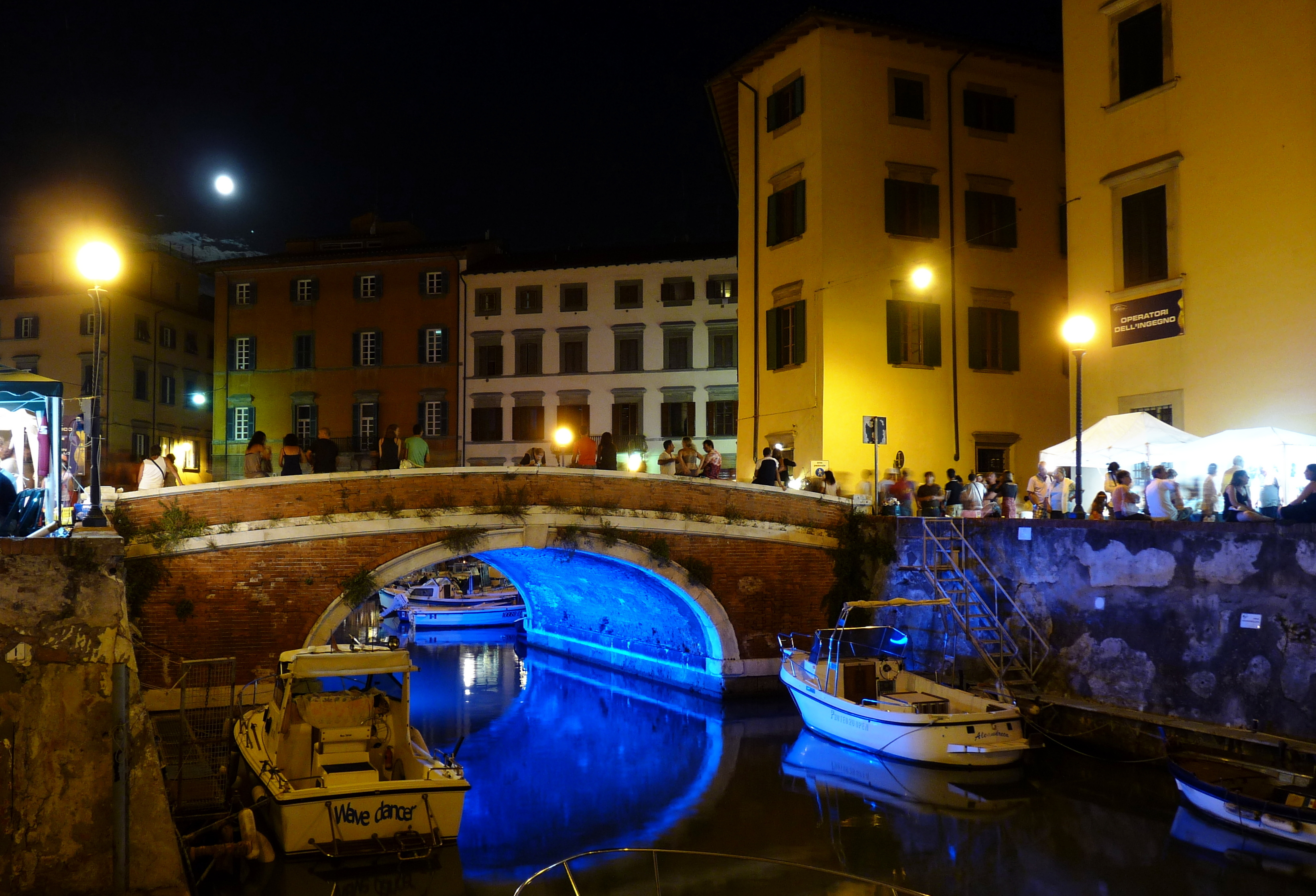
Effetto Venezia

Dal 2008 al 2010, nel mese di luglio, la città ha ospitato l'Italia Wave Love Festival, una manifestazione incentrata principalmente sulla musica rock e alla quale hanno partecipato artisti e gruppi musicali di rilevanza anche internazionale come i The Chemical Brothers.
Dal 1953 la caratteristica cornice della Rotonda di Ardenza ospita, nella seconda metà di agosto, il Premio Rotonda, una rassegna pittorica nazionale di arte contemporanea.
Sempre in estate, solitamente tra luglio e agosto, si svolge Effetto Venezia, la manifestazione che anima uno dei quartieri più antichi e caratteristici della città, quello della Venezia Nuova, con spettacoli, iniziative culturali e mercatini artigianali che si snodano lungo i canali del rione.
Di grande richiamo sono anche gli eventi sportivi legati al Trofeo Accademia Navale e città di Livorno, un punto di incontro per appassionati di vela che si svolge a Livorno dal 1981 (dal 1984 con cadenza annuale, nel periodo di aprile-maggio); parallelamente alle regate, alle quali partecipano equipaggi internazionali, la manifestazione è collegata a una serie di eventi che si tengono nelle aree del Porto Mediceo.
Molto sentite sono le gare che vedono contrapporsi le varie cantine remiere livornesi, ognuna con il proprio gozzo. Ogni estate si svolgono tre competizioni principali tra i rioni della città: la Coppa Risi'atori (seconda domenica di giugno, dalla Torre della Meloria al Porto Mediceo); la Coppa Ilio Barontini (ultimo sabato di giugno, a cronometro, in notturna, lungo i fossi della città); il Palio Marinaro (seconda domenica di luglio, tratto di mare di fronte alla Terrazza Mascagni).

## Geografia antropica

Panorama del centro e del porto dal cosiddetto Mastio di Matilde

### Urbanistica

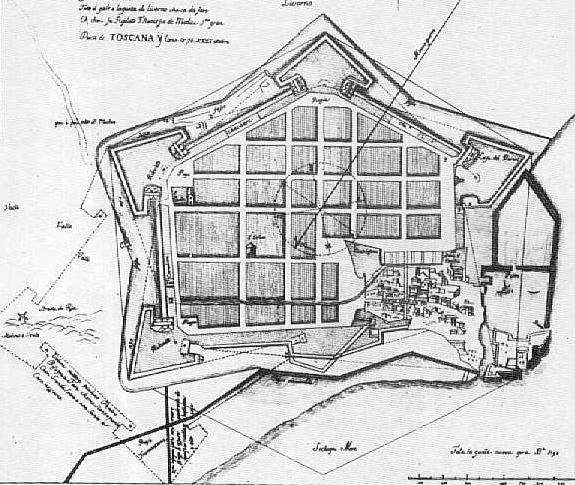
Copia del progetto di Bernardo Buontalenti

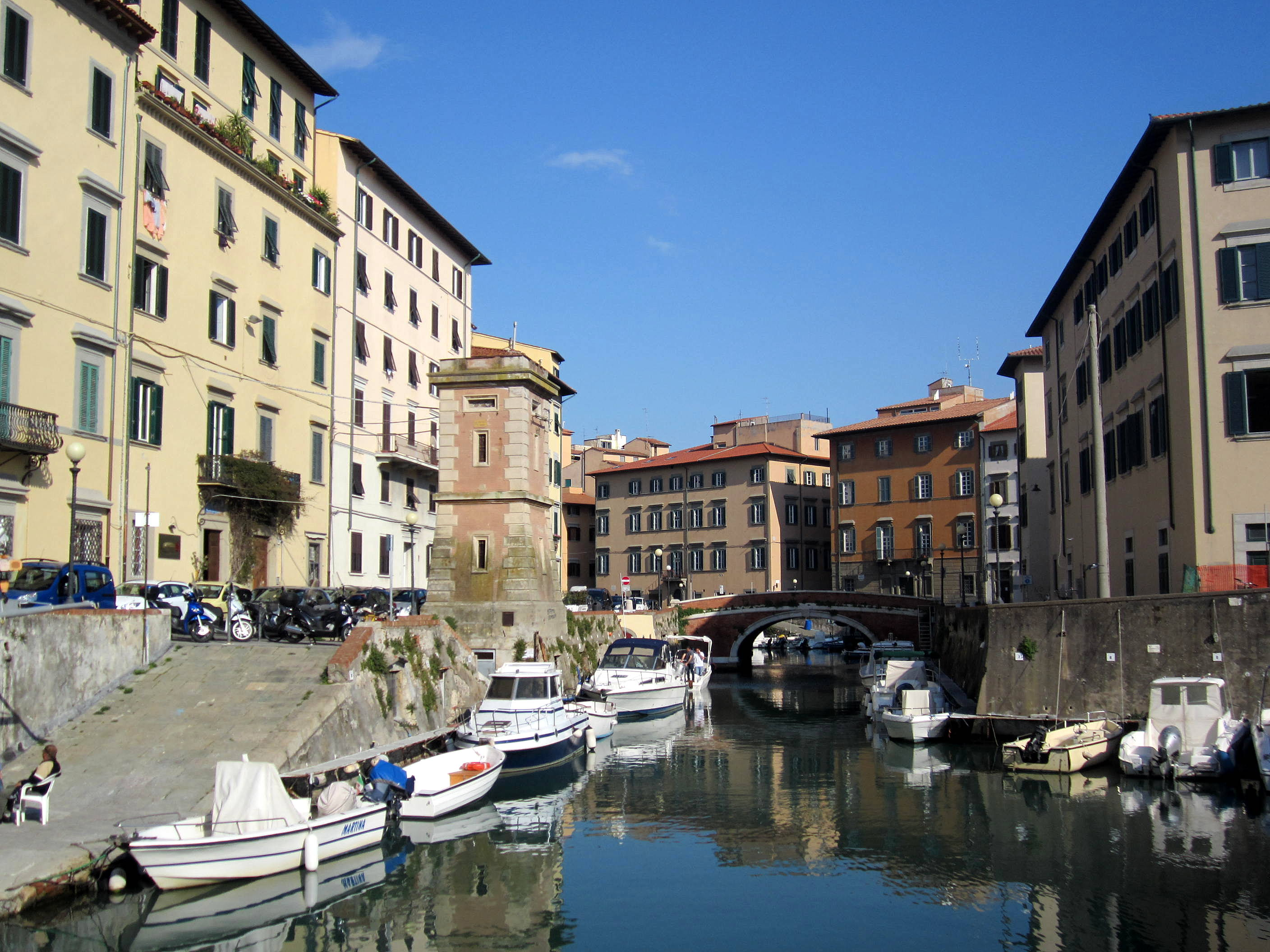
Quartiere della Venezia Nuova

L'avvio dello sviluppo urbanistico di Livorno coincise con il piano redatto da Bernardo Buontalenti nella seconda metà del XVI secolo: fino ad allora infatti il piccolo borgo labronico era costituito da un pugno di case poste attorno a una piccola insenatura lungo l'asse viario della via San Giovanni; borgo poi fortificato nel 1392 con mura di pietra e rafforzate nel XVI secolo fra tre bastioni angolari.
Il progetto buontalentiano per la nuova città voluta dai Medici era caratterizzato da una serie di possenti fortificazioni circondate da un fossato, che conferiva alla città una forma pentagonale.
In fase realizzativa il disegno fu però mutato dal Cogorano per dare maggiore importanza alla Fortezza Nuova e con l'inserimento di ulteriori manufatti militari. Al centro dell'abitato fu innalzato il Duomo, aperto su una vasta piazza d'armi (attuale piazza Grande). Così definita, Livorno divenne la più importante città italiana progettata e costruita tra la fine del XVI e l'inizio del XVII secolo.
All'inizio del Seicento le Leggi Livornine richiamarono in città numerosi mercanti, tanto che, a supporto delle fortune del porto, dal 1629 si rese necessario costruire un nuovo quartiere di abitazioni e magazzini posto a nord, nelle aree comprese tra le fortezze Nuova e Vecchia; la zona, attraversata da molti canali e dal fossato difensivo della città pentagonale, assunse pertanto il nome di Venezia Nuova. Un secondo ampliamento del medesimo quartiere venne messo in atto pochi decenni dopo, intorno al XVIII secolo; lungo i canali della Venezia, posti in diretta comunicazione con il porto, sorsero pertanto numerosi magazzini, ubicati al di sotto del piano stradale.
Successivamente, il 16 dicembre 1776, il granduca Pietro Leopoldo abolì il divieto di costruire nelle immediate vicinanze delle fortificazioni (le cosiddette Spianate). L'iniziativa granducale portò a uno sviluppo dei quartieri esterni alla città pentagonale con la costituzione dei primi sobborghi extraurbani lungo le direttrici delle strade maggiori (Borgo Reale, l'Origine, Borgo dei Cappuccini, Borgo San Jacopo).
I primi importanti piani per l'assetto urbanistico dei sobborghi risalgono agli anni venti dell'Ottocento, quando Luigi de Cambray Digny stese i progetti per il quartiere del Casone, nella zona dell'attuale piazza Cavour. La realizzazione della cinta daziaria, decisa nel 1834, chiuse insieme la città e sobborghi; parallelamente Luigi Bettarini lavorò allo smantellamento dei baluardi medicei lungo il Fosso Reale e realizzò la grande piazza oggi nota come piazza della Repubblica che insieme alla coeva piazza del Casone, (oggi piazza Cavour), fungevano da cerniera tra la città vecchia e nuova.
Frattanto, intorno alla metà del secolo, lo sviluppo delle attività legate alla villeggiatura e agli stabilimenti balneari diedero avvio alla formazione una elegante passeggiata a mare, che dal primo tratto fino a San Jacopo, raggiunse dapprima l'antico borgo di Ardenza e, successivamente, a fine secolo, Antignano.
L'ultimo periodo del granducato lorenese fu caratterizzato anche da un potenziamento delle infrastrutture portuali e industriali, nelle aree a nord della città (Porto Nuovo, Diga Curvilinea).

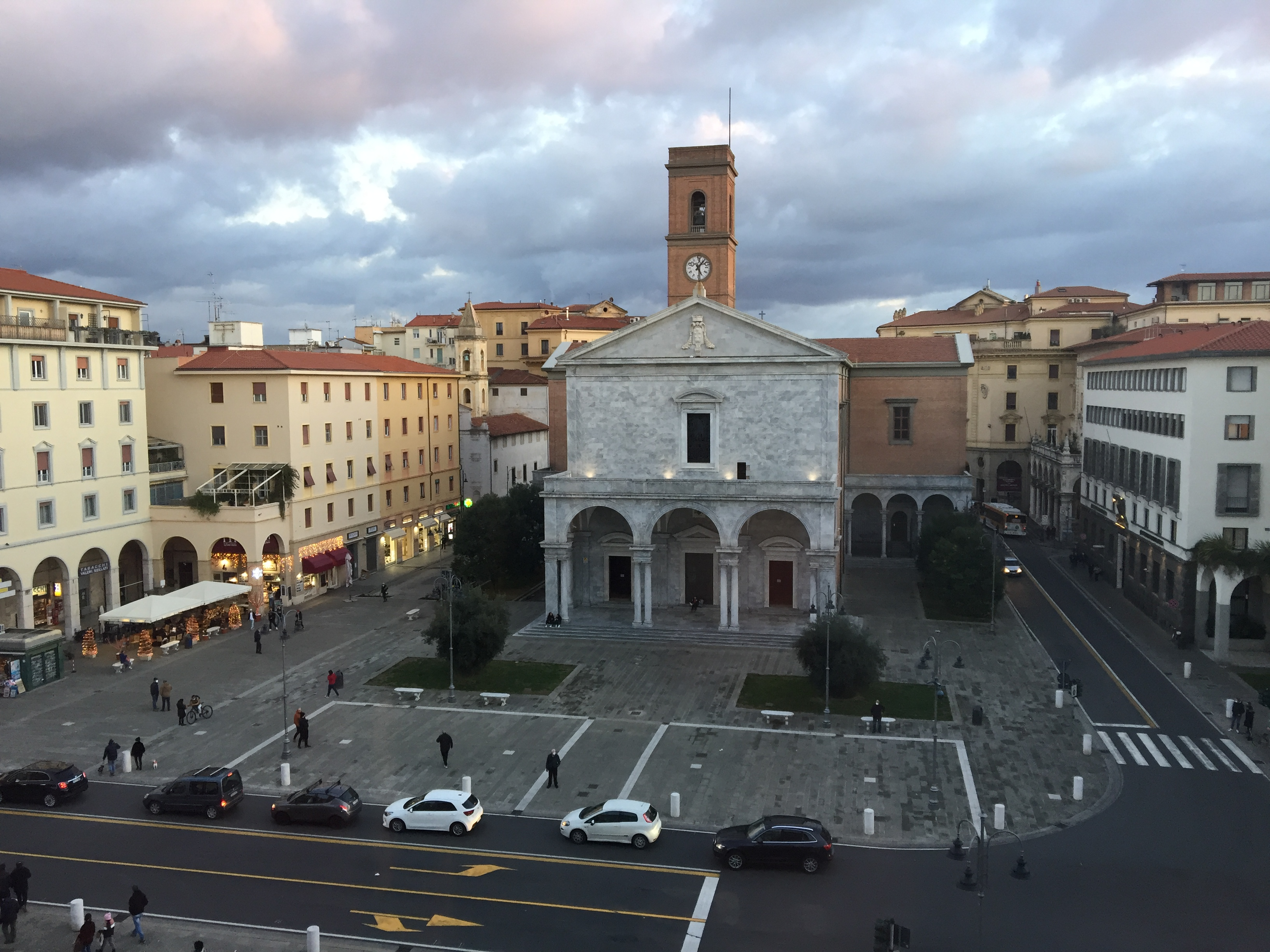
Piazza Grande

All'inizio del Novecento, le precarie condizioni igieniche di alcuni isolati del centro furono motivo del loro abbattimento (quartieri Sant'Antonio, Venezia Nuova, dietro il Duomo) e la successiva edificazione di un nuovo quartiere popolare nei pressi della nuova Stazione Centrale.
L'avvento del Fascismo coincise con l'affermazione industriale della città, mentre nuovi quartieri per gli operai, costituiti da alloggi supereconomici, sorsero nelle aree a ridosso degli stessi stabilimenti industriali (Torretta, Shangay).
Questi infelici modelli urbanistici e architettonici furono ripresi nell'immediato dopoguerra, quando, nell'emergenza dovuta alla carenza di abitazioni, si innalzarono i quartieri delle Sorgenti e Corea.
Frattanto il centro storico, duramente colpito dai bombardamenti del 1943-1944, fu quasi interamente ricostruito con scarso rispetto per le strutture preesistenti e per gli antichi allineamenti stradali.

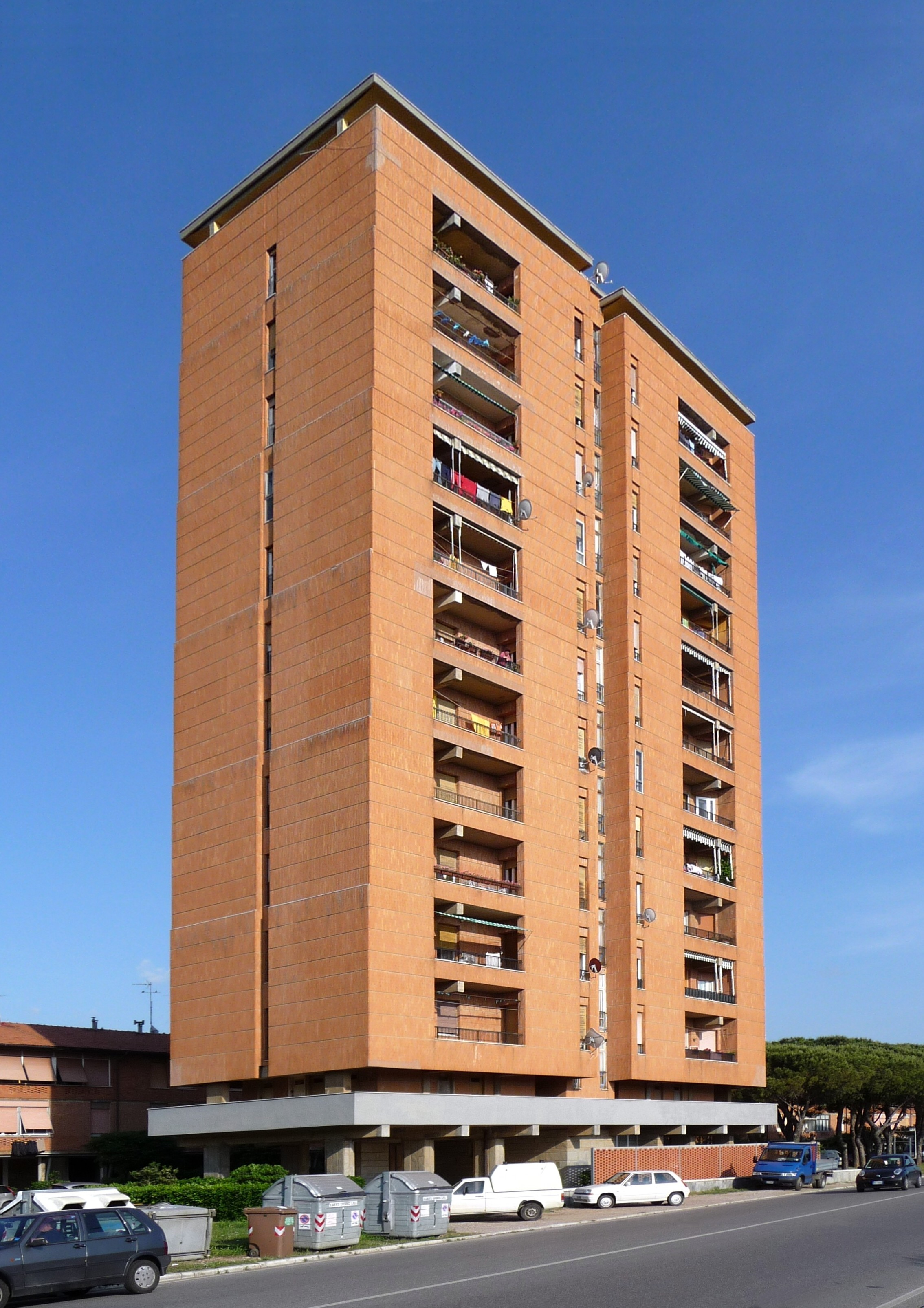
Torre del quartiere La Rosa

In periferia un primo intervento urbanistico di un certo rilievo, nel quale si osserva un superamento degli schemi di derivazione prebellica, è da ricercare in quello promosso dall'INA-Casa nel citato quartiere Sorgenti, a margine del primo insediamento precedentemente costruito dal Comune.
Un ulteriore miglioramento degli standard edilizi e urbanistici si concretizzò nel quartiere Coteto, realizzato a partire dal 1956 per opera di un gruppo di progettisti guidati da Raffaello Fagnoni.
Nel 1958, malgrado che il Piano Regolatore Generale elaborato in quegli anni da Edoardo Detti prevedesse il mantenimento di una fascia verde tra la città e il borgo di Ardenza, sulle anzidette aree fu approvata, su pressione del Ministero dei lavori pubblici, la costruzione del quartiere denominato "La Rosa", la cui progettazione fu coordinata da Luigi Moretti; l'abitato, posto a cavallo della via Aurelia, venne caratterizzato dalla presenza di due torri di tredici piani ciascuna e da lunghi edifici su pilotis disposti lungo le vie laterali.

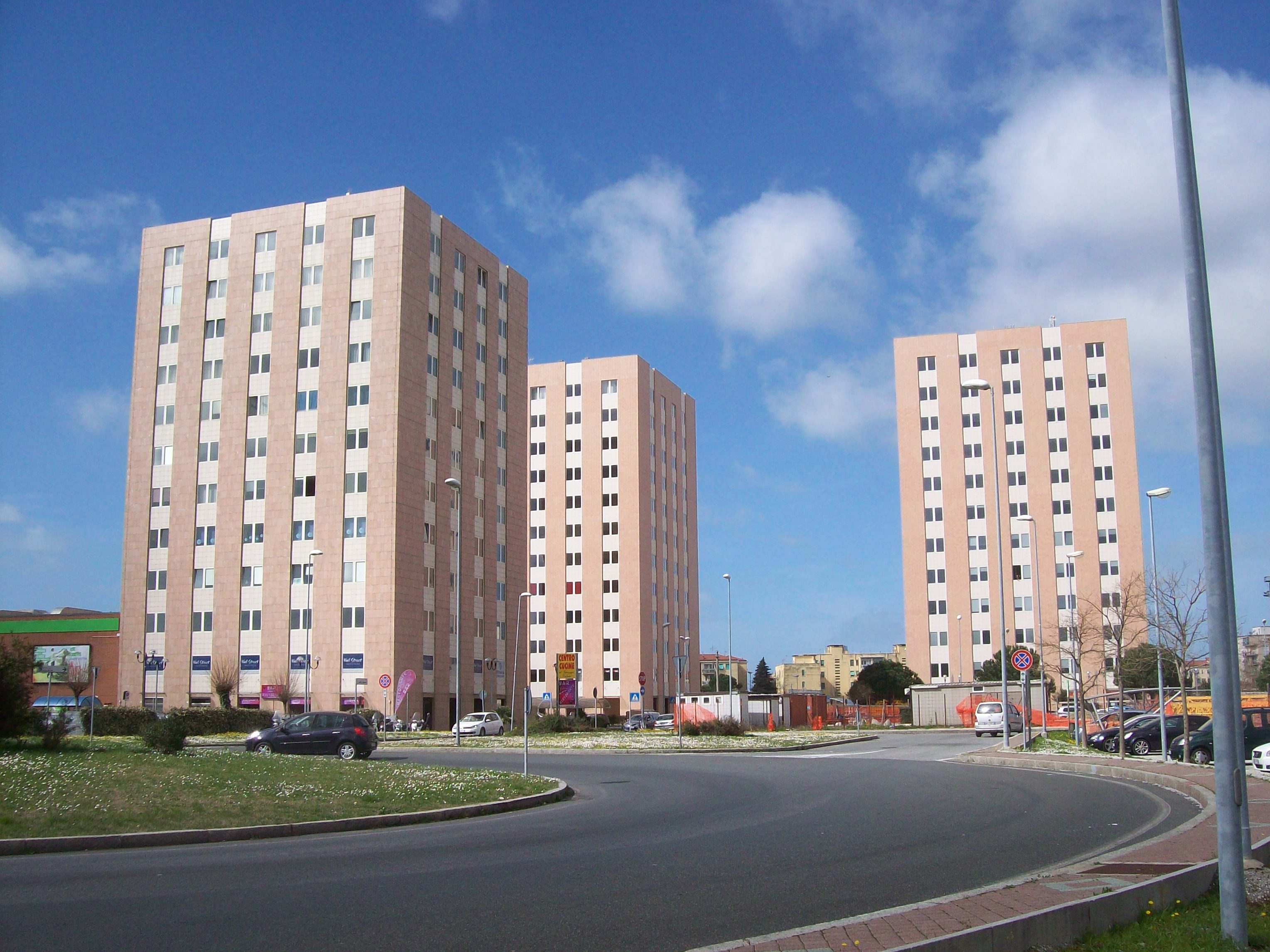
Le cosiddette "torri" di Porta a Terra

Ancora un piano di espansione, teso a saldare la città alle località suburbane, fu avviato negli anni settanta del medesimo secolo, quando cominciarono i lavori per l'urbanizzazione delle aree attorno a Salviano.
Più recenti invece i quartieri di La Leccia e La Scopaia, sorti nella fascia situata tra Livorno e le colline.
Di fatto tutti questi ampliamenti hanno saldato definitivamente la città a quelli che un tempo erano i borghi esterni di Ardenza, Antignano, Montenero, Salviano e Collinaia.
Successivamente, sul finire degli novanta l'amministrazione comunale ha avviato i lavori per il nuovo comparto di "Porta a Terra", una vasta cittadella commerciale che è andata a inserirsi tra la Stazione Centrale e il nuovo palazzetto dello sport fino a saturare la zona tra la ferrovia e la tangenziale Variante Aurelia. I cantieri relativi alle principali strutture (centro commerciale, cinema multisala e alcune torri di oltre dieci piani, in una delle quali è situato un albergo) sono stati portati a termine nei primi anni del nuovo millennio.
Infine, al 2007 risale l'avvio della costruzione, nelle aree in parte dismesse dell'ex Cantiere navale fratelli Orlando (ora Cantieri Benetti), del comparto "Porta a Mare", un nuovo quartiere residenziale e commerciale sorto a margine del nuovo porto turistico, fulcro del suddetto comparto è la galleria commerciale delle "Officine Storiche".

### I borghi suburbani
I borghi suburbani rappresentano gli antichi villaggi sviluppatisi nel tempo all'esterno della città fortificata di Livorno; nel corso del Novecento questi centri, già parte integrante del territorio comunale labronico, furono definitivamente saldati alla città con la costruzione di nuovi quartieri intermedi (Colline, Coteto, La Rosa, ecc.), ultimo tra tutti quello del cosiddetto "Nuovo Centro" (o quartiere San Martino), un insediamento commerciale e residenziale in fase di realizzazione.

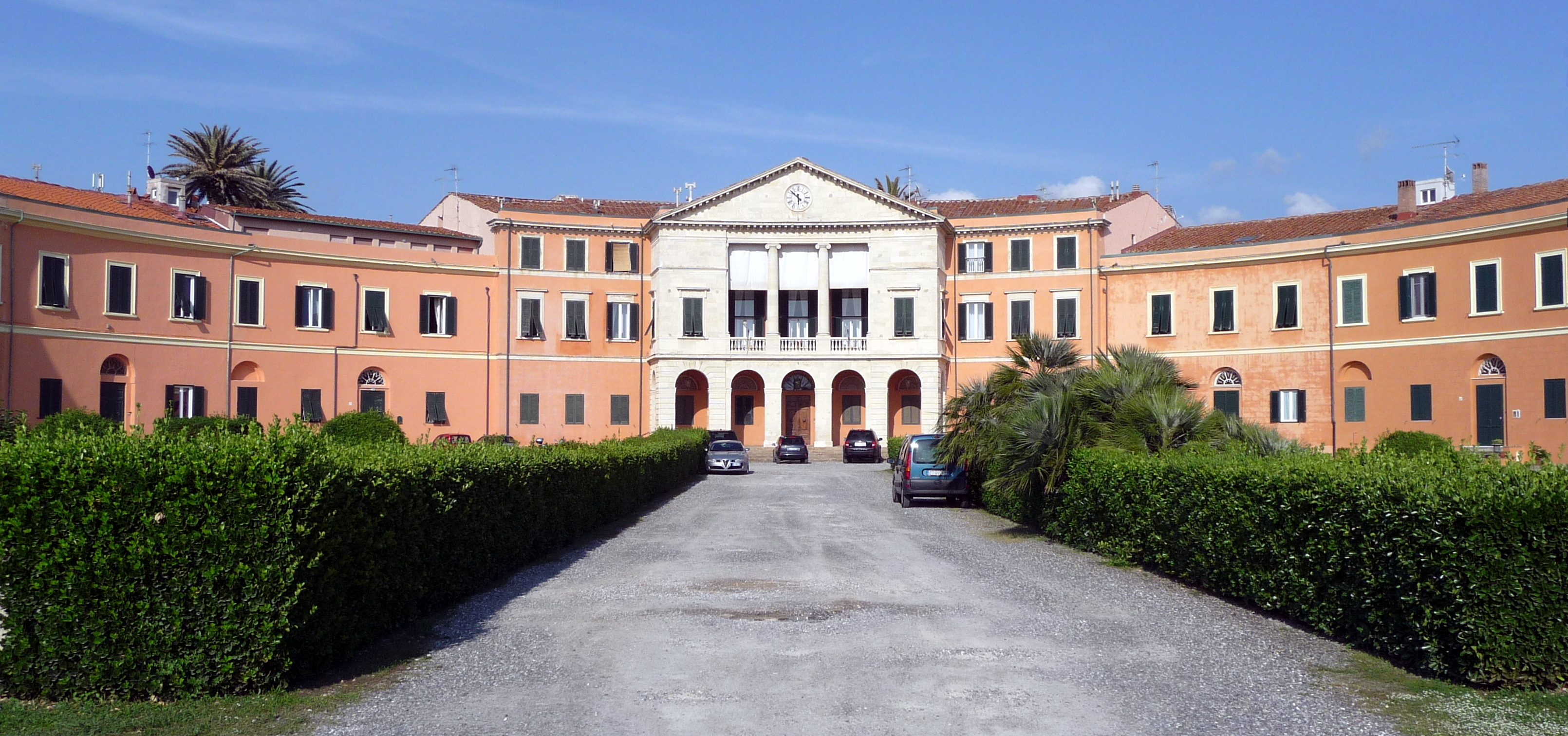
I Casini d'Ardenza

- Ardenza, di origini remote, l'abitato si è sviluppato soprattutto nell'Ottocento, quando fu ampliata la strada litoranea proveniente dal centro di Livorno. Qui sono situati i Casini, un palazzo di forme neoclassiche la cui costruzione è legata allo sviluppo delle infrastrutture balneari.
- Antignano, sede di un antico fortilizio mediceo, il borgo rappresenta il quartiere più meridionale della città, alla quale è legato dall'urbanizzazione avviata tra la fine del XIX e l'inizio del XX secolo lungo la passeggiata a mare. Negli ultimi decenni è divenuto un centro balneare molto frequentato.
- Salviano, toponimo di origine romana, è situato nell'entroterra livornese; nel corso del XX secolo fu inglobato nella città labronica. Qui si trova una chiesa in cui sono riconoscibili i resti di un'antica pieve romanica.
- Montenero, borgo collinare, celebre per la presenza del Santuario mariano. Nei primi del Novecento fu presentato un piano di sviluppo della frazione che prevedeva la realizzazione di un grande stabilimento termale, ma non fu realizzato se non in minima parte con la costruzione di alcune ville. Dispone di una funicolare. Con la recente lottizzazione de "L'Olivara" è praticamente saldato all'Ardenza e Collinaia.

### Frazioni

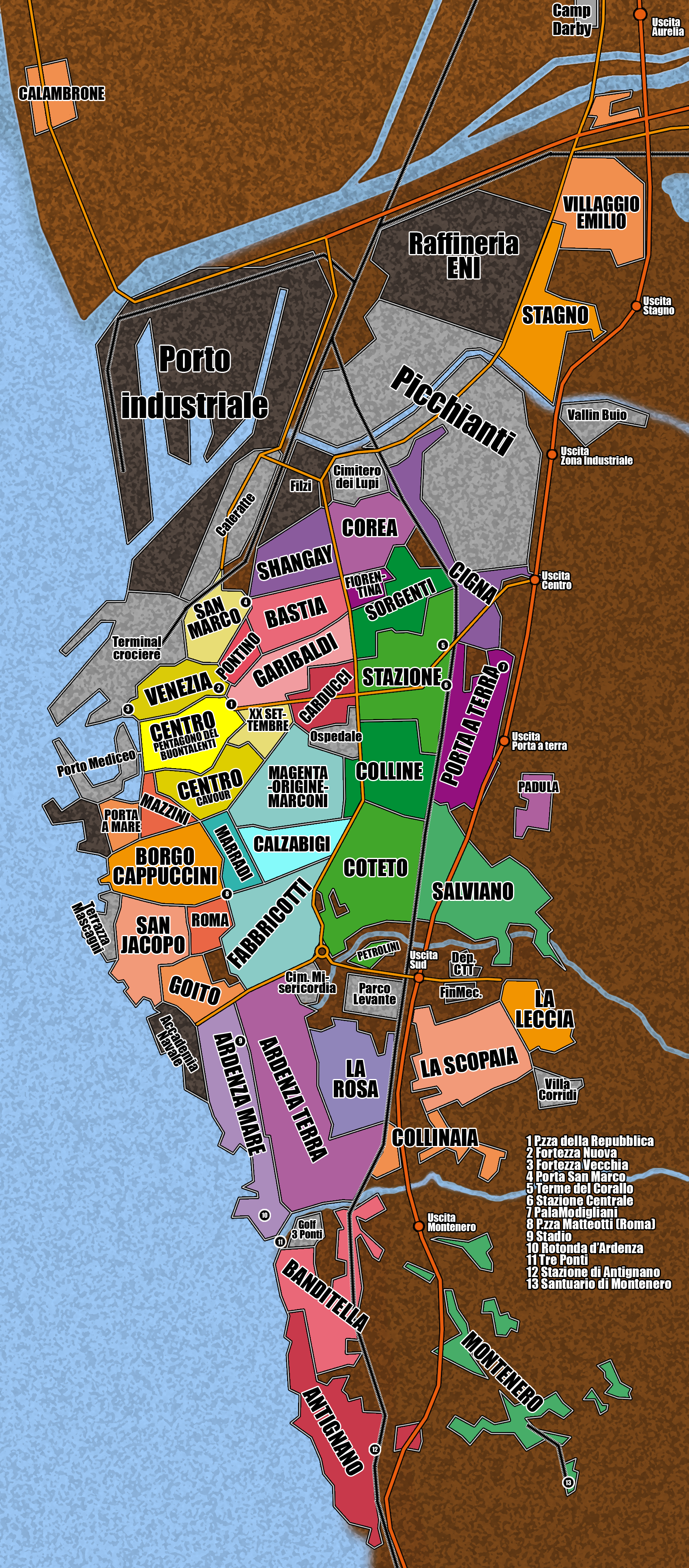
Mappa indicativa dei quartieri di Livorno; si precisa che Stagno e Villaggio Emilio, pur essendo centri limitrofi alla città, sono frazioni del comune di Collesalvetti, così come Calambrone è una frazione del comune di Pisa.

- Quercianella, frazione posta a pochi chilometri da Livorno, separata da Antignano da un tratto di costa roccioso dove si ergono alcune torri di avvistamento. Immersa nella macchia mediterranea, rappresenta l'estremo meridionale del comune labronico.
- Castellaccio, in epoca medioevale qui si innalzava il cosiddetto Castello delle Formiche, menzionato già nel 1284. Sui resti di questa fortificazione fu edificata una grande villa che ancora oggi è l'elemento più caratterizzante del borgo.
- Limoncino, è una piccola frazione costituita da meno di 200 abitanti che si trova sulla strada per la Valle Benedetta. Lo sviluppo è recente, ma nelle vicinanze si innalza una villa la cui presenza è attestata sin dal 949. Nel 2010 è sorta l'ipotesi che nella frazione possa sorgere una discarica.
- Valle Benedetta, località posta sui Monti Livornesi, lungo la strada che da Salviano conduce a Colognole, fino alla fine del XVII secolo era un luogo selvaggio e inospitale. Qui, nel 1692, venne fondata una chiesa con un monastero.
- Isola di Gorgona, piccola isola facente parte del territorio comunale di Livorno. Dista dalla costa 37 chilometri e fu abitata sin dai tempi antichi. Dopo il 1860 fu destinata a ospitare una colonia penale.

### Suddivisioni amministrative
La città medicea, circoscritta nel pentagono buontalentiano, era ripartita nei quartieri di San Giovanni o di Livorno Vecchio (con riferimento all'antico nucleo medievale), di San Francesco e degli Ebrei, di Santa Giulia, di San Cosimo e della Madonna, a cui si aggiunse quello nuovo della Venezia Nuova.
Oggi il territorio comunale di Livorno conta 36 quartieri raggruppati in sette zone.
- ZONA 1 comprende i quartieri: Corea, La Cigna, Porta a Terra, Shangay, Sorgenti, Bastia-Fiorentina, Torretta.
- ZONA 2 comprendere i quartieri: Benci, Centro, Garibaldi, Gorgona, Magenta, Pontino, San Marco, Venezia.
- ZONA 3 comprende i quartieri: Cappuccini, Fabbricotti, San Jacopo, Porta a Mare.
- ZONA 4 comprende i quartieri: Coteto, Leccia, Sughere, Limoncino, Salviano, Scopaia, Collinaia, Valle Benedetta.
- ZONA 5 comprende i quartieri: Antignano, Ardenza, La Rosa, Montenero, Castellaccio.
- ZONA 6 comprende i quartieri: Stazione, Colline, Ospedale.
- ZONA 7 quartiere di Quercianella.

A partire dal 2023 per ognuno di questi territori il comune ha istituito i rispettivi sette Consigli di Zona.

## Economia

### Servizi

Via Grande all'inizio del Novecento

Storicamente, il commercio, legato allo sviluppo portuale e alla presenza di mercanti di origine straniera, ha sempre rappresentato una delle principali vocazioni della città. Dal periodo mediceo sino a tutto l'Ottocento, emblema di questo dinamismo è stata la via Grande, già via Ferdinanda, da sempre descritta come il centro pulsante del commercio cittadino. Successivamente, la crisi legata all'abolizione del porto franco, il venir meno dell'apporto economico delle numerose comunità straniere e la conseguente riconversione industriale hanno portato, tra l'inizio del Novecento e la seconda guerra mondiale a un rapido mutamento degli scenari.
Ciò nonostante molti esercizi storici hanno continuato la loro attività fino ai giorni nostri; un caso del tutto particolare è quello, per esempio, del mercato di piazza Cavallotti, l'antica piazza delle Erbe, da sempre frequentatissimo luogo di commercio e che ha mantenuto inalterata la sua funzione nonostante la totale ricostruzione della zona a seguito degli eventi bellici.

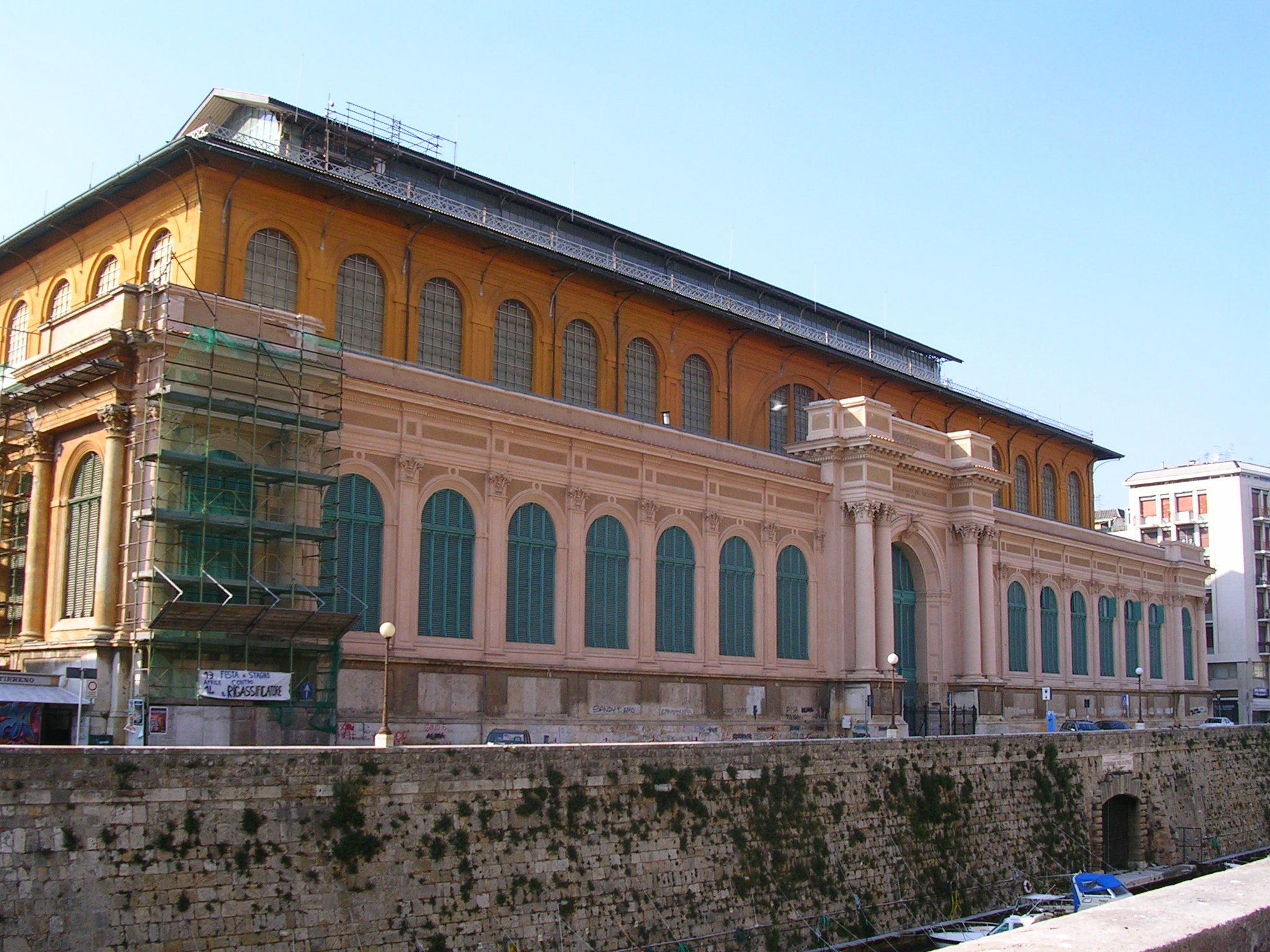
Il Mercato delle vettovaglie

Nei pressi della medesima piazza sorge inoltre il Mercato delle vettovaglie, imponente struttura realizzata sul finire del XIX secolo per migliorare le condizioni del commercio alimentare.
Negli ultimi anni invece si è registrato un notevole sviluppo delle medie e delle grandi strutture di vendita (supermercati, ipermercati e grandi magazzini), che hanno determinato una densità, stimata sulla base dell'intera provincia, di ben 1,30 grandi esercizi ogni diecimila abitanti, dato che al gennaio 2002 poneva Livorno e il suo territorio ai vertici delle classifiche nazionali; la densità si è ulteriormente rafforzata in tempi ancora più recenti con l'apertura del nuovo centro commerciale Fonti del Corallo nell'area di Porta a Terra (2003), che comprende un ipermercato e una galleria commerciale con 56 negozi, nonché del Parco Commerciale Levante (2015), realizzato presso il Nuovo Centro, nella zona sud della città e del Parco Commerciale Porta a Mare nella zona dell'ex Cantiere Orlando.
Altro ruolo importante lo svolge il servizio finanziario, concentrato soprattutto in via Cairoli, chiamata la piccola city livornese, nella quale si concentrano le sedi di banche, istituti finanziari e società assicurative, oltre al Palazzo delle Poste.

#### Il commercio su aree pubbliche
- Mercato di piazza Cavallotti: è lo storico mercato di generi alimentari del centro cittadino;
- mercato di via Buontalenti: di genere extra-alimentare, è ormai divenuto stabile e si trova in pieno centro cittadino, sul retro del Mercato Centrale;
- mercato di piazza Garibaldi: è un piccolo mercato che si tiene non distante dal centro cittadino, a pochi metri dalla grande piazza della Repubblica;
- "Mercatino del Venerdì": è un mercato extra-alimentare che si tiene nei pressi della zona sportiva di Ardenza ogni venerdì;
- "Mercatino Americano": istituito nel secondo dopoguerra, si è tenuto per oltre 60 anni nell'ottocentesca piazza XX Settembre; nel corso del 2009 è stato trasferito nelle aree portuali. Tratta principalmente merci di importazione statunitense.

Esistono inoltre dei piccoli mercati di quartiere come per esempio quello delle Sorgenti (mercoledì e sabato) e di Fiorentina (martedì).
I principali mercati periodici legati a manifestazioni, esposizioni e fiere sono:
- "Mercatino del passato": coinvolge un centinaio di operatori e solitamente viene allestito in piazza Cavour la prima domenica del mese, in concomitanza con l'apertura degli altri esercizi commerciali;
- "Magenta in strada": si effettua in ottobre, nell'area antistante la chiesa del Soccorso;
- "Alle Sorgenti della città": è un mercatino posto a margine dell'omonima manifestazione nel quartiere delle Sorgenti che ha luogo la seconda domenica di ottobre;
- "Fiera di Sant'Antonino": è il più grande mercatino legato a manifestazioni di questo genere e vede la partecipazione di circa 200 operatori;
- "Effetto Venezia": durante la manifestazione estiva che coinvolge il quartiere della Venezia Nuova sono presenti circa 60 operatori del settore dell'artigianato e dell'antiquariato.

### Industria

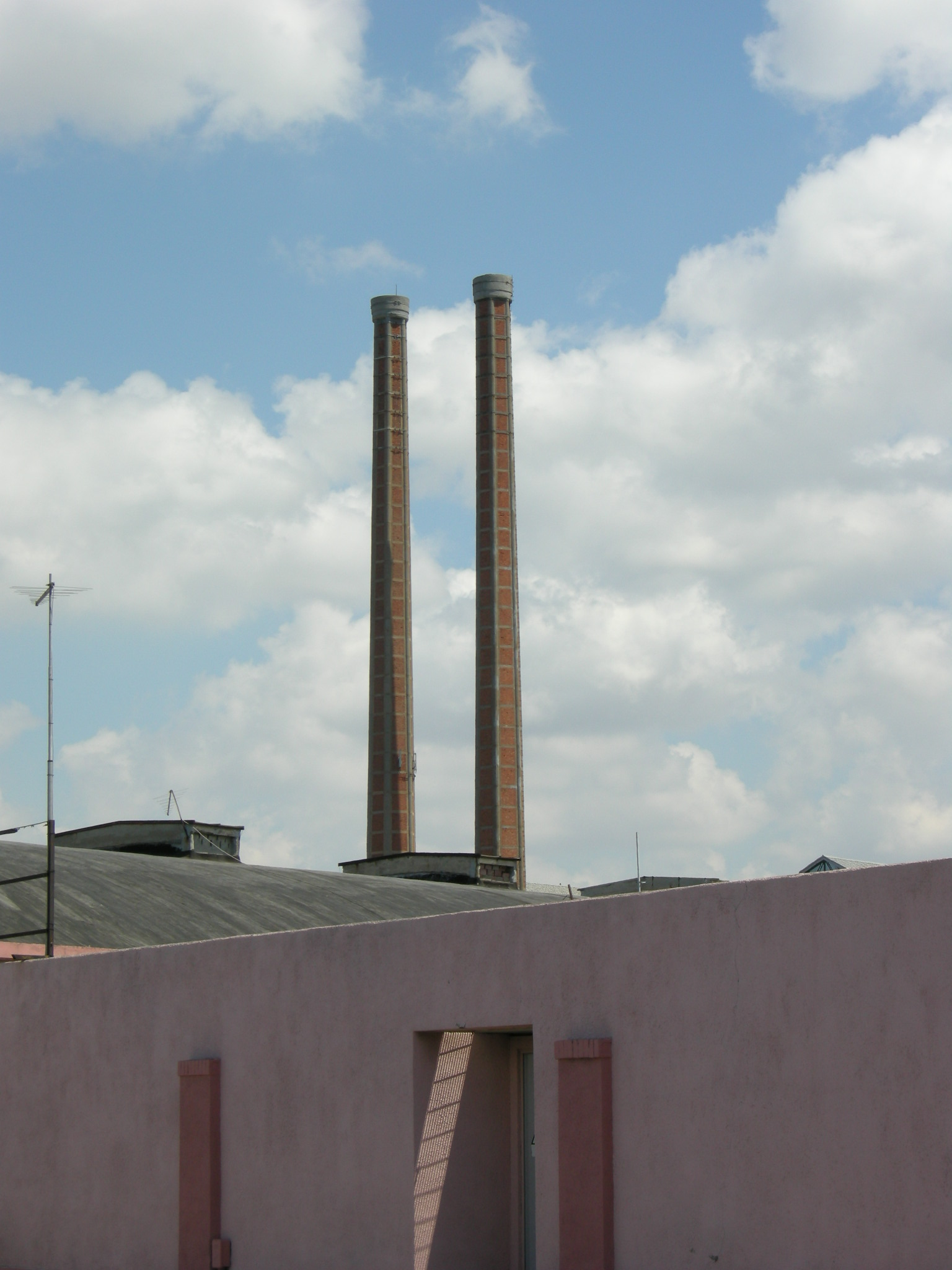
Ciminiere della ex vetreria Borma

L'ascesa di Livorno ai vertici dell'industria italiana risale alla metà dell'Ottocento, quando le prime fabbriche sorsero nelle aree a nord della città, poste nelle vicinanza del porto e della prima linea ferroviaria della Toscana (sorta anche grazie all'apporto di capitali livornesi).
Alla fondazione del Cantiere navale fratelli Orlando (1866), fecero seguito alcune industrie legate al settore navale, come la Società Metallurgica Italiana (1885), dove erano occupati circa seicento operai. Importante fu anche il settore vetrario, con la Società Italiana Balzaretti Modigliani e C., che nei primi anni del Novecento contava oltre quattrocento dipendenti.
All'inizio del XX secolo a Livorno si registra anche la costruzione di una grande centrale elettrica per opera della Società Elettrica Ligure-Toscana, e la fabbrica SICE (Società Italiana Conduttori Elettrici) sul viale Carducci.
Vale la pena ricordare, inoltre, che tra Ottocento e Novecento alcuni facoltosi livornesi ebbero un ruolo fondamentale anche nell'industrializzazione della Provincia di Pisa: i De Larderel diedero avvio allo sfruttamento dei soffioni boraciferi di Pomarance (dando il nome alla località di Larderello), gli Orlando favorirono l'insediamento della Piaggio a Pontedera, mentre al livornese Guido Donegani è legata la fortuna delle miniere di Montecatini Val di Cecina.

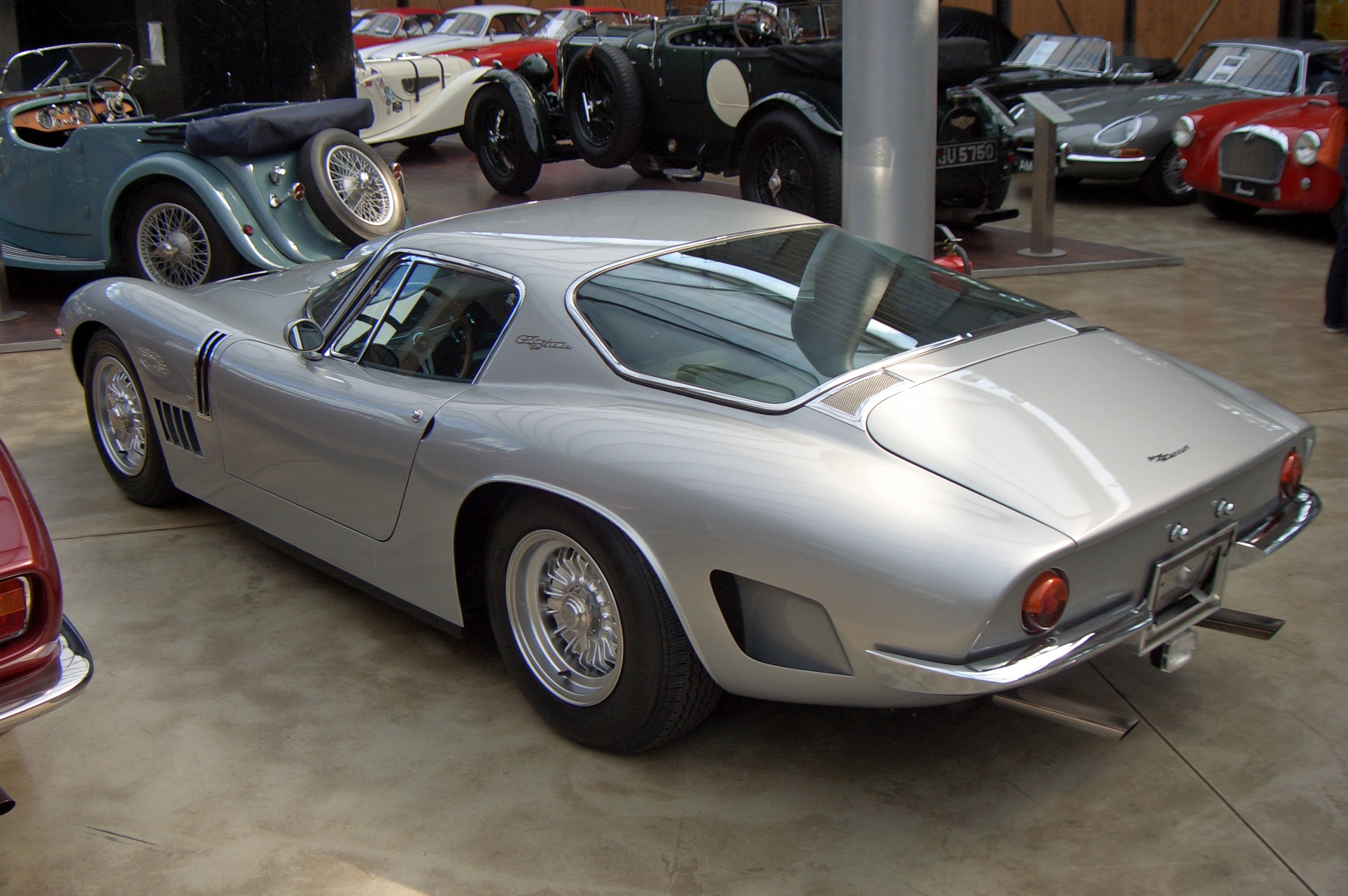
Una Bizzarrini 5300 prodotta nello stabilimento di Livorno

A Livorno, l'avvento del Fascismo e le agevolazioni introdotte dopo la crisi del 1929 portarono alla fondazione di nuove fabbriche, tra le quali si ricordano la Motofides, per la produzione di siluri, e la grande raffineria Anic (in seguito nota come STANIC), posta al confine tra i comuni di Livorno e Collesalvetti.
Quindi nel 1937 fu aperta una filiale della Società Moto Fides, dove venivano prodotti siluri per la Regia Marina Militare.
I bombardamenti della seconda guerra mondiale causarono danni ingentissimi anche agli impianti industriali, tanto che nel dopoguerra molti stabilimenti non ripresero più l'attività. Anche il Cantiere navale Orlando attraversò un periodo di forte crisi e circa 1000 dei suoi operai furono pertanto assorbiti da un nuovo stabilimento di carpenteria metallica, la C.M.F., nell'abitato di Guasticce, frazione di Collesalvetti.
Al contempo la Moto Fides, acquistata dal Gruppo Fiat dopo la guerra, riprese la sua produzione, realizzando telai, compressori, componenti per autoveicoli, motori fuori bordo, oltre alla produzione militare per la quale l'azienda realizzò, per la Marina Militare Italiana, a partire dagli anni sessanta, siluri antisommergibile, siluri a propulsione elettrica, a idrogetto, a guida attiva o passiva, a filoguida autocercante e componenti elettronici per contromisure difensive.
Sempre agli anni sessanta risale l'apertura della fabbrica Bizzarrini, in cui, per un breve periodo, furono prodotte automobili supersportive, come, per esempio, la 5300 GT Strada.
All'inizio del nuovo millennio, con la chiusura della maggior parte dei grandi impianti (con l'eccezione di quello petrolchimico e di altri stabilimenti come quello Whitehead Alenia Sistemi Subacquei, ex Moto Fides), l'attività industriale è caratterizzata soprattutto dalle piccole e medie imprese. Il Cantiere Orlando, passato sotto il controllo del gruppo Azimut Benetti, è stato invece riconvertito alla produzione di lussuosi yacht; al 2012 gravitano nel cantiere circa 1000 lavoratori, tra dipendenti diretti e lavoratori dell'indotto.
A Guasticce, non distante dalla città, avrebbe dovuto essere realizzato lo stabilimento automobilistico De Tomaso, in cui avrebbero dovuto trovare impiego gli operai provenienti dalla dismessa fabbrica meccanica Delphi di Livorno; tuttavia, al 2012 si è aperta ufficialmente la procedura fallimentare nei confronti della società e nel luglio del medesimo anno il giudice del Tribunale di Livorno ne ha dichiarato il fallimento.

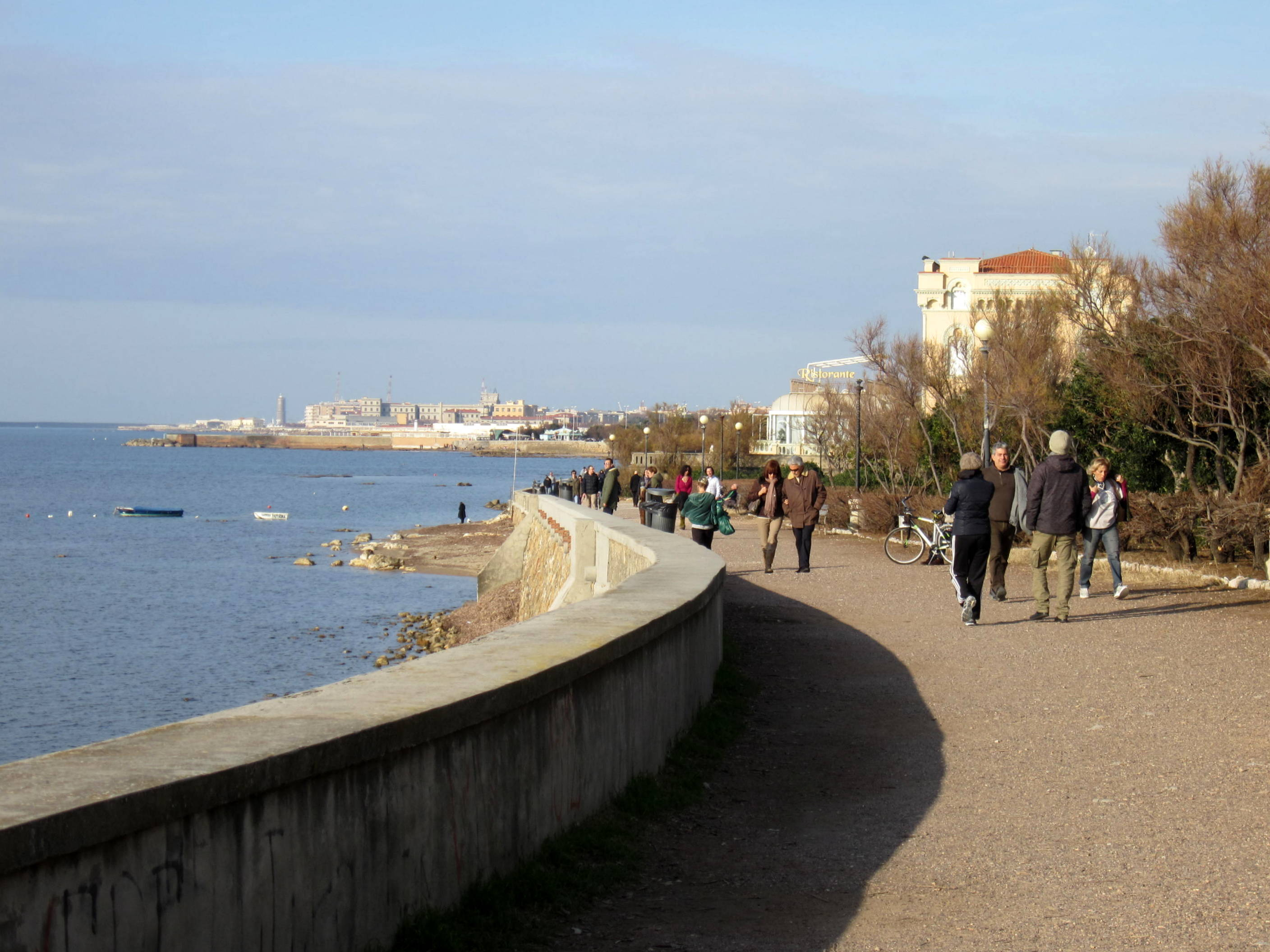
Lungomare di Livorno, presso Antignano

### Turismo
Nell'Ottocento Livorno era una delle capitali italiane del turismo balneare, tanto che, a partire sostanzialmente dalla prima metà del secolo, sul lungomare sorsero numerosi stabilimenti balneari, come lo Scoglio della Regina, i Pancaldi e gli Acquaviva.
Questa stagione di intensa fortuna trovò il suo apice con la realizzazione dell'Hotel Palazzo (1884), con la costruzione del complesso turistico per divertimenti denominato ''Eden Montagne Russe'', che rimase in funzione fino ai primi anni del secolo successivo, e con la costruzione di un importante stabilimento termale, noto come Acque della Salute (1904).
In seguito, la crescente concorrenza di Viareggio e l'industrializzazione della città avviata sostanzialmente dopo l'unità d'Italia causarono una flessione dei flussi turistici.
Lo scoppio della seconda guerra mondiale e i bombardamenti anglo-americani che cancellarono buona parte del tessuto storico, portarono alla definitiva perdita di appeal di una città in cui i temi dominanti dell'immediato dopoguerra erano la ricostruzione e il rilancio industriale.
A oggi, con la chiusura di diverse attività industriali, è attuale il tema del rilancio turistico, con la trasformazione, per esempio, dell'area del Cantiere navale fratelli Orlando in un quartiere annesso al futuro porto turistico e i progetti di riqualificazione della Venezia Nuova.
Legata al tema del turismo balneare è l'assegnazione, sin dal 2007, della Bandiera Blu, un riconoscimento per la qualità dei servizi e delle acque di balneazione del quartiere di Antignano e della frazione di Quercianella.
Al 2000 il movimento turistico negli esercizi alberghieri ed extralberghieri della città contava 110855 arrivi, per un totale di 311031 presenze; al 2001 gli arrivi e le presenze erano rispettivamente 116128 e 352107; al 2002 si contavano 110814 arrivi e 378946 presenze.
Tuttavia nel 2008 le presenze turistiche erano scese a 296000, con un calo di circa 82000 presenze in soli 6 anni.
Nel 2016 le presenze complessive 314537, mentre nel 2017 sono salite a 329518 unità.
Notevole il transito di crocieristi, che nel 2011 si attestavano su 982928 presenze, facendo di Livorno il quarto porto d'Italia per numero di crocieristi e l'ottavo nella classifica dei porti del Mediterraneo.

## Infrastrutture e trasporti

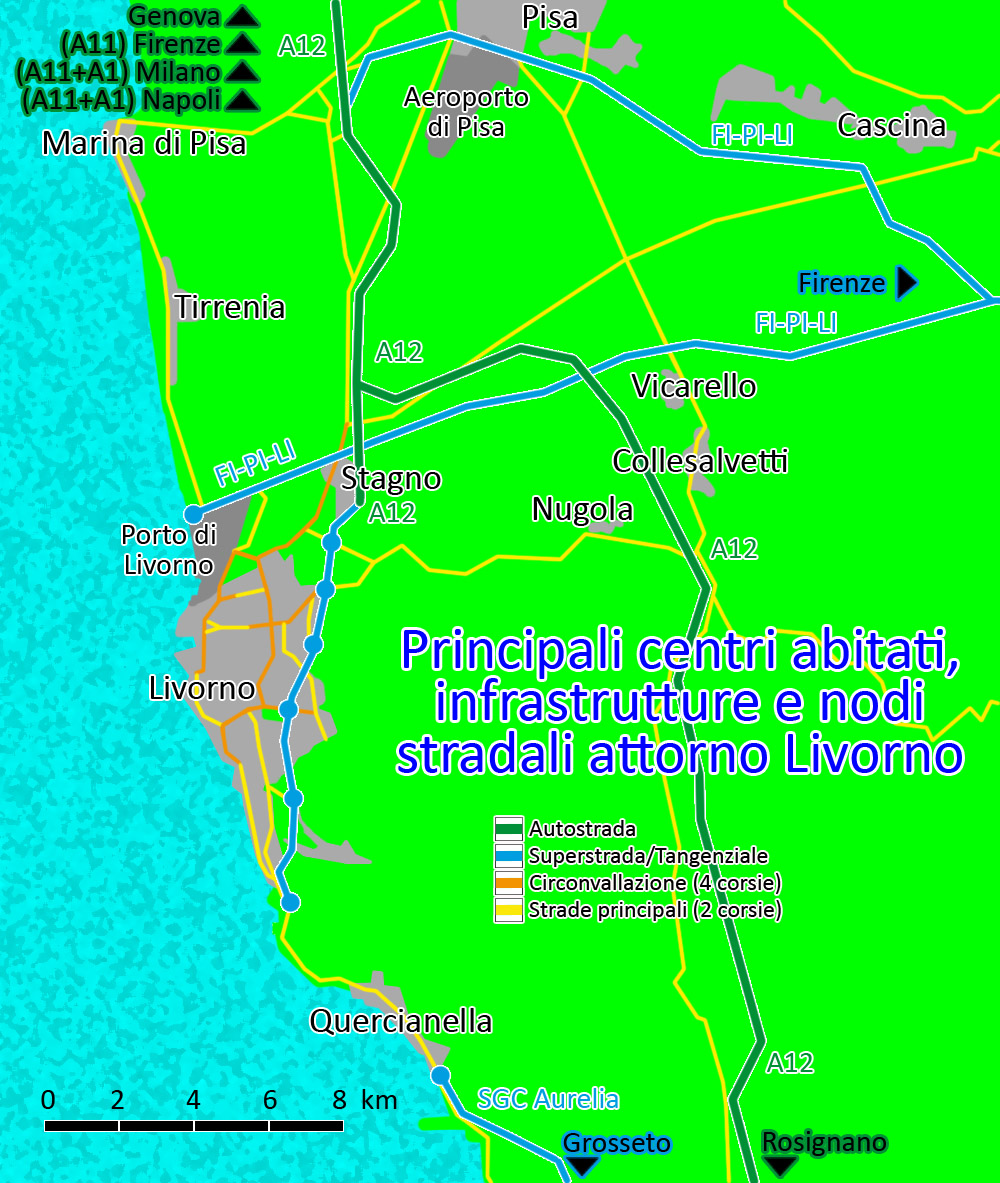
Principali centri abitati, infrastrutture e nodi stradali attorno Livorno

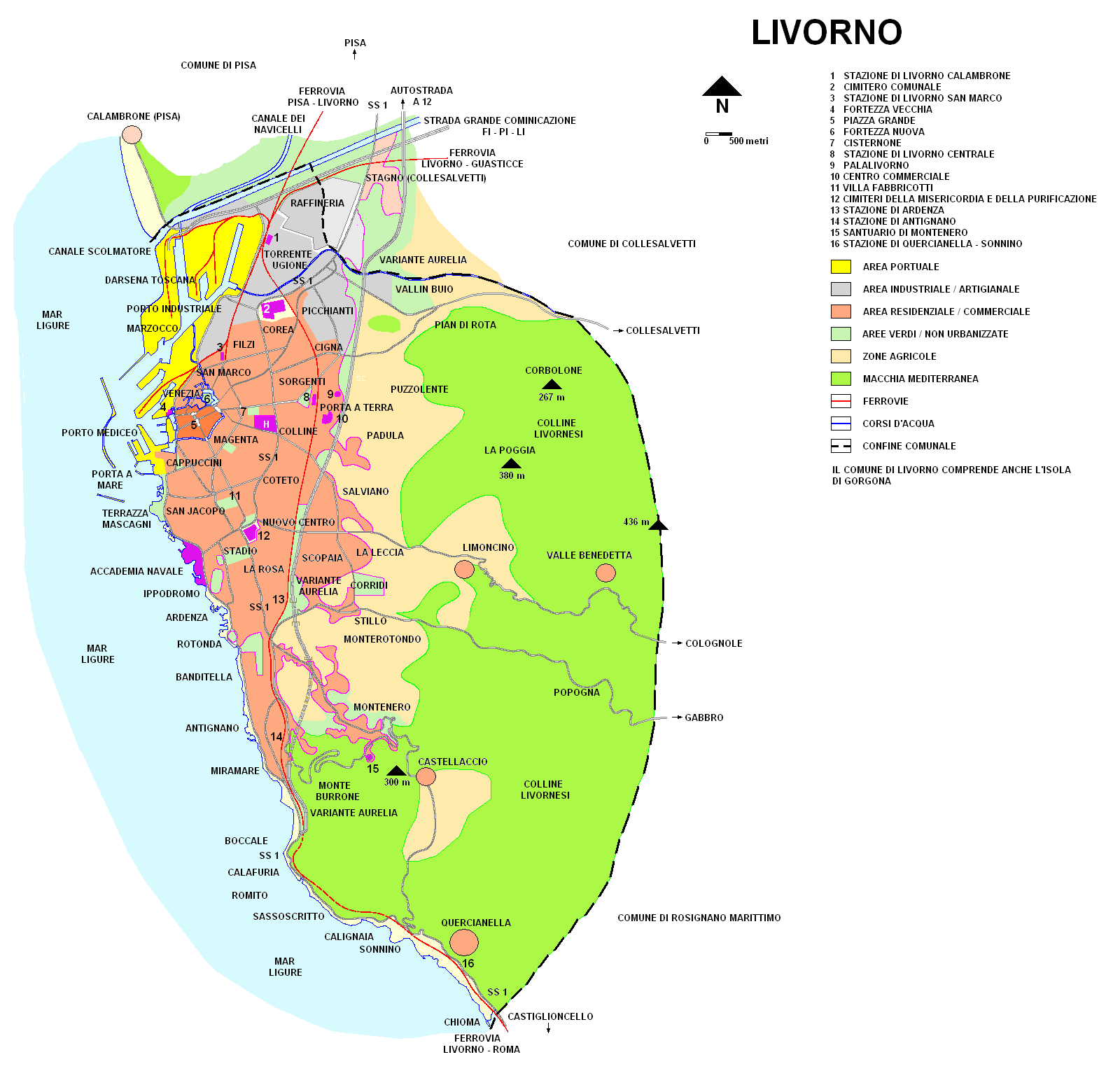
Planimetria indicativa della città

### Strade
Livorno è raccordata all'Autostrada A12 e alla Strada di grande comunicazione Firenze-Pisa-Livorno mediante la Variante Aurelia, una tangenziale a quattro corsie che si snoda a est della città, da Stagno (Collesalvetti) sino al quartiere di Antignano, dove arriva dopo aver attraversato il tunnel di Montenero lungo oltre 2 km; qui, in località Maroccone, la tangenziale si immette nella via Aurelia, raggiungendo quindi la frazione di Quercianella, da dove poi, in località Chioma, prosegue per Grosseto come superstrada a quattro corsie.
Altro importante asse è costituito dalla Strada di grande comunicazione Firenze-Pisa-Livorno, che collega la città e il suo porto con l'entroterra: è una strada a quattro corsie, che si snoda a nord del territorio comunale.
Inoltre, Livorno è attraversata dalla Strada statale 1 Via Aurelia, che la collega a Roma e Ventimiglia; nel tratto urbano, dopo aver superato a sud i quartieri di Ardenza e Antignano, segue il percorso dei viali di circonvallazione, portati a quattro corsie fino alla zona industriale a nord della città, al confine con Stagno, frazione di Collesalvetti.
Da Stagno, infine, parte la via Tosco Romagnola (nel suo segmento 67bis "Arnaccio"), che raggiunge Fornacette per poi dipanarsi fino a Ravenna.

### Ferrovie

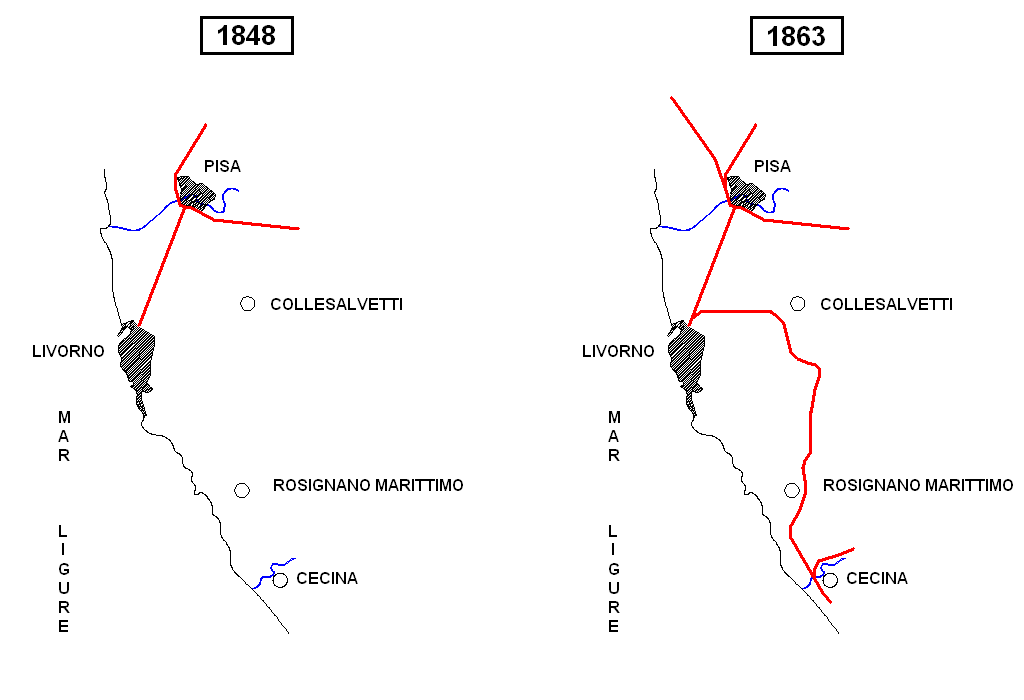
Evoluzione delle linee ferroviarie (1848-1863)

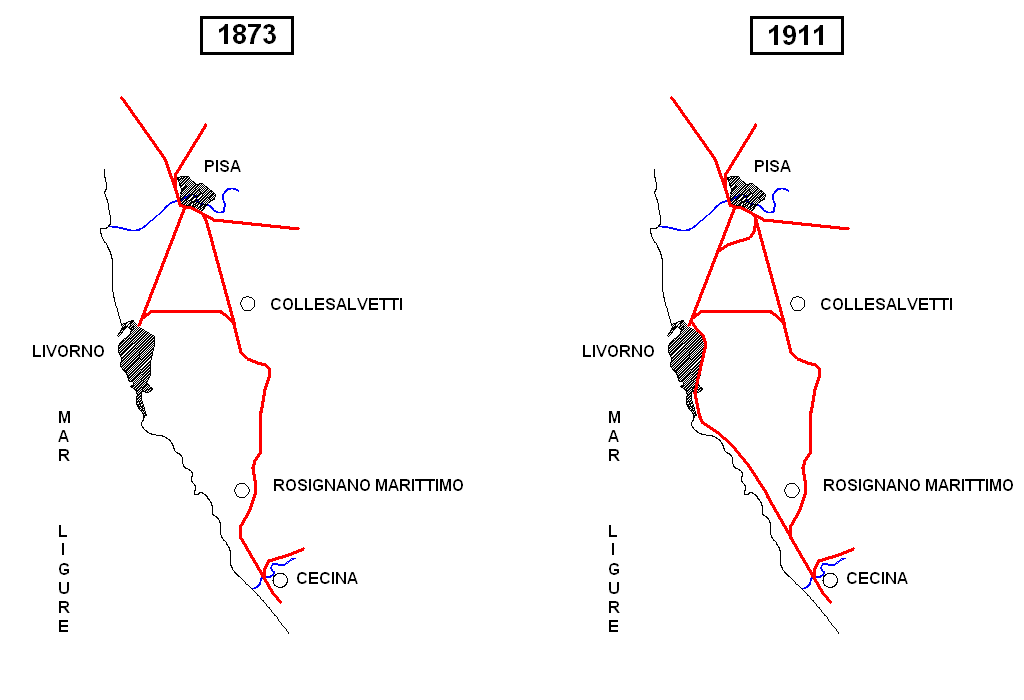
Evoluzione delle linee ferroviarie (1873-1911)

Livorno è percorsa dalla ferrovia Leopolda, attiva sin dalla prima metà dell'Ottocento nella tratta fra le stazioni di Livorno San Marco e la stazione Leopolda di Pisa e che collega Firenze con Pisa e Livorno.
Nel 1867 Livorno venne collegata a Roma mediante un tracciato che transitava da Collesalvetti; pochi anni dopo, quando tale località fu unita direttamente a Pisa, la città labronica si trovò di fatto esclusa dalla linea principale.
Solo nel 1910 fu inaugurata la linea costiera Livorno-Vada-Cecina e con essa la nuova stazione Centrale, che relegò quella storica di San Marco a ruoli sempre meno importanti fino alla sua definitiva chiusura.
Oltre alle citate stazioni, nel territorio comunale livornese insistono altri impianti, alcuni dei quali a uso esclusivo delle merci attorno al porto e altri, nei quartieri di Ardenza (soppresso), Antignano e nella frazione di Quercianella, adibiti ai passeggeri; importante scalo merci è la stazione di Livorno Calambrone, situata a ridosso delle aree portuali (dove insistono gli scali di Livorno Porto Vecchio, ovvero ex Stazione Marittima, e Livorno Porto Nuovo) e dalla quale parte il raccordo con l'Interporto toscano Amerigo Vespucci di Guasticce, ricavato su parte del sedime dell'antica tratta Livorno - Collesalvetti.
Fra gli impianti ferroviari livornesi un ruolo importante fu rivestito dalla ferrovia Pisa-Tirrenia-Livorno, inaugurata nel 1932 a seguito dell'espansione del litorale pisano. A Livorno il capolinea era posto presso l'ex Barriera Margherita, nei pressi dell'Accademia navale, e da qui si portava verso Stagno seguendo il percorso dei viali di circonvallazione. La politica dei trasporti dell'epoca, che mirava a un incremento del trasporto su gomma, portò a una chiusura della linea nel 1960.

#### Stazioni ferroviarie

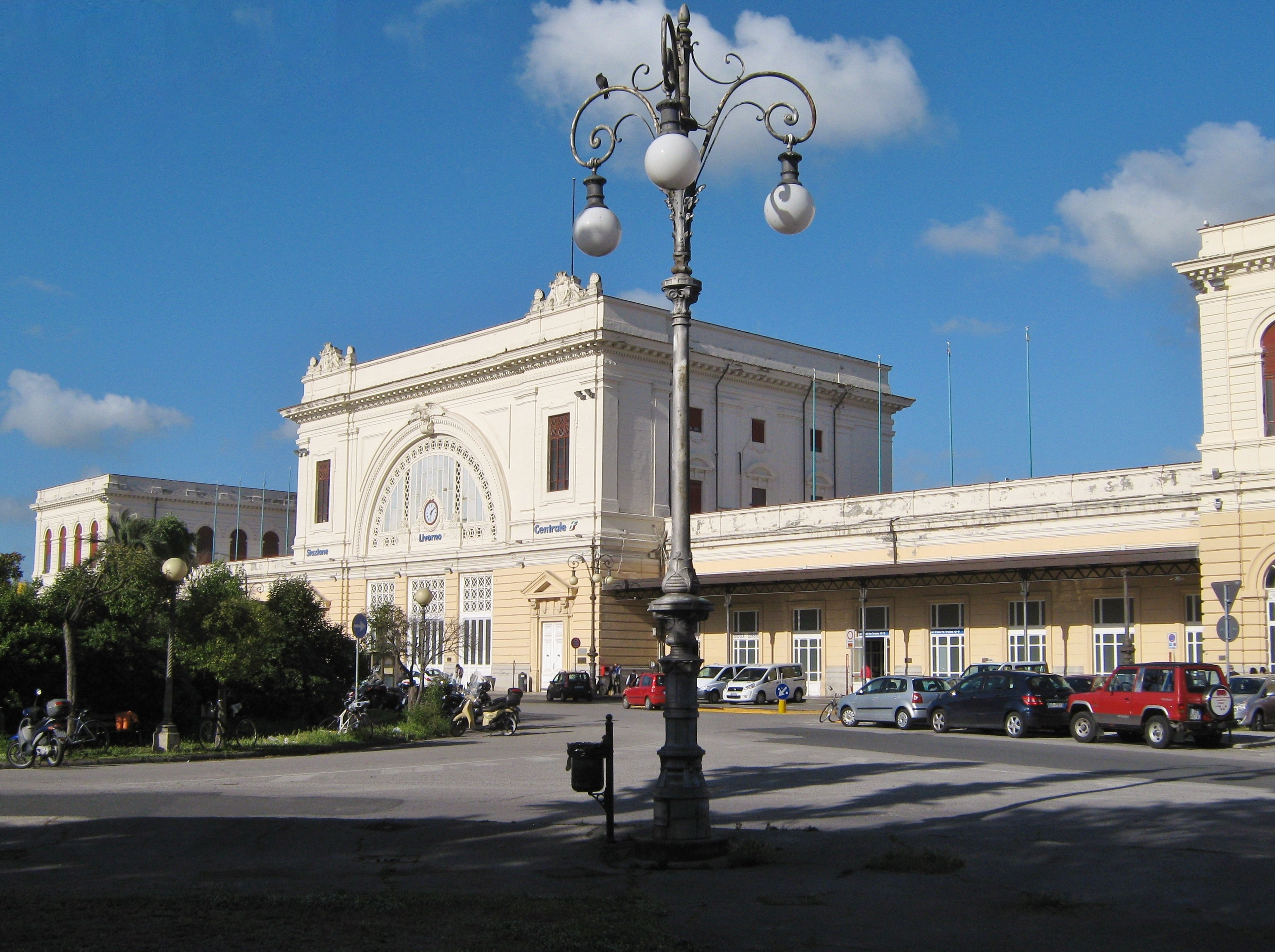
La stazione di Livorno Centrale

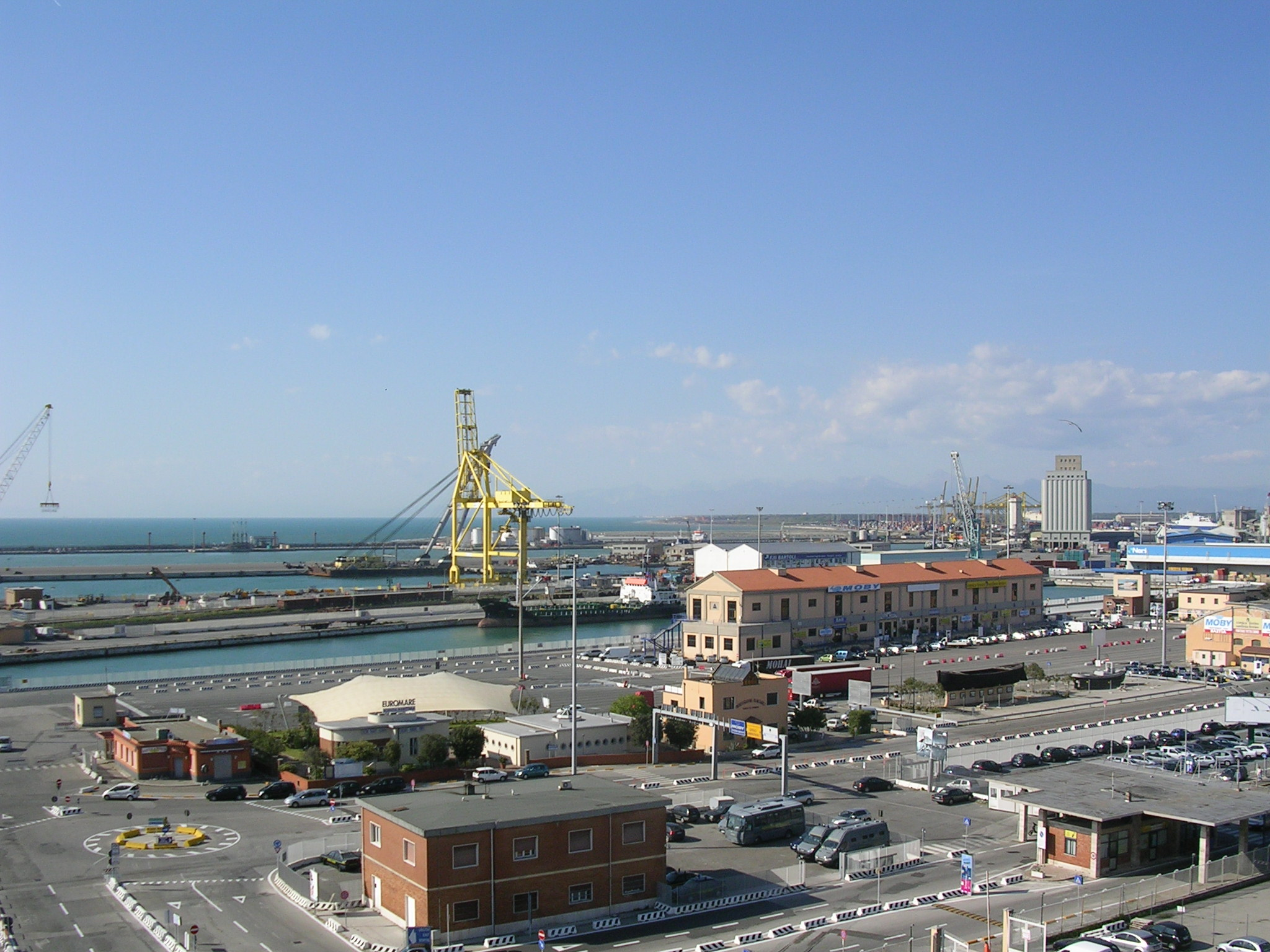
Uno scorcio del porto industriale di Livorno

- Livorno Centrale: è la stazione principale del comune; effettua servizio passeggeri regionale e a lunga percorrenza;
- Livorno San Marco: prima stazione cittadina, ha operato dal 1844 sino ai primi decenni del XX secolo per il traffico passeggeri e successivamente, fino alla dismissione, quale scalo merci;
- Livorno Antignano: fermata dell'omonimo quartiere (un tempo borgo suburbano), servita da treni regionali;
- Livorno Ardenza: soppressa a fine anni novanta del XX secolo, era la fermata dell'omonimo quartiere (anch'esso un tempo borgo suburbano);
- Livorno Calambrone: scalo merci sito nella zona portuale a nord della città.[129]
- Quercianella-Sonnino: effettua servizio passeggeri; è sita all'interno del comune di Livorno, a servizio della frazione di Quercianella.
- Livorno Porto Vecchio: nome che identificava la vecchia stazione marittima, per servizio merci, inaugurata nel 1858;
- Livorno Porto Nuovo: inaugurata nel 1939 per il traffico merci in ambito portuale;
- Livorno Darsena: inaugurata nel 2016 nell'area della Darsena Toscana, esclusivamente a servizio merci.

### Porti
Il porto di Livorno è, fin dalle sue origini, uno dei più importanti del Mediterraneo: può movimentare qualsiasi tipo di merce, da quella liquida a quella solida in rinfusa, alle automobili, ai prodotti congelati, alla frutta, agli impianti destinati alle imprese industriali, ma soprattutto movimenta migliaia di container in arrivo e in partenza per tutto il mondo.
A servizio del porto mercantile, nel territorio comunale di Collesalvetti, si trovano inoltre l'interporto Vespucci e l'autoparco del "Faldo", che contribuiscono a configurare Livorno e le aree limitrofe come una piattaforma logistica di importanza nazionale.
Il porto labronico è inoltre un frequentato scalo passeggeri, capace di ospitare anche i più grandi transatlantici del mondo, come il "Queen Mary 2", che ha fatto di Livorno una rotta abituale. Al consueto traffico passeggeri, interessato ai traghetti, si è aggiunto, negli ultimi anni, quello crocieristico, con più di 600000 croceristi; invece, al 2006, i passeggeri dei traghetti sono stati oltre 2300000.
La città dispone anche di porticcioli per imbarcazioni da diporto: oltre al porto "Nazario Sauro", situato nei pressi dello scalo maggiore, altri approdi si trovano nei quartieri di Ardenza, Antignano e nella frazione di Quercianella. I fossi medicei ospitano pure un gran numero di imbarcazioni di modeste dimensioni.
Il porto è gestito dalla Autorità di Sistema Portuale del Mar Tirreno Settentrionale.

### Mobilità urbana
Il servizio di trasporto pubblico è affidato a Autolinee Toscane. La compagnia, oltre ad assicurare i servizi urbani con 18 linee attive nel territorio cittadino (3 linee ad alta mobilità, 12 linee tradizionali, 2 linee notturne ed una estiva operante nella tratta Antignano-Chioma) collega direttamente Livorno a Pisa e alle altre località della Provincia.
La stessa Autolinee Toscane ha in gestione la Funicolare di Montenero, attiva sin dal 1908 per collegare la parte bassa dell'abitato con il santuario mariano. Nel territorio comunale sussistono inoltre un servizio taxi, autonoleggi e noleggio di biciclette e motorini.
L'attuale sistema di autoservizi urbani deriva della trasformazione dell'originaria rete tranviaria, attiva fra il 1881 e il 1943, e della successiva rete filoviaria, in servizio fra il 1935 e il 1973.

## Amministrazione

### Consolati
A Livorno sono presenti consolati onorari di:
- Danimarca;
- Francia;
- Grecia;
- Malta;
- Monaco;
- Paesi Bassi;
- Portogallo;
- Spagna;
- Svezia;
- Uruguay;

### Gemellaggi
Livorno è gemellata con le seguenti città:
- Bat Yam
- Guadalajara
- Haiphong
- Novorossijsk
- Oakland

Nel 2007 l'amministrazione comunale di Livorno ha anche stretto un patto di amicizia con i comuni di Cerignola (dove visse a lungo Pietro Mascagni) e Montalto Uffugo (sede di un festival dedicato a Ruggero Leoncavallo); scopo del patto è portare avanti una collaborazione culturale fra le tre comunità.

## Sport

### Principali società sportive

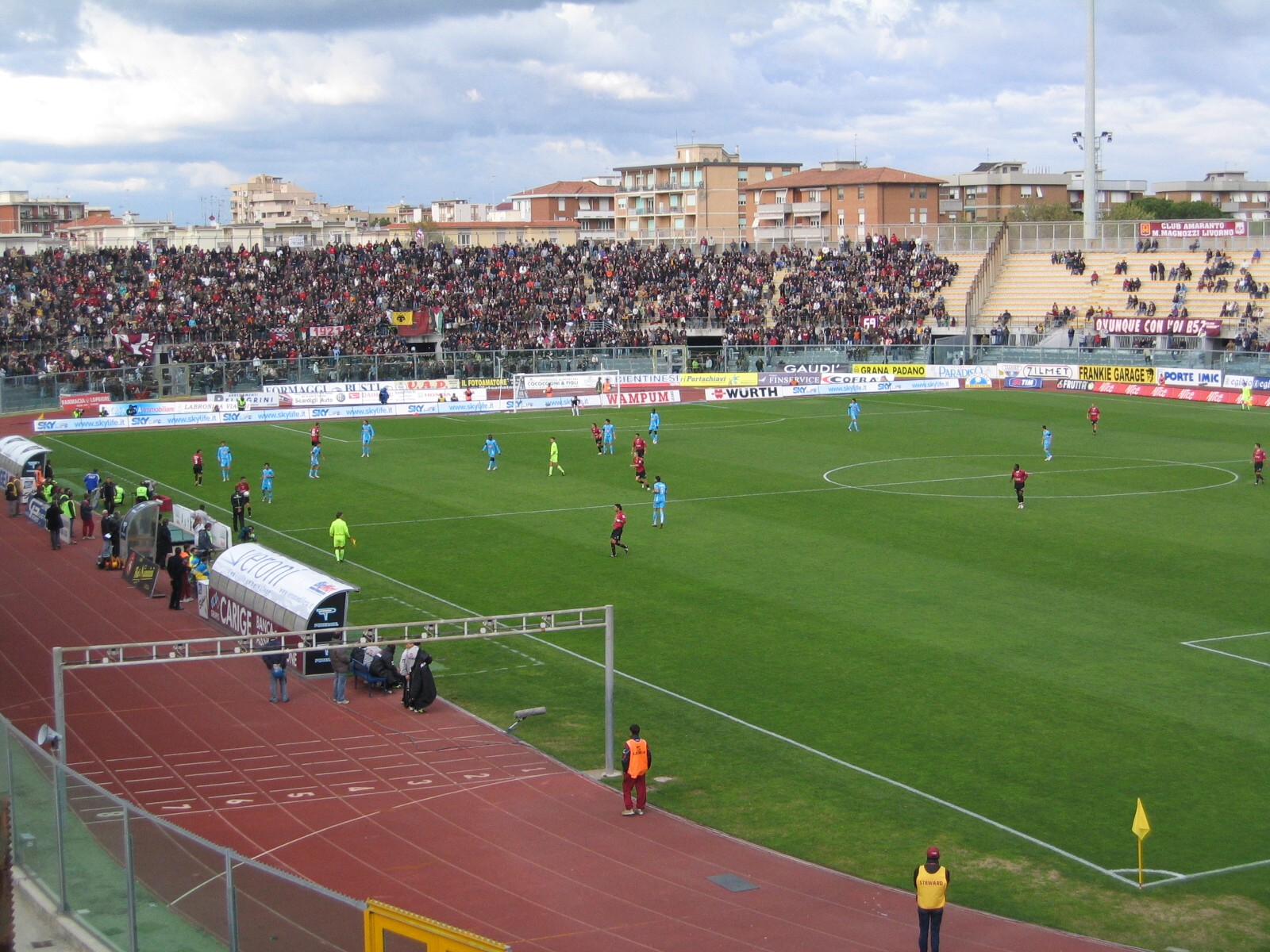
Lo Stadio "A. Picchi" durante un incontro del Livorno Calcio

#### Atletica
- Società Atletica Livorno
- Libertas Runners Livorno

#### Baseball
- Baseball Livorno

#### Calcio
- Unione Sportiva Livorno Calcio- Militante in Serie C
- A.S.D. Pro Livorno Sorgenti 1919 - Militante in Eccellenza
- Armando Picchi Calcio - Militante in Prima Categoria
- A.S.D. Calcio Femminile Livorno

#### Calcio a 5
- Boca Livorno calcio a 5 che milita nel campionato nazionale FIGC di calcio a 5 serie B.

#### Canottaggio
- Scarronzoni (canottieri)

#### Football americano
- Etruschi Livorno

#### Nuoto
- Nuoto Livorno Ssd a Srl

#### Pallacanestro
- Polisportiva Libertas Livorno - Militante in Serie A2
- Pallacanestro Livorno - Militante in Serie B
- Libertas Liburnia Basket - Militante in Serie C Silver regionale
- Pallacanestro Don Bosco Livorno - Militante in Serie C Gold regionale
- Meloria Basket 2000 - Militante in Serie D regionale
- Basket Femminile Livorno

#### Pallamano
- Pallamano Livorno

#### Pallanuoto
- Pallanuoto Livorno

#### Pallavolo
- Torretta Volley Livorno A.S.D. - Militante in Serie C regionale
- MVTomei Volley Livorno - Militante in Serie B Girone F
- ASD Borgo Rosso Volley - Militante in Serie D regionale
- Volley Livorno N.L.P - Militante in Serie D regionale

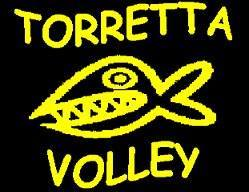
Torretta Volley Livorno A.S.D.

#### Rugby
- Rugby Livorno - Militante in Serie A (rugby a 15)
- Rugby Lions Amaranto - Militante in Serie B (rugby a 15)
- Rugby Etruschi Livorno

#### Scherma
- Circolo Scherma Fides

#### Softball
- Liburnia Livorno

#### Tiro con l'arco
- Compagnia Arcieri Livornesi "Dino Sani"

#### Vela
- Circolo Nautico Livorno
- Lega Navale Italiana Sezione di Livorno
- Circolo Velico Antignano

#### Gruppi sportivi
- TDS-Toscana Disabili Sport (basket in carrozzina, sitting-volley, nuoto)
- Gruppo Sportivo VV.F. "Corrado Tomei" (pallavolo, canottaggio, lotta, pesistica, ciclismo, nuoto per salvamento)

### Impianti sportivi

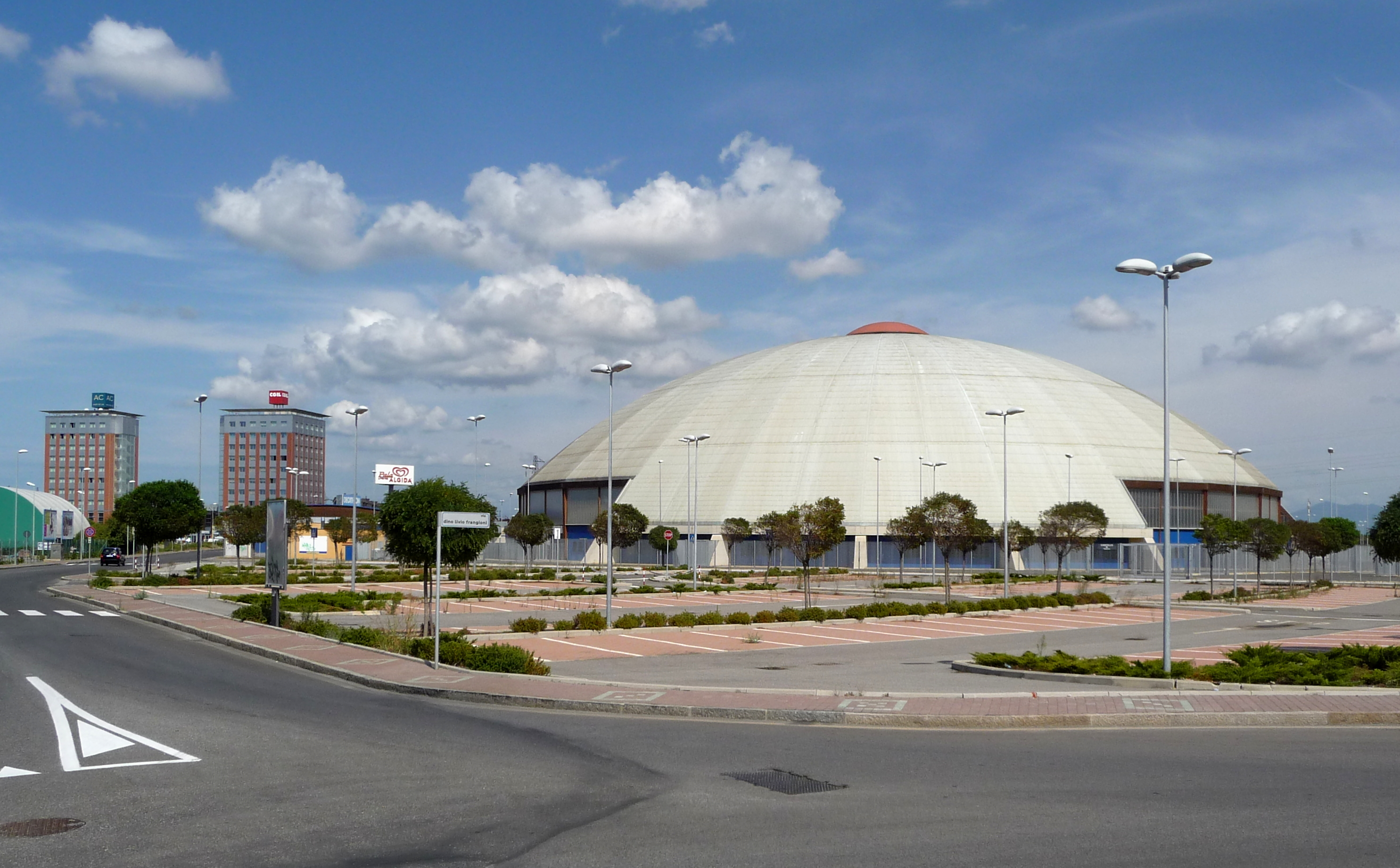
Il Modigliani Forum

Segue l'elenco dei principali impianti sportivi:
- Campo di atletica leggera "Renato Martelli"
- Complesso sportivo polivalente "La Bastia"
- Complesso piscine "S. Camalich/A. Neri"
- Ippodromo "Federico Caprilli"
- Modigliani Forum (ex PalaLivorno)
- Palasport Bruno Macchia
- Palazzetto "Maurizio Cosmelli"
- Palascherma "Aldo Nadi"
- Stadio comunale "A. Picchi"
- Stadio del baseball
- Stadio del rugby "Carlo Montano"